# Anticlericalismo en España

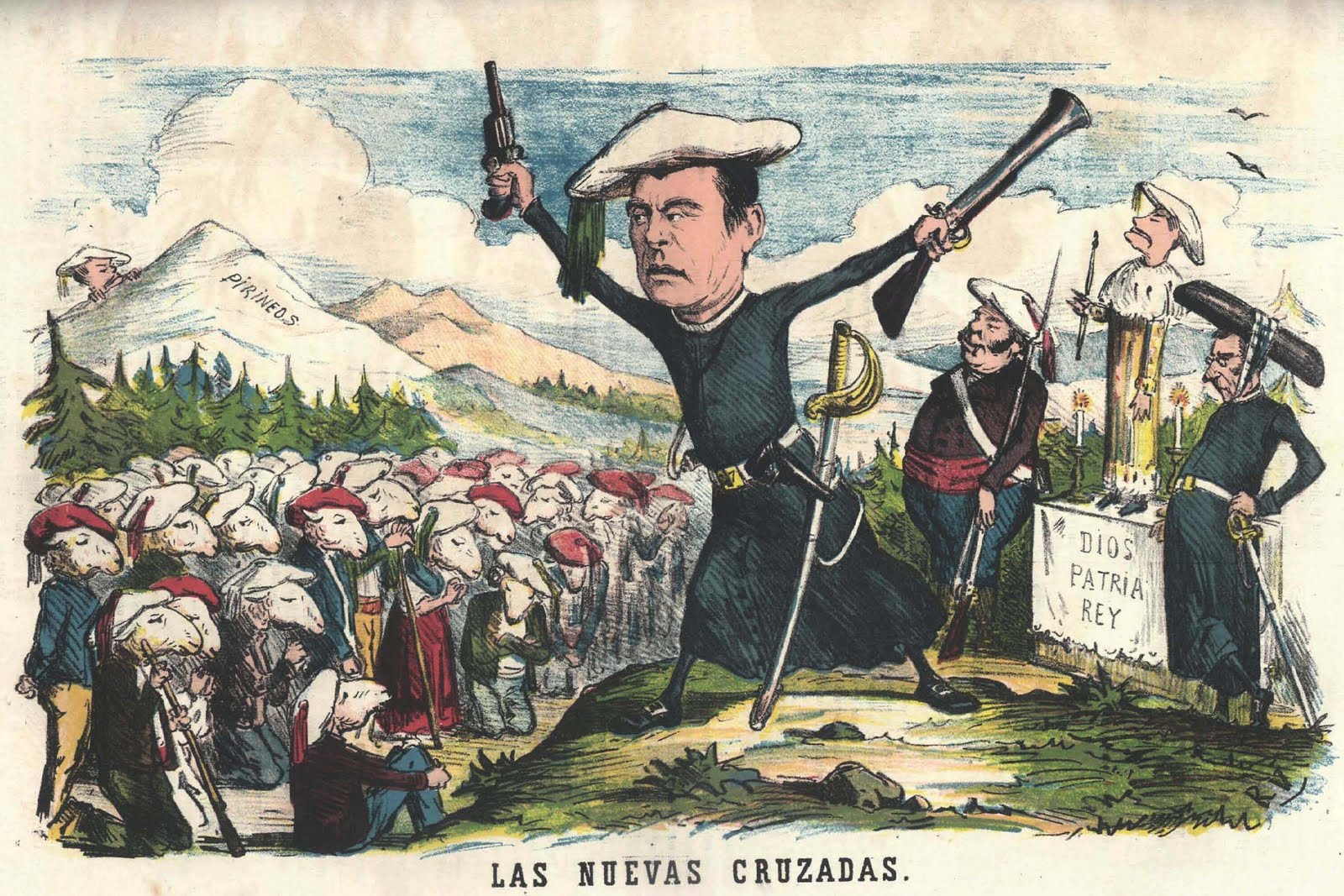
Caricatura sobre la relación del carlismo con el clero de la revista satírica La Flaca, de 1870, con el trilema carlista «Dios, Patria y Rey».

La historia del anticlericalismo en España suele dividirse en dos grandes períodos. Por un lado, el llamado “anticlericalismo cristiano” —o "anticlericalismo creyente", como lo llamó Julio Caro Baroja, pionero en su estudio—, tan antiguo como la Iglesia misma, que se caracteriza por sus críticas a vicios y abusos concretos del clero o a su excesivo número y poder, pero que no cuestiona el papel dominante de la Iglesia en la sociedad ni su influencia en el Estado. Por el otro, el “anticlericalismo contemporáneo” —o "anticlericalismo no creyente" como lo llama Caro Baroja— que surge en el siglo XVIII con la Ilustración y que cuestiona desde una óptica racionalista la sociedad sacralizada del Antiguo Régimen y el poder de la Iglesia católica, al considerarlos obstáculos para el progreso en España y en el mundo.
Según Julio Caro Baroja,

"el proceso mental que conduce al anticlericalismo es sencillo. Se parte de la creencia de que la religión católica como tal es buena, bella y verdadera: pero los que la sirven son malos, mentirosos y de fea conducta [es el "anticlericalismo cristiano" o "creyente"]... Pero he aquí que esta primera manera de pensar se pasa, o se puede pasar, a una segunda. La inmoralidad, la falta de conducta, se atribuyen entonces a defectos de la misma organización de la Iglesia. Y después, en un tercer momento o fase, son ya los dogmas los que se atacan [la segunda fase y la tercera corresponden al "anticlericalismo no creyente"]".

En el anticlericalismo contemporáneo —o "no creyente"— los campos clerical y anticlerical, aún mezclados durante la Ilustración, se delimitan claramente a partir de las revoluciones liberales, cuando la Iglesia se convierte en uno de los defensores del Antiguo Régimen. En España ese momento se produce durante el Trienio Liberal y sobre todo en los años 1830 con motivo de la primera guerra carlista y las desamortizaciones. No es por tanto casual que sea entonces cuando tienen lugar las primeras manifestaciones de violencia anticlerical —en 1822-1823, 1834 y 1835— que responden a la violencia clerical. Después, la rápida disminución del número de frailes como resultado de la desamortización de Mendizábal habría apaciguado el anticlericalismo, que no resurgirá hasta la Restauración borbónica (1875-1931) como consecuencia de la reaparición de las órdenes religiosas, especialmente en el campo de la enseñanza, gracias al apoyo que les proporcionó el gobierno de Cánovas del Castillo, precisamente en un momento en que al otro lado de los Pirineos, la Tercera República Francesa procede a la completa separación de la Iglesia y el Estado y a la instauración del Estado laico. Así, «los liberales españoles ven el país en situación de ignominioso "retraso" respecto de Francia y tienden a obsesionarse con el factor clerical como causa de nuestros males», una visión que se acentúa tras el desastre del 98. Es entonces cuando renace el anticlericalismo que tiene su estallido violento en la Semana Trágica de Barcelona. «Se llega, así, a la Segunda República, con conciencia de que la reducción del peso político de la Iglesia es uno de los más graves problemas que el país, en su esfuerzo modernizador, tiene que plantearse prioritariamente. Ello significa separación de la Iglesia y el Estado, creación de un ámbito legislativo secularizado para la vida social y realización de una ambiciosa política educativa que permita acabar con el monopolio eclesiástico de la enseñanza inferior».

## El anticlericalismo cristiano (1300-1750)

### La Edad Media
Las primeras críticas medievales al clero se dirigieron contra la cabeza misma de la Iglesia, el papa, y el círculo depravado y corrupto que le rodea en Roma, un rasgo específico del anticlericalismo cristiano y común en todo el Occidente europeo, como lo demuestra el cuento del Decamerón de Giovanni Boccaccio en el que se narra la historia de un judío que viaja a Roma y que cuando vuelve a París se convierte al cristianismo «al considerar que, dada la maldad de los clérigos, y la vida depravada que llevan, desde el papa y los cardenales, la expansión del cristianismo debía atribuirse al mismo Espíritu Santo».

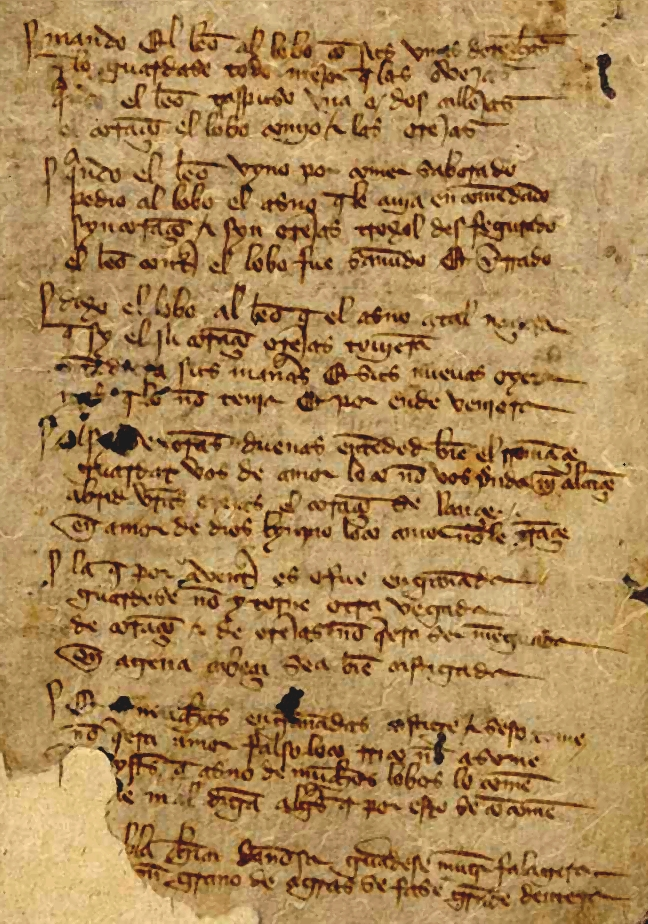
Folio 3r.º del manuscrito T (Toledo) del Libro de buen amor del conservado en la Biblioteca Nacional de España, Vitr. 6/1.

Un objetivo central de las críticas es la avaricia del clero y la denuncia de la simonía —la especulación material con los asuntos espirituales—, que empezaba en Roma y se extendía por todas partes. En el Reino de Castilla destacó el arcipreste de Hita que en un célebre fragmento del Libro del buen amor decía:

Yo vy allá en Roma, do es la santidat,
Que todos al dinero fazian l'omilidat,
Gran onrra le fazían con gran solenidat;
Todos á él se omillan como á la magestat.

Fazie muchos priores, obispos é abbades,

Arçobispos, dotores, patriarcas, potestades,

A muchos clérigos nesçios dávales denidades,

Fazíe verdat mentiras é mantiras verdades.
 
Fazie muchos clérigos e muchos ordenados,
Muchos monges e mongas, rreligiosos sagrados;
El dinero les dava por byen esaminados;
Á los pobres dezían que non eran letrados.

Críticas a la avaricia del clero se pueden encontrar también en el anónimo Libro de Alexandre o en el Rimado de Palacio del Canciller Pérez de Ayala, quien en una de sus estrofas se ocupa del papa:

Agora el papadgo es puesto en riquesa,
De le tomar qualquier no toman peresa,
Maguer sean viejos, nunca sienten flaquesa,
 Ca nunca vieron papa que muriese en pobresa.

En los estados de la Corona de Aragón destaca la Disputa de l'Ase ('La disputa del Asno') escrita en catalán por el mallorquín Anselm Turmeda en 1417 en la que se describen una serie de costumbres de los frailes contrarias a los valores que se les suponía a los miembros del clero regular: la holgazanería, la envidia, la avaricia, la glotonería, etc. La obra sería puesta en el Índice de libros prohibidos por la Inquisición en el siglo siguiente.
En el siglo XV, de la crítica generalizada del siglo anterior —aunque esta aún se mantiene en obras como Triumphos de locura de Hernán López de Yanguas en la que hace una crítica feroz de los comportamientos de frailes y monjas— se pasa a la crítica, a veces satírica, de determinados miembros del clero. Es lo que hicieron los castellanos Fernando del Pulgar en sus Crónicas de los reyes de Castilla o Fernán Pérez de Guzmán en sus Generaciones y semblanzas. Así retrata este último al arzobispo Pedro Frías, del que dice:

Fué hombre de mediana altura, de buen gesto, no muy letrado, muy astuto é cauteloso, tanto que por malicioso era habido: no fue muy devoto ni honesto, ni tan limpio de su persona como a su dignidad se convenía; vestíase bien, comía muy solemnemente, dábase mucho al deleite é buenos manjares é finos olores. En su habla é meneo de su cuerpo é gesto, y la mansedumbre e dulzura de sus palabras, tanto parescia mujer como hombre...

### ElsigloXVI: Renacimiento y Contrarreforma
La crítica satírica al clero continúa en el Renacimiento con Bartolomé Torres Naharro en su obra Propadalia, impresa en Nápoles en 1517, en su comedia Tinellaria y en Soldadesca, en las que no solo lanza sus dardos contra los cardenales y prelados sino también contra los frailes. Que sea un clérigo el autor de la crítica no es nada infrecuente en esta época. Así, por ejemplo, un fraile de Burgos criticaba hacia 1520 la vida en los monasterios en una carta que copió íntegra Fray Prudencio de Sandoval en su Historia de la vida y hechos del emperador Carlos V y en la que entre otras cosas decía:

E porque soy religioso no quiero poner en el olvido los monasterios que tienen vasallos e muchas rentas, sino que cuando se meten en religión debe de ser con celo de servir a Dios e salvar sus ánimas. (...) E dánse a comeres e beberes, e tratan mal a los súbditos e vasallos, siendo por ventura mejores que ellos. (...) E los perlados de los monasterios se conciertan los unos con los otros e se hacen uno a otro la barba, porque el otro le haga el copete (como se suele decir), y no miran sus deshonestidades, ni las enmiendan, ni castigan a sus súbditos las culpas, antes las encubren y celan y pasan por ellas (como gato por brasas) (...) E otros algunos [obispos] tienen respeto a hacer mayorazgos para sus hijos, a quien llaman sobrinos, e así gastan las rentas de la Madre Iglesia malamente, y a los pobres e iglesias no solamente no les hacen bien, antes trabajan de les tomar e robar los cálices que tienen.

Posiblemente la obra más representativa de la sátira anticlerical sea el Lazarillo de Tormes en el que aparecen personajes como el "clérigo de Maqueda, prototipo de avaricia, del buldero, espejo de farsantes, dejando de contar por algunos respetos lo que al mismo le ocurrió sirviendo a un fraile... Las aventuras terminan con el matrimonio de Lázaro con la criada del Arcipreste de San Salvador y una vida plácida y llena de complacencias para con el mismo Arcipreste, tanto de la mujer como del marido, al que no asustan las murmuraciones". En la segunda parte del "Lazarillo", firmada por H. de Luna, aparecían la costumbre de los clérigos de Toledo de amancebarse con mujeres conocidas con el nombre de "mulas del diablo" o los horrores que cometían los servidores de la Inquisición y cómo satisfacían sus pasiones.
Con la Contrarreforma tridentina cuyo principal valedor es Felipe II, la crítica anticlerical se suaviza por presión de la Inquisición que considera que la crítica generalizada a los eclesiásticos es "lenguaje de herejes", de la misma forma que determinados comportamientos y costumbres "medievales" de los clérigos se suprimen o se regulan. En cuanto al secular el objetivo de la Contrarreforma es lo que llama Caro Baroja "deslaificar": "prohibirle que lleve tufos, bigotes, cuellos, espadas, armas que le hacen semejante a cualquier seglar; que baile en las fiestas, que ande abarraganado, que se dedique a actividades profanas, comerciales y de otra índole; que cometa usuras, que celebre con exceso y dispendio las misas nuevas, que no guarde compostura en los bautizos, bodas y mortuorios; que acepte como legítimos ritos que huelen a Paganismo, que mantenga a sus hijos cerca de él..." Sin embargo esta reforma no alcanza al clero regular por lo siguen pululando "los frailes de corte medieval... El fraile conocido sigue siendo el mendicante que corretea por mercados y plazuelas, o el que asiste a convites, yendo a ellos rápido, o el que pronuncia sermones a troche y moche", comportamientos que son denunciados por teólogos, como Melchor Cano, por predicadores como Fray Alonso de Cabrera o Fray Pedro de Valderrama o por escritores místicos como Fray Pedro Malón de Chaide.
Así a nivel popular los frailes y los predicadores son protagonistas de chascarrillos y anécdotas que son recogidos en pequeñas obras como "Floresta" de Melchor de Santa Cruz, aparecida por primera vez en 1574, o como los Diálogos de apacible entretenimiento de Gaspar Lucas Hidalgo, que fue publicada en Madrid en 1606 y que fue prohibida por la Inquisición doce años después. Uno de los chistes que recogía esta obra era sobre cierto predicador que, en uno de sus sermones, dijo:

¿Cómo pensáis señoras, que halló el Ángel a la Virgen cuando le vino a dar la embajada? ¿Pensáis que estaba cantando zarabandas y chaconas como vosotras? Estaba noramala rezando de rodillas el rosario de Nuestra Señora delante de un Santo Crucifijo

### ElsigloXVIIy la primera mitad delsigloXVIII
Los escritores Siglo de Oro tuvieron mucho cuidado en sus críticas a la Iglesia y al clero, aunque a veces lograron deslizar sátiras agudas. Miguel de Cervantes, según Julio Caro Baroja, "escribió siempre con suavidad al describir tipos de eclesiásticos" pero en la segunda parte de El Quijote retrató de forma "seca, real y vulgar" al capellán de los duques:

Un grave eclesiástico destos que gobiernan las casas de los príncipes; destos que, como no nacen príncipes, no aciertan a enseñar cómo lo han de ser los que lo son; destos que quieren que la grandeza de los grandes se mida con la estrecheza de sus ánimos; destos que queriendo mostrar a los que ellos gobiernan a ser limitados, les hacen ser miserables

Lope de Vega en su correspondencia privada muestra una gran antipatía por los frailes. "Pero sus argumentos son los populares. Unas veces insiste sobre la lujuria frailuna ["A la fee, Señor, ellos hazen hijos y otros los crían"], otras sobre la avaricia ["tienen más tretas y modos de vivir que mercaderes de mohatras"], otras sobre los peligrosos que resultan como enemigos. Quevedo, por su parte fue considerado "ateísta" (ateo) por sus contemporáneos entre otras razones por lo ridículos que describía a los demonios, lo que daba entender que no creía en ellos. Sin embargo, según Julio Caro Baroja, "aquel hombre que ha dejado fama de que no se mordía la lengua con respecto a la Iglesia era un incondicional o tenía una prudencia exquisita".
La crítica más aguda al clero aparece en algunos narradores como Jerónimo de Alcalá en El donado hablador, en la que alude a su avaricia, autores de comedias como Juan de Matos Fragoso o poetas satíricos como Villamediana que se refiere así al Patriarca don Diego de Guzmán, capellán y limosnero de Felipe III:

Aquí yace el Patriarca
Comisario de las bulas.
Que también para las mulas
Tiene su oficio la Parca.

En la novela Guzmán de Alfarache de Mateo Alemán se culpa de las conductas poco edificantes de los frailes a los padres "traidores" que obligan a sus hijos a ordenarse "por no tener hacienda que dejarle o por otras causas mundanas y vanas". El resultado es que "se van después por el mundo perdidos apóstatas, deshonrando su religión, afrentado su hábito, poniendo peligro en su vida, y metiendo en el infierno el alma". Hay que tener presente que, según Caro Baroja, "a medida que fue pasando el siglo XVII, los defectos del clero regular fueron haciéndose más patentes a ojos de propios y extraños", y de ahí la enorme popularidad que alcanzó en la época, y en los dos siglos siguientes, la comedia El diablo predicador de Luis Belmonte Bermúdez. "La comedia tiene como tema central la obligación impuesta a Luzbel temporalmente, de ayudar en hábito de fraile a unos franciscanos a los que había hecho la vida imposible, de suerte que, en poco tiempo, se vieron prósperos y ricos, con varios conventos hechos por el mismo demonio. Los actos de éste no eran menos celebrados por los admiradores de la obra que los dichos del gracioso de ella, que es fray Antolín, modelo de legos glotones y chocarreros, al que el diablo predicador lleva por la calle de la amargura, sometiéndolo a un puritanismo verdaderamente diabólico". La obra fue prohibida por la Inquisición a principios del siglo XIX.
La disputa entre las órdenes religiosas y la nueva Compañía de Jesús nos ha dejado testimonios del "odio interno dentro del clero, con repercusiones incalculables", según Caro Baroja. Este mismo autor cita la colección de cartas que recibió el jesuita Rafael Pereyra entre 1634 y 1648 —que fueron publicadas dos siglos más tarde— en las que sus corresponsales, también jesuitas, relatan las faltas, vicios e incluso crímenes cometidos por miembros del clero regular.
La crítica popular al clero, especialmente al clero regular, se centra en la falta de relación entre lo que predica y lo que hace realmente. Así se destaca su holgazanería, su lujuria, su avaricia, etc., "vicios" del clero que recoge el refranero clásico donde existen más de doscientos refranes sobre frailes y otros tantos sobre clérigos en general, siendo los referidos a los primeros generalmente más irreverentes. Por ejemplo:

Frailes, aun de los buenos, los menos.
Gorriones, frailes y abades, tres malas aves.
En el fraile y la mula, la coz es segura.
El fraile en su convento, y bien dentro.
Los frailes entran sin conocerse, viven sin amarse y mueren sin llorarse.
Clérigo, fraile o judío, no le tengas por amigo.
Judío, dona y hombre con corona, jamás perdona.
Monjes y frailes, putas y pajes, todos vienen de grandes linajes.
Clérigos, frailes, pardales y chovas, ¿dónde vais las cuatro royas?
Clérigos, frailes, pegas y grajas, do al diablo tales cuatro alhajas.

Abundan los refranes referidos a la "avaricia" de los frailes:

Ahí va un fraile; no irá en balde. 
Gente de sotana, nunca pierde y siempre gana. 
Dios proveerá; mas buen haz de paja se querrá. 
Quien dijo fraile, dijo alforja y fraude. 
En casa de capellán, nunca falta pan. 
Frailes, ratas y pardales, nuestros enemigos mortales. 
Gente con pie de altar, mucho pedir y poco dar. 
Dos cosas no se pueden saciar: los frailes y el mar. 
Frailes y monjas, el dinero esponjas. 
Fraile que te agasaja, de ti quiere sacar raja.
No hay clérigo pobre, ni casado rico.
Fraile que su regla guarda, toma de todos y no da nada.
Fraile que pide por Dios, pide para dos.
El fraile descalzo se pone las botas de los demás.

También son muy frecuentes los refranes referidos a la “lujuria” del clero, sobre todo del regular:

A clérigo ni fraile le fíes tu comadre. 
El abad que no tiene hijos, es que le faltan argamandijos. 
No digas de esta agua no beberé, ni este cura no es mi padre. 
A casa del cura, ni por lumbre vas segura. 
Por las piernas del vicario, sube la moza al campanario.
Del fraile flaco y cetrino, guardaos, dueños dél, que es un malino.
El fraile, con sol de casa.
Fraile que pide pan, toma carne si se la dan.

También los hay que se refieren a la holgazanería y glotonería del clero regular:

Dejar hambre y frío por amor de Jesucristo, es de hombre listo.
Comer y beber y andar por el aire, éstos son los mandamientos del fraile.
Fraile que va merendar, lleva buen andar.
Seis horas cantando, seis comiendo, seis paseando, seis durmiendo, y las demás estudiando.
Fraile gordo y casado delgado, ambos cumplen con su estado.

Asimismo existe un anticlericalismo popular más radical expresado en carteles, pasquines y hojas sueltas, como en un cartel que apareció en 1645 en Écija que decía:

Tratado de apuradas verdades. Los clérigos, frailes y teatinos solo son para usurpar al Rey sus alcabalas y patrimonio. Los clérigos y frailes los más están amancebados. Los clérigos y frailes son carniceros, taberneros, vendedores de tabaco, ladrones de sal, que aún no la dejan labrar. Con los frailes y clérigos no hay gañan ni quien sirva esta república. Los clérigos y frailes engañan a los bobos en las confesiones, y aun solicitan en ellas. Los clérigos y los frailes son desvergonzados hasta en el púlpito. Los clérigos y frailes de misa solo lo son, que los demás son clérigos y frailes y teatinos de devoción, que se casan y les vemos con hijos. Los clérigos de órdenes menores no son clérigos sino ladrones de alcabalas... Clérigos y frailes hay logreros que buscan a quien dar y prestar dinero con grande ganancia: fuera mejor hacer una leva y llevar toda esta canalla a servir al Rey, y no estarse murmurando en cuadrillas en la plaza de cuantos entran y salen, queriendo gobernarlo todo.

En la primera mitad del siglo XVIII, destaca el librito Virtud al uso y mística a la moda publicado en 1729 bajo el nombre de Fulgencio Afán de Ribera y que consiste en un manual de «mística bribónica», utilizando la expresión que se halla en él. En la obra aparece el personaje del Hermano Carlos del Niño Jesús, que según Caro Baroja, «es una figura meliflua, dada a prácticas de piedad corrientes pero realizadas con ostentación». La intención de Afán de Ribera es moralizadora al denunciar «una piedad en que el símbolo parecen las puntillas, los encajes de bolillos, los papeles de plata y oro, las flores artificiales, y otros objetos curiosos y artificiosos, pero de poco valor, con que monjas, beatas y mojigatas adornaron los altares. Ñoñería, dulzarronería, devoción de confiterías, cererías y tiendas de abanicos y rosarios, lecturas de libritos piadosos cuyos nombres nos hacen pensar en floreros y ramilletes, como los de Fray Juan Nieto [autor del Manogito de flores] y el Padre Fray Buenaventura Tellado [autor del Nuevo manogito de flores, en tres ramilletes, compuesto de varias Flores para todas personas Cathólicas, Eclesiásticas y Religiosas...], o en tertulias y cortejos, como el de Fray Joseph Haro de San Clemente, que de modo algo cómico, declamó contra la afeminación de las costumbres de su época». También en ciertos poemas escritos por clérigos, como Juan José de Salazar y Hontiveros o Diego de Torres Villarroel se critica la vida de los frailes, aunque «la sátira frailesca más famosa del siglo y acaso de toda la Literatura española» no se publica hasta mediados de siglo. Se trata del Fray Gerundio de Campazas del Padre Isla.

## Los inicios del anticlericalismo contemporáneo (1750-1820)
“Quizás sea una obviedad que el anticlericalismo haya que descifrarlo como un hecho que, en su propio concepto, no puede existir sino como réplica a un poder evidentemente clerical. Precisamente fueron textos y panfletos, elaborados por el clero con carácter militante y con fines hagiográficos, los que lanzaron, al socaire de sus primeras derrotas políticas, el anatema del anticlericalismo. Definieron así, de modo peyorativo, por su negatividad, el comportamiento y las medidas que el liberalismo adoptaba en el proceso de organización de un Estado y de un mercado desde los principios de soberanía nacional, representatividad ciudadana y libertades económica y de pensamiento. Eran principios revolucionarios que abolían siglos de monopolio cultural, de inmovilización de bienes y de taifa política. Sin embargo, desde sus primeros pasos el liberalismo español —hay que destacarlo— es católico no sólo por definición constitucional, sino también por prohibición de la libertad religiosa, una cuestión que se plantearía con excesiva tardanza”.

### Las críticas al clero de los ilustrados

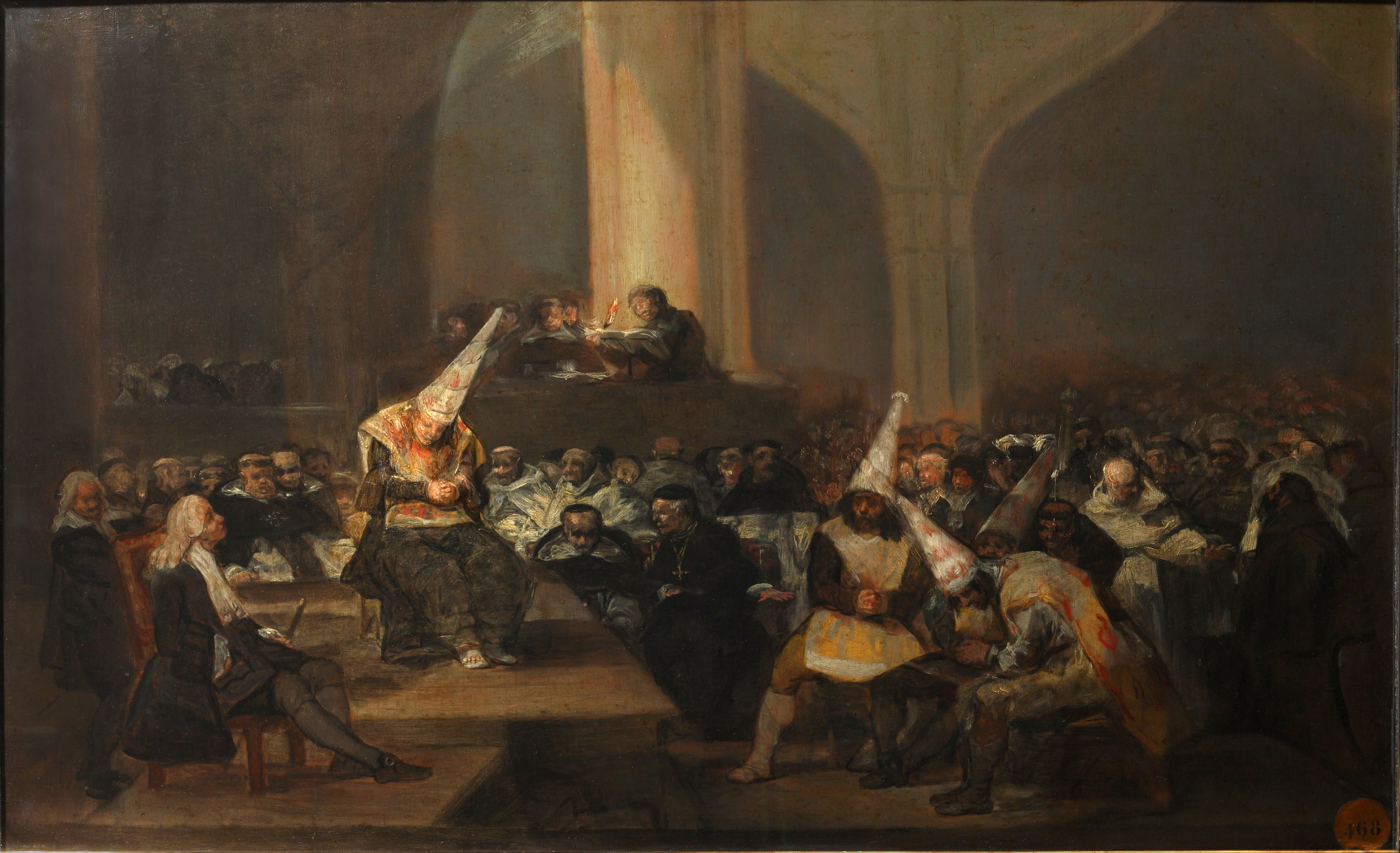
Auto de fe de la Inquisición española, visto por Francisco de Goya.

Los ilustrados españoles no pretendían cambiar el Antiguo Régimen, por lo que no cuestionaron el papel de la Iglesia católica y del clero en la sociedad sacralizada del siglo XVIII —donde tanto las conductas públicas como privadas estaban determinadas por las creencias y los preceptos de la Iglesia católica, y donde el clero se situaba en un plano superior a los laicos—, pero querían sacar del “atraso” en que se encontraba España y ponerla en el camino del “progreso”, por lo que plantearon la reforma de la Iglesia y del clero para que también desde su propia esfera contribuyeran a la difusión de “las luces”. Así criticaron todos aquellos comportamientos del clero que se apartaran de su fin pastoral, o en el caso de las órdenes religiosas denunciaron su “ociosidad” y su escasa aportación a esa misma labor pastoral, sin propugnar por ello su abolición, así como criticaron algunas instituciones eclesiásticas, como los beneficios sin cura de almas, y propugnaron la reforma, que no la abolición, de la Inquisición. Para los ilustrados, “el clérigo debe cumplir una función asistencial, debe ser vehículo de las luces (instructor del pueblo) y debe contribuir a erradicar las falsas suposiciones y el fanatismo”.
La crítica al clero desde la óptica de “las luces” y de la razón les llevó a los ilustrados a resaltar los defectos del clero, especialmente de aquellos clérigos que más se desviaban de su auténtica misión pastoral, señalando incluso sus vicios personales, y, ante todo, la responsabilidad del clero en el mantenimiento del fanatismo y de la superstición, dos de los principales obstáculos al progreso moral, según los ilustrados. “Al mismo tiempo, comenzó a generalizarse la idea de que buena parte del clero consumía y no producía, por lo que no sólo resultaba una rémora para la sociedad, sino que además era un obstáculo para lograr la felicidad material, objetivo irrenunciable del ideal ilustrado”.
Así sin defender una política abiertamente anticlerical –“les contuvo su propia religiosidad, la escasa decisión para traspasar los límites impuestos por la sociedad estamental y la excesiva dependencia del poder… [además de que] el control ejercido por la Inquisición impidiera a los críticos más decididos expresar resueltamente su pensamiento”-, los ilustrados iniciaron “un proceso de consecuencias insospechadas. A medida que estas ideas se van extendiendo por la sociedad, la crítica al clero es más directa, proliferan las sátiras y afloran resentimientos y venganzas. Del ideal sublime de reforma se va descendiendo a la crítica personal, recargando las tintas en los vicios del clero. Y éste queda expuesto, aún con mucho control pero de forma palpable, al odio popular, como se comprobará más adelante, cuando las masas se sientan con libertad para expresarse”. Por otro lado esta crítica al clero encontró cierto eco en la Monarquía porque servía a su política regalista de subordinación del clero y de la Iglesia a su autoridad

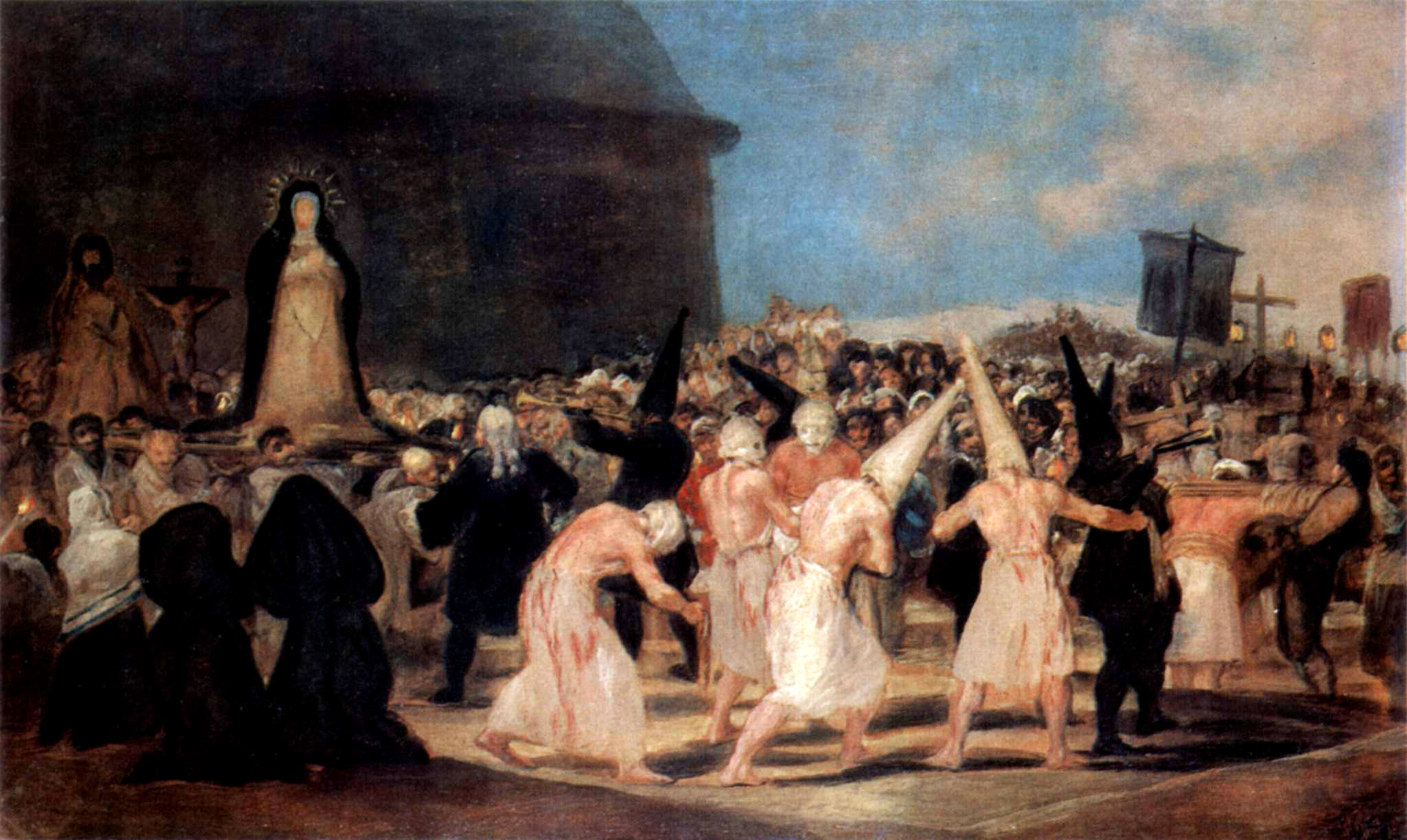
Procesión de disciplinantes, de Francisco de Goya. Este pintor compartió la crítica de los ilustrados a las prácticas religiosas "supersticiosas".

Los ilustrados propugnaron una nueva forma de entender la religiosidad, más anclada en los valores y las prácticas de la Iglesia primitiva, y por tanto defendían un nuevo ideal de sociedad y de moral. Así que también criticaron duramente las prácticas religiosas que calificaban de supersticiosas a los ojos de la razón, sobre todo las de la religiosidad popular, de las que hicieron responsables al clero. Asimismo esta defensa del ideal de las primeras comunidades cristianas les llevó a criticar la excesiva riqueza del clero y su excesiva preocupación de los asuntos temporales que contrastaba con la pobreza y la dedicación exclusiva a los asuntos espirituales del clero de la Iglesia primitiva. Por eso criticaron al clero, y sobre todo al clero regular, de su tiempo porque no respondía a ese ideal: por su avidez por las riquezas, especialmente entre el alto clero; por su ociosidad, especialmente la de las órdenes religiosas; por su ignorancia; por su tendencia a propiciar prácticas religiosas “supersticiosas”; y por su inmoralidad, destacando especialmente los casos de incumplimiento del voto de castidad.
La reforma del clero, la creación de un nuevo tipo de clérigo, es impulsada desde la Monarquía, sobre todo por Carlos III, en aplicación de su política regalista, en lo que encuentra un gran apoyo entre los ilustrados que defienden que el clero debe dejar de constituir una carga y ser útil a la sociedad, por lo que cuestionan la vida contemplativa, uno de los principios básicos de la Iglesia oficial. Además cuestionan la riqueza de los eclesiásticos, ya que para ellos solo encuentran justificación si sirven a las necesidades pastorales o se utilizan en la ayuda a los pobres. También atacan las falsas vocaciones (La Mojigata de Leandro Fernández de Moratín) y que en la selección de obispos y arzobispos no prime la valía personal sino la pertenencia al estamento nobiliario.

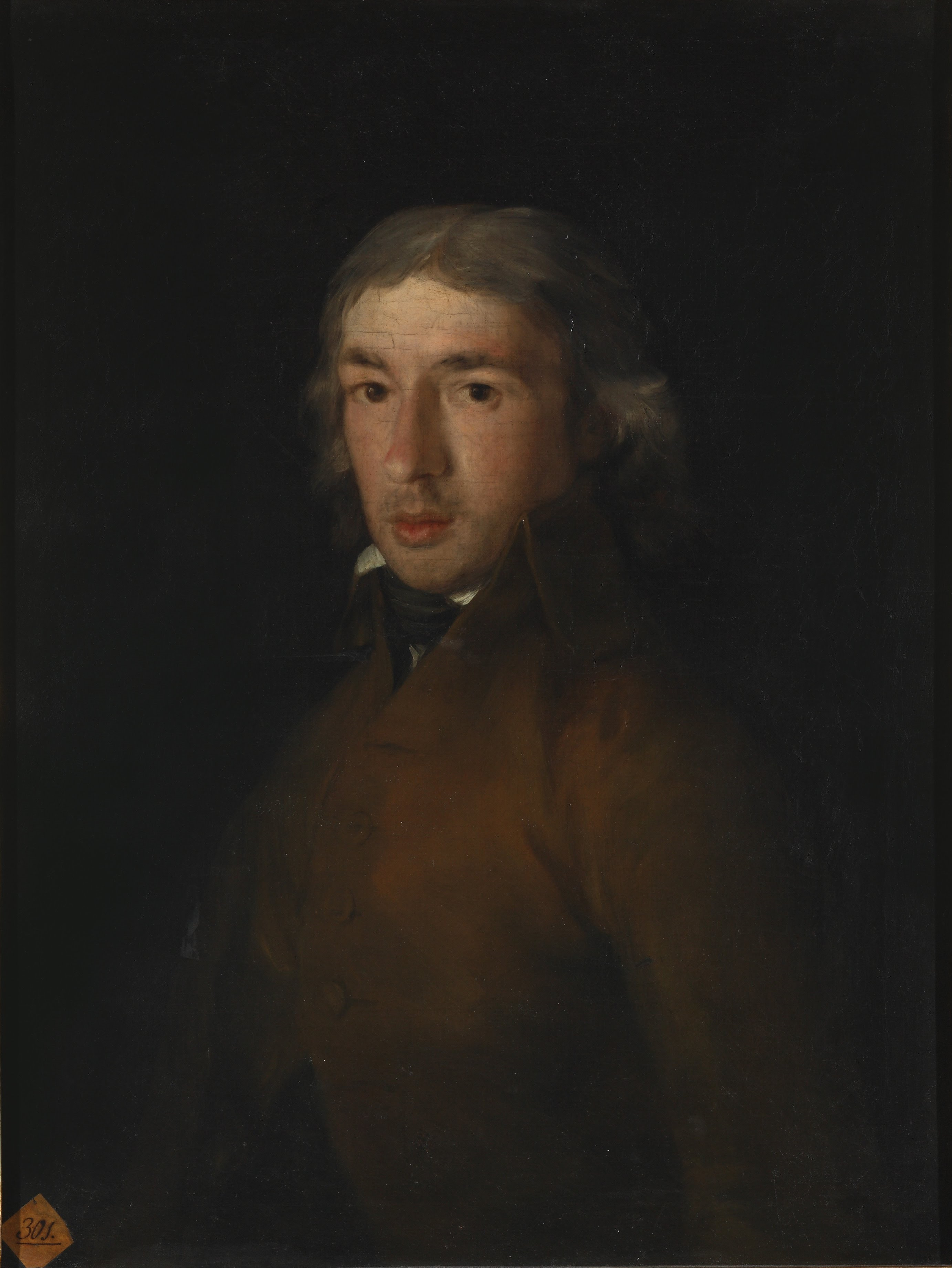
Leandro Fernández de Moratín, retratado en 1799 por Goya.

Las críticas las realizaron creyentes que defendían la revalorización del papel del laico en la Iglesia y cuyo prototipo tal vez sea el ilustrado valenciano Gregorio Mayans, quien “asume con responsabilidad el cometido que cree corresponderle, tratando sobre moral y sobre Teología con la misma intensidad con que aborda cuestiones ajenas al ámbito religioso”. Y por otro lado a la crítica de los ilustrados, también se suman algunos clérigos (entre los que se encuentran varios obispos o el propio inquisidor general Felipe Beltrán), que aportan nuevos argumentos para la necesaria reforma del clero y de las prácticas religiosas, más acorde con la Iglesia primitiva, en lo que coinciden con los ilustrados. Asimismo defienden la aplicación de la regla fundacional a las órdenes regulares de pobreza, obediencia y castidad, denunciando su incumplimiento.
Así se fue configurando una imagen ideal del clérigo muy diferente del realmente existente: pobre, con auténtica vocación religiosa, completamente dedicado a su labor pastoral y preocupado por la difusión de las “luces” y del progreso material y por erradicar las prácticas supersticiosas, sometido a las leyes de la monarquía. Este ideal se corresponde con el del párroco (que es útil, está en contacto con los fieles, obedece a su obispo y limita sus funciones al ámbito espiritual y asistencial), al que se opone el clérigo regular, portador de todos los efectos a erradicar, cuyo comportamiento no se ajustaba al ideal forjado por los ilustrados ni a los deseos de la Monarquía de un clero útil.

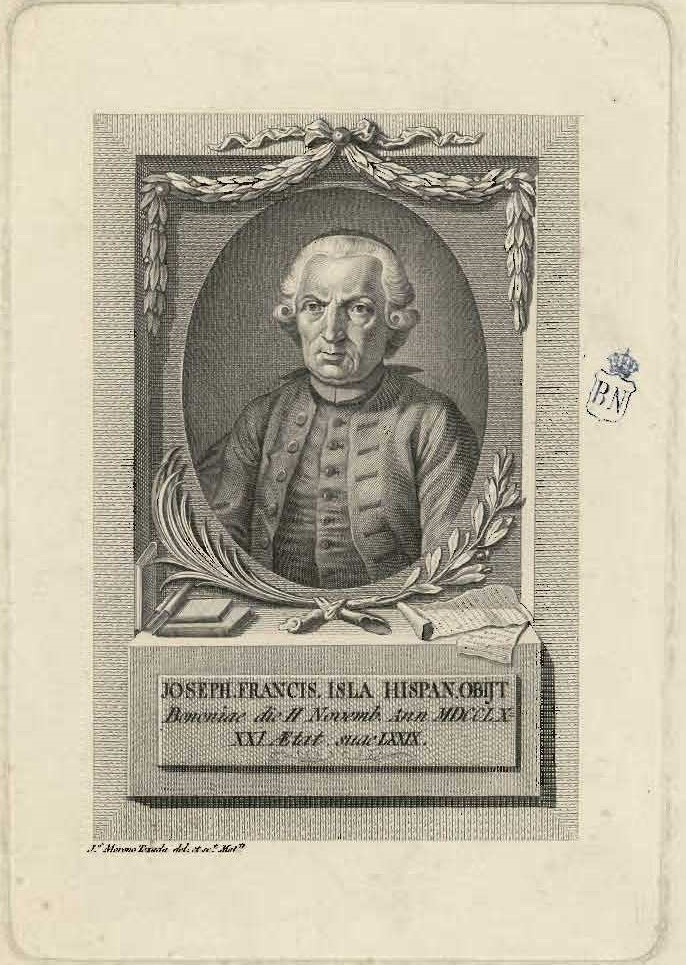
José Francisco de Isla, autor de la obra Fray Gerundio de Campazas.

La crítica al clero regular coincidió con un momento de profunda crisis de las órdenes religiosas a causa de la disensiones en el interior de las mismas, que trascendieron de inmediato al público, lo que alimentó aún más su desprestigio en determinados ámbitos sociales y el deterioro de su imagen social: falta de vocación, relajación de costumbres con frailes dados a la bebida, al juego o al acoso de las mujeres; o con monjas que no observaban el voto de castidad. Pero la crítica también era económica pues los fieles también se quejaban de las rentas pagadas a los monasterios o de las peticiones de limosnas de las órdenes mendicantes. Con todo ello el clérigo dejó de ser una figura intocable en la sociedad, desacralizando su posición pues parecía tener tantos vicios como el laico, algo impensable en una sociedad como la del Antiguo Régimen. Así las críticas de los ilustrados y de miembros del propio clero alimentaron las crítica a nivel popular. Fue lo que ocurrió, por ejemplo, con la conocida novela del padre José Francisco de Isla, Historia del famoso predicador fray Gerundio de Campazas, alias Zotes de 1758, cuya intención era mejorar la predicación pero su parte satírica pronto se hizo muy popular.
Según Julio Caro Baroja, el Fray Gerundio de Campazas del jesuita Padre Isla es «la sátira antifrailesca más famosa del siglo y acaso de toda la Literatura española [que] no hace sino pintar frailes metidos en todas partes, haciendo gala de una locuacidad aterradora. Creo que el jesuita leonés no obtuvo el resultado que pretendía, y se comprende que la Inquisición mandara recoger su Fray Gerundio, porque refleja la existencia de tales vicios en el clero regular, que no podía por menos de preguntarse el que leyera aquel libro con trozos magníficos, pero, en general, pesado, qué clase de país aguantaba tales rectores de conciencia».

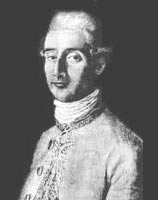
Félix María de Samaniego.

Algunos escritores también mostraron en sus obras una más o menos exacerbada crítica anticlerical. Es el caso de Leandro Fernández de Moratín, que en la famosa El sí de las niñas, según Julio Caro Baroja, «ataca la educación formalista de algunos padres, que hace que tengan hijas santurronas, beatas en lo exterior, pero de hondas pasiones y malos instintos». Un tema que vuelve a repetir en La mojigata, estrenada en 1804, y que fue prohibida por la Inquisición. Otro escritor que tuvo problemas con la Inquisición por su anticlericalismo fue Félix María Samaniego que fue recluido "por una temporada" en el convento bilbaíno del Desierto "por denuncias respecto a su irreverencia", según Caro Baroja. De su estancia allí escribió una "saladísima sátira, que se conoce hoy solo por fragmentos en la que describe la vida que llevaban los padres carmelitas. La descripción del refectorio y la comida, presidido todo por una triste calavera":

Verá entrar con la mente fervorosa

por su puerta anchurosa

los gigantescos legos remangados,

cabeza erguida, brazos levantados,
 
presentando triunfantes

tableros humeantes,

coronados de platos y tazones,

con anguilas, lenguados y salmones;

verá también, así como el primero

en la refriega el capitán guerrero

entra por dar espíritu a su gente;

verá, digo, que el mismo presidente

levanta al cielo sus modestas manos,

pilla el mejor tazón, y sus hermanos,

imitan como pueden su talante:

y al son de la lectura gangueante.

que es el ronco clarín de esta batalla,

todo el mundo contempla, come y calla.

A finales del siglo XVIII siglo, tras el impacto de la Revolución Francesa, la crítica ilustrada (León de Arroyal, Juan Meléndez Valdés, Manuel José Quintana, Ramón de Salas, José Marchena...) al clero y a la Iglesia se radicaliza. Y algunos de esos intelectuales pueden ser calificados como libertinos por su despreocupación respecto a las prácticas de piedad, su actitud poco reverente hacia el clero y su disposición a luchar de palabra y de obra contra cualquier atisbo de influencia clerical en la sociedad. Fue el caso, por ejemplo, del director de la fábrica de seda de Murcia, José Ibarrola, que fue acusado de no ir a misa los domingos y días festivos, de acabar con la costumbre de rezar el rosario en la fábrica, de suprimir las limosnas para misas, frailes, hermandades y pobres, etc., intentando crear un espacio laico en la fábrica. Entre estos libertinos destacan Luis Gutiérrez, cuya novela Cornelia Bororquia tuvo una enorme influencia en el anticlericalismo del siglo XIX, y José María Blanco White, quienes, según el historiador Emilio La Parra, constituirían el enlace del anticlericalismo religioso de la Ilustración y el que va más allá de la crítica a determinados comportamientos de ciertos miembros del clero para poner en cuestión la posición del clero y de la Iglesia católica en la sociedad.
El descrédito del clero se puede apreciar también en los Caprichos de Francisco de Goya, algunos de los cuales son una sátira anticlerical despiadada. “La burla de Goya no se detiene en los tópicos de la crítica anticlerical, aunque también los utiliza, sino que va más allá y unas veces roza la irreverencia y otras se mofa de los votos religiosos y de ciertas funciones del ministerio sacerdotal”. Julio Caro Baroja destaca el "violento anticlericalismo de Goya, que en sus dibujos y aguafuertes hizo la más feroz y despiadada censura de la vida, hábitos, costumbres y modo de pensar de frailes, teólogos, inquisidores, profesores y curiales, dominados por el espíritu de la Iglesia tradicional, tal como se presentaba a los ojos de él y de su grupo a fines del siglo XVIII y comienzos del siglo XIX". «El fraile goyesco es espantoso, risible, chabacano, palurdo», afirma Caro Baroja. "Basta con contemplar cualquier repertorio gráfico goyesco para comprobarlo. Ya en "Los Caprichos" (1793-1796) hay alguna sátira frailesca, como la del loro predicando (número 53: "¡Qué pico de oro!"), o la del "¡Trágala, perro!" (nº 58), o la de los frailes bebiendo (nº 79: "Nadie nos ha visto")".
|  |  |  |

|  |  |  |  |

Las críticas de los ilustrados al clero contribuyeron a desacreditarlo y servirán de base para las primeras manifestaciones propiamente anticlericales del primer liberalismo que se desarrolla a partir de 1808, muchos de cuyos miembros se habían formado en las ideas de la Ilustración “La actuación de los ilustrados (con la pluma o el pincel), unida a las coplas populares, a los chascarrillos de tertulias y las conversaciones privadas y de café erosionaron la intangibilidad del clérigo. Los críticos más decididos prescindieron de las prácticas de piedad y manifestaron a las claras su pérdida de respeto hacia los eclesiásticos. A partir de esta situación, podría ocurrir cualquier cosa. En Aranjuez arrastraron a Manuel Godoy y le dieron puñaladas intentando acabar con su vida. También en aquella ocasión asaltó la turba la casa del canónigo Duro, amigo del Príncipe de la Paz, y alguno salió a la calle con el bonete del eclesiástico a la cabeza. La irreverencia había dado un paso”.

### Los inicios del anticlericalismo popular contemporáneo
Los ilustrados, aunque no fue su propósito, levantaron la veda de la crítica popular al clero, de su vida licenciosa, en formas de coplas de ciego, de composiciones poéticas o de conversaciones en tertulias, en las que abundó el tono sarcástico, grosero e incluso obsceno, algo que no era nuevo pero que alcanzó mayor difusión que en otras épocas. En algunos casos la crítica popular se alimentaba de las disputas entre los propios clérigos por un cargo o por un beneficio eclesiásticos o de los enfrentamientos entre conventos y parroquias en los que a veces se recurre a insultos y descalificaciones y, en los juicios, a testigos laicos que acusan a la otra parte de conductas licenciosas. En uno de estos juicios celebrado en Lérida en 1769 un testigo afirmó que los presbíteros «secuaces de los jesuitas» llevaban vida poco ejemplar, que algunos vivían con mujeres de mala nota y otros eran aficionados al «trato con mujeres bien parecidas».
El progresivo deterioro de la imagen del clero facilitó la proliferación de sátiras cada vez más atrevidas y procaces. Por ejemplo en 1800 cierta supuesta dama contestó a una ordenanza del arzobispo de Granada sobre la forma de vestir las mujeres en las iglesias con unas Coplas sin pies ni cabeza sobre la excomunión de trajes en las que se decía:

Que el clero de esta ciudad 

maneje la sota de oros, 

que ande en comedias y toros 

con la mayor libertad, 

que viva con liviandad 

sin decoro ni conciencia

a esto calla su Excelencia. 

(...) 

Que en maridable armonía, 

como sabe el mundo entero, 

viva el pisaverde clero

con mozas de gran valía, 

y que la moneda pía

se consuma en tal licencia
, 
a esto calla su Excelencia. 

Mas que una mujer pasee 

con jubón o con camisa, 

que lleve flecos a misa, 

que la cabeza se asee, 

que su cuerpo zarandee 

con total indiferencia, 

a esto gruñe su Excelencia

Cuando fueron analizadas las “Coplas” por la Inquisición española esta destacó que lo más grave de las mismas era decir del arzobispo que «gruñe», porque «envuelve un desprecio formal de su autoridad» ya que «gruñir» solo se aplica a «animales inmundos». Y ello era tanto más grave por cuanto que las coplas en cuestión se difundieron con facilidad. Lo confirma la advertencia del comisario de la Inquisición de Écija al hacer la denuncia: «el tal papel se ha extendido de tal modo que no hay persona que no tenga un ejemplar».
En las sátiras anticlericales se destacaba su obsesión por el sexo y por el dinero, es decir su avaricia y su lujuria y a veces la crítica va más allá de la denuncia de los vicios y roza el ataque a los sacramentos, alimentado por las denuncias del delito de solicitación en confesión. “En Confesiones de una niña (1806), una joven narra en confesión a un fraile cómo perdió la virginidad ante el acoso de un caballero y al prometer que no caerá nunca más en la lujuria, exclama el fraile: «Ese sí que es gran pecado / no la absolveré jamás»”. “En el siglo XVIII la Inquisición asumió muchas denuncias [del delito de solicitación] y castigó, aunque no con la severidad esperada, a los solicitantes, pero el pueblo fue consciente de la dificultad para llevar adelante un asunto de esta naturaleza. Comprobó, además, que los inquisidores se interesaban más por lavar el honor del clero y salvar la dignificación del sacramento de la penitencia que por la mujer, auténtica víctima de los abusos clericales. Tal vez solo conozcamos una parte escasa de la magnitud de este fenómeno, cuya gravedad alcanzó tal grado que cuenta Joaquín Lorenzo Villanueva que un día el inquisidor general Felipe Beltrán le dijo: «Si no fuera por la Inquisición, el confesionario sería un burdel».
Los ilustrados recalcaron los vicios de los clérigos sin poner en duda los sacramentos. La crítica popular va más allá y consciente o inconscientemente plantea dudas más serias. Con el estallido de la Revolución Francesa la crítica se acentuó y se hizo cada vez más cruel, también en forma de estampas y grabados. Aprovechando la ocupación por los franceses, durante la Guerra de la Convención, de algunas ciudades del País Vasco, determinados individuos dieron rienda suelta a las opiniones anticlericales más disparatadas, como el caso de un escribano de Beasáin, José Hilarión Maíz, al que la Inquisición le acusó de haber afirmado:

que los curas y frailes eran unos embusteros y que lo que enseñaban era un fanatismo y no había que creerlo; que las monjas morían rabiando y que las más se condenaban. Que ninguno hacía más picardías con las mujeres que los curas y frailes; que en los púlpitos dicen bien y, en bajando, obran mal y se iban a cortejar a las mujeres a las casas. Que los clérigos lo mismo iban a decir misa después de haber pasado la noche con una moza. Que los clérigos y frailes eran unos pícaros y demonios que usurpaban a la gente pobre. Que si víspera a la noche durmió el clérigo con su criada, ¿por qué él había de ir a oír su misa? Para qué eran los clérigos y para qué servían y si era necesario que se les pusiera en la debida regla. Que no había de haber tanto clérigo ni fraile

Que estas críticas tenían algún fundamento lo demuestran los testimonios de los propios clérigos, como el de Juan Antonio Posse, cura párroco en localidades de la provincia de León, en cuyas memorias afirma que al llegar a su primer destino se halló con «unos curas de presentación ignorantes o criados de servicio, clérigos mercenarios, ebriosos y conjugadores (sic) y todo un clero cuya sabiduría era un poco de mal latín y algunos casos del padre Larraga, componían todo lo que por las cercanías había de más ilustrado.» La acción pastoral de este clero, sigue el mismo autor, es nula y, por consiguiente en el pueblo impera la superstición y la moral depravada: «la lascivia más impúdica [existe] en todas las clases y aun desde la más tierna edad»". “El clero de su tiempo, tal como lo refleja [Posse], adolece de formación intelectual y de consistencia moral. El mal lo atribuye a la educación impartida en el seminario: se imbuye la continencia sexual, pero no se les propone a los seminaristas el abandono de las riquezas y la ambición, antes al contrario, se les recalca que si se mantienen obedientes al obispo obtendrán buenos curatos. Esto se agrava por el ejemplo permanente del alto clero, en especial los canónigos, blanco de las más severas críticas de Posse. En sus memorias pinta al alto clero como ambicioso, soberbio, intrigante y venal”.

### La Guerra de Independencia y la Monarquía de José I

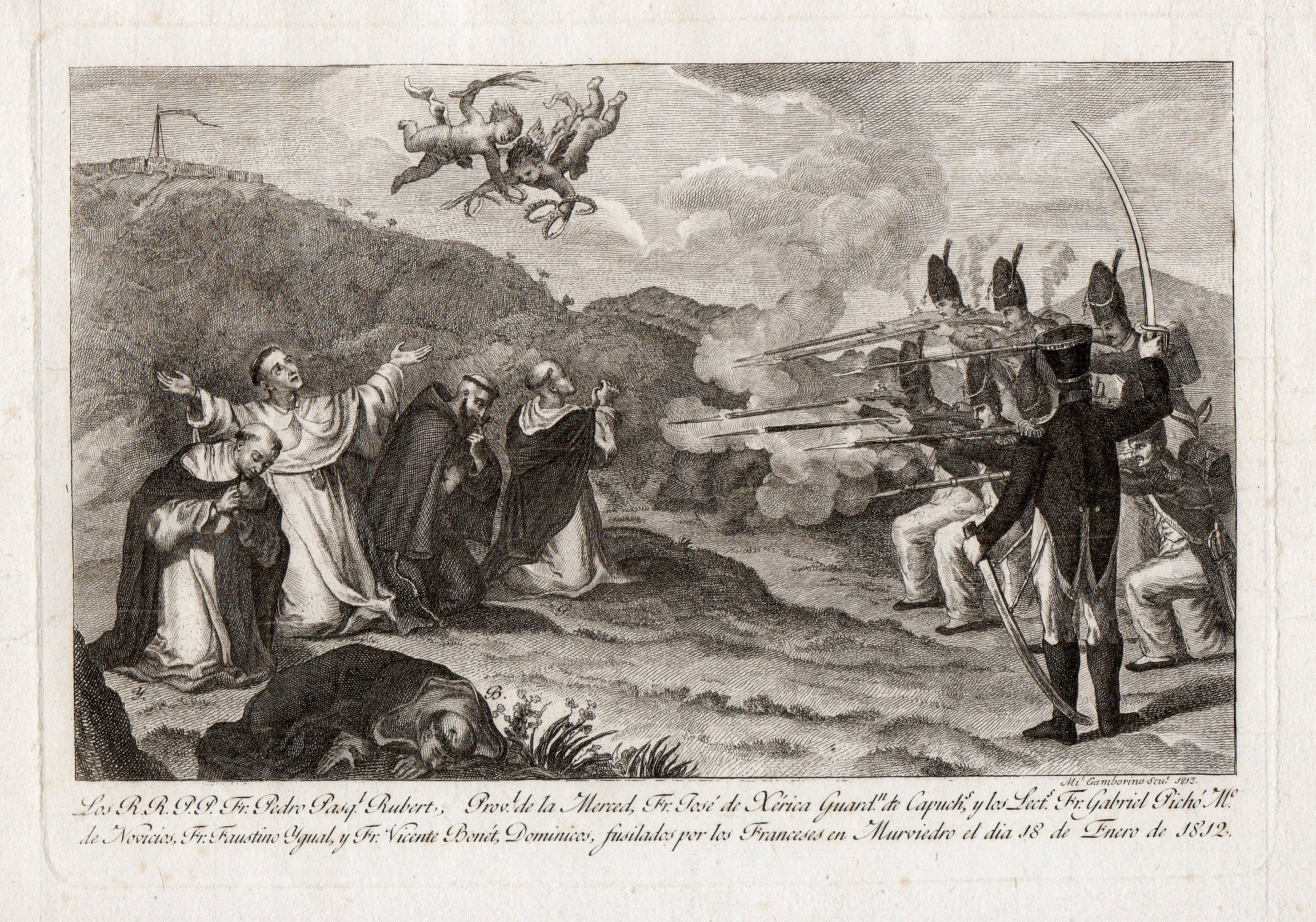
Los cinco religiosos fusilados en Murviedro, grabado de Miguel Gamborino, Biblioteca Nacional de España. La obra muestra el fusilamiento de 5 monjes que tuvo lugar en Sagunto en 1812, durante la Invasión francesa de España (1808-1814).

La Guerra de Independencia también fue una guerra civil entre españoles, porque enfrentó a los partidarios de José I Bonaparte, llamados por sus rivales “afrancesados”, con los que no dieron validez a las abdicaciones de Bayona y no reconocían otro rey que Fernando VII, que se llamarán a sí mismos “patriotas”. En medio de este enfrentamiento se sitúa el clero que recibirá los ataques de uno u otro bando en función de si se trata de un clérigo “patriota” o uno “afrancesado”, incluidos los de unos clérigos contra otros. Esto da paso a situaciones impensables unos años antes ya que asesinar un sacerdote deja de ser un crimen sacrílego si es del campo opuesto. Fue el caso, por ejemplo, de dos sacerdotes “afrancesados”, los canónigos Juan Diego Duro y Cándido Mendívil en Toledo, que fueron «vigurizados» según se decía entonces —o sea, asesinados y arrastrados luego los cadáveres por las calles—, como se puede ver en el conocido grabado de Goya Lo merecía, de la serie Los desastres de la guerra. Además dentro del campo “patriota” se produjo el enfrentamiento entre los liberales, continuadores del ideal ilustrado de un clero alejado de las riquezas y de los asuntos temporales pero que para conseguir ese objetivo proponen una medida mucho más radical como es la de disolver las órdenes religiosas y desamortizar sus bienes, y los absolutistas opuestos a cualquier reforma que menoscabe la posición privilegiada del clero propia del Antiguo Régimen. Sin embargo en ninguno de los lados hubo un ataque a la religión, y las manifestaciones de irreligión siguieron siendo excepcionales en los años de la Guerra de la Independencia.
“El clero se comprometió en exceso en las disputas políticas y en las luchas periodísticas y perdió credibilidad. En el púlpito se defendió con los mismos argumentos la legitimidad de la monarquía josefina y el levantamiento en armas contra ella. Ciertos eclesiásticos incitaron a la venganza contra los afrancesados y hubo sacerdotes al frente de partidas guerrilleras, protagonistas de actos memorables de crueldad”.
En la Monarquía de José I se persiguió el mismo fin que el de los ilustrados, reformar el clero, pero se tuvo que enfrentar a la manifiesta oposición de la mayoría del clero debida, entre otras razones, a las actitudes anticlericales de las tropas francesas: insultos a la religión y a sus ministros, actos de irreverencia, que en muchas ocasiones llegaron al pillaje y a la profanación de los templos, y que a veces llegaron más lejos siendo asesinados algunos clérigos. En cuanto se aproximaban los franceses a un lugar el clero, encabezado por su obispo, lo abandonaba. Se entró así en una dinámica clericalismo-anticlericalismo que estuvo centrada en las órdenes religiosas a las que se culpaba del desafío a la autoridad del nuevo rey José I, por lo que en agosto de 1809 se decretó la supresión de todas las órdenes religiosas, también para hacer frente a los problemas de la Hacienda real porque sus bienes fueron declarados “bienes nacionales” y desamortizados. Se aplicó así el Reglamento para la Iglesia Española enviado a Napoleón por el clérigo afrancesado Juan Antonio Llorente en una fecha tan temprana como el 31 de mayo de 1808 en el que se decía “no deben quedar en España monjes, frailes, monjas, clérigos regulares, cabildos de iglesias colegiales, parroquiales ni otro clero, en fin, que el episcopal y el parroquial… y este clero no ha de retener bienes algunos raíces sino sólo casa en el pueblo de la respectiva residencia”. En cuanto al clero secular se pretendió fortalecerlo siguiendo el ideal ilustrado de fuera el encargado de dar “alimento espiritual a un pueblo religioso, ilustrando sus conciencias en el confesionario y en el púlpito”, por eso el diezmo, su principal fuente de ingresos, no fue suprimido.

### Las Cortes de Cádiz

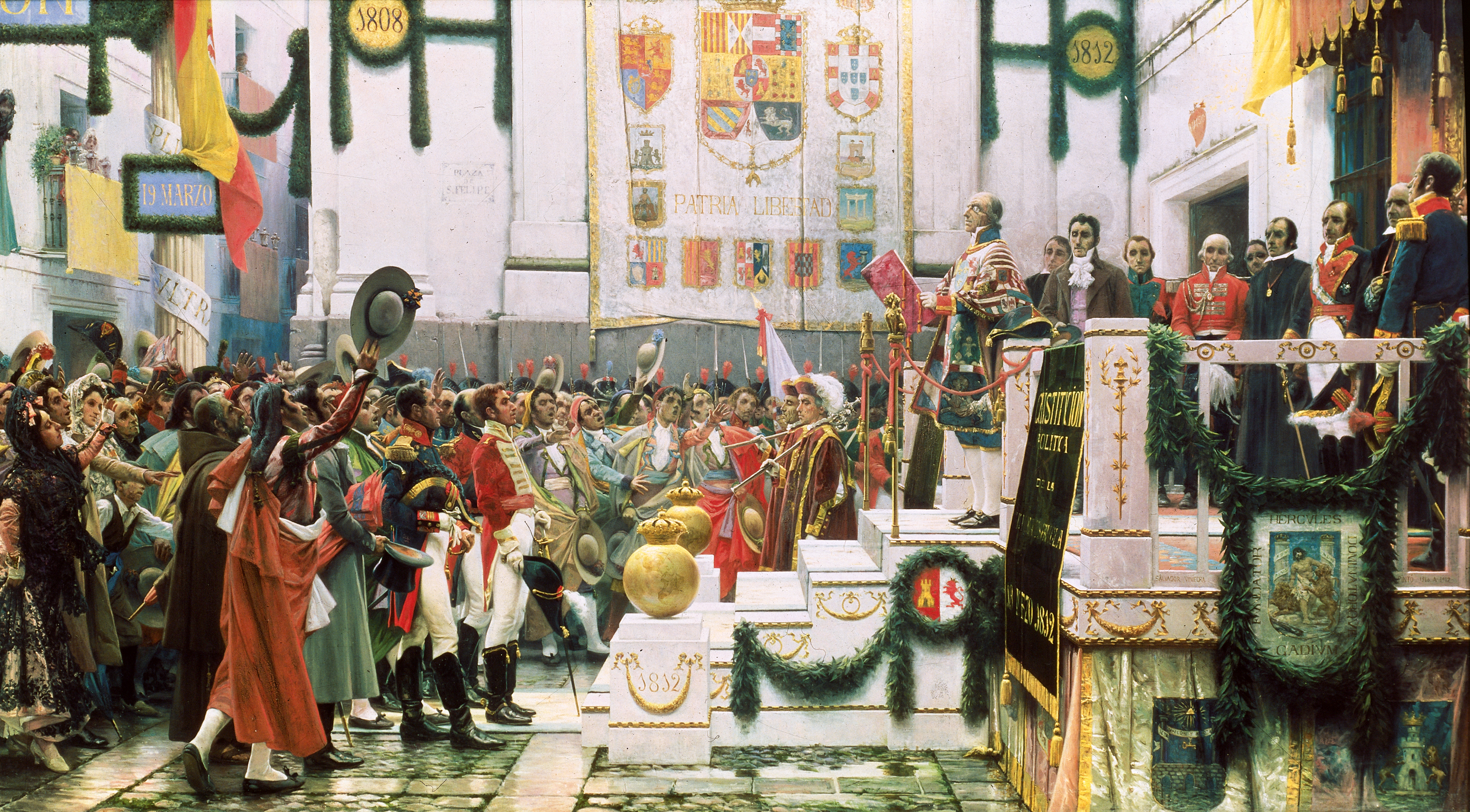
Proclamación de la Constitución de 1812 por las Cortes de Cádiz.

También en el lado patriota los liberales se propusieron la reforma del clero, siguiendo las medidas recogidas por la Junta Suprema Central en una Memoria sobre curas párrocos y clero secular, que después de trazar un panorama poco positivo sobre los comportamientos del clero, abogada por unas medidas que respondían a las propuestas de los ilustrados: reducir el peso del clero regular y reordenar y dignificar el clero secular. Era en síntesis la misma política que estaba aplicando José I y al igual que los “afrancesados” los liberales tuvieron que enfrentarse a la oposición radical de la mayoría del clero que se sumó al campo absolutista en las Cortes de Cádiz para defender sus privilegios. De esta forma el clero perdió el apoyo de un considerable número de españoles, que pusieron en discusión las funciones del clérigo y dejaron de reconocerle la posesión de la verdad en todos los campos, además de presentarlo como un ser asocial, egoísta, preocupado solo de sus propios privilegios.

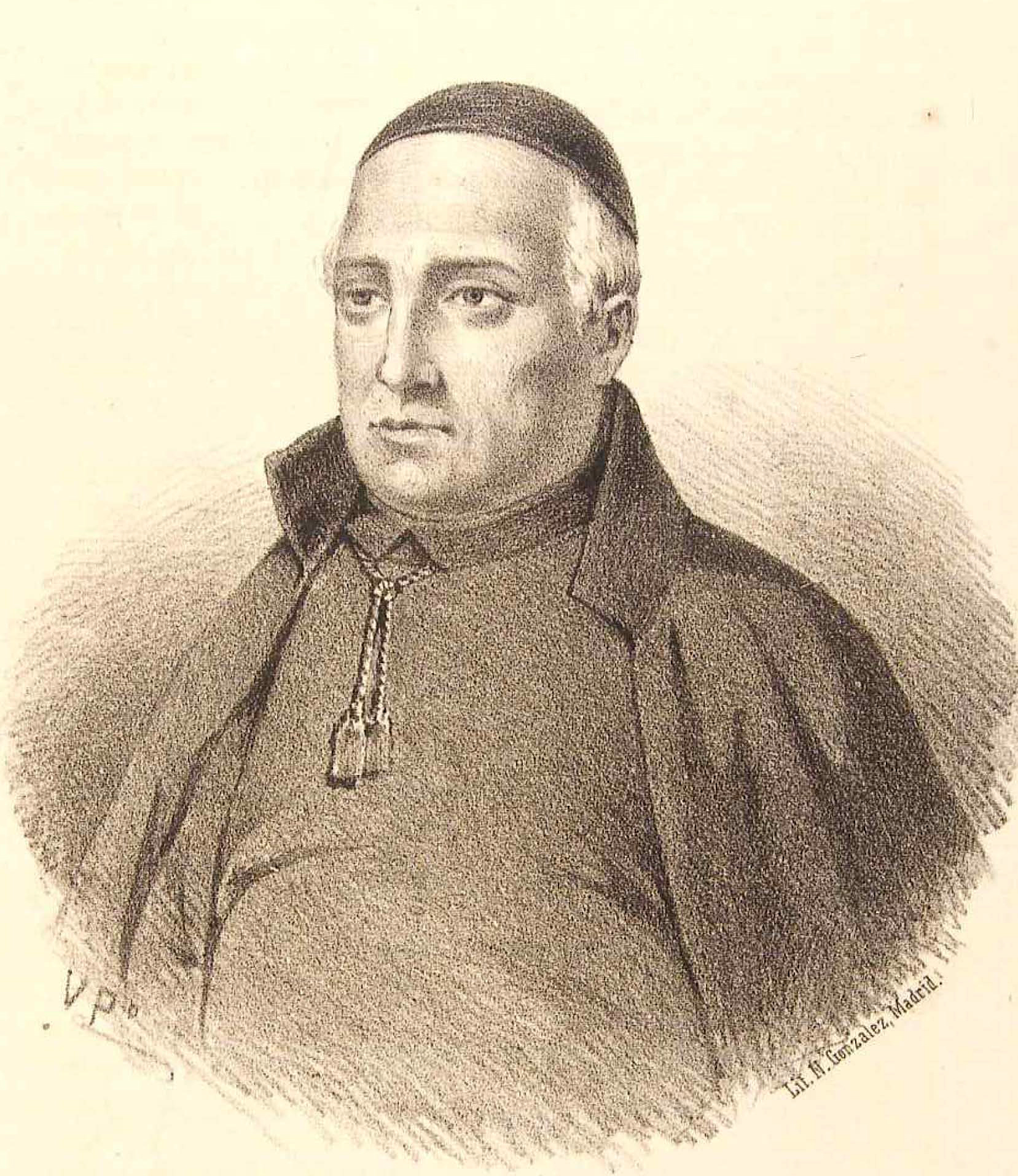
Diego Muñoz Torrero, sacerdote liberal

Las tensiones entre la mayoría liberal de las Cortes —entre la que se encontraban algunos clérigos como Joaquín Lorenzo Villanueva, Diego Muñoz Torrero, Oliveros o Nicasio Gallego— y la minoría absolutista respaldada por la jerarquía eclesiástica opuesta a renunciar a ninguno de sus privilegios y a la posición de predominio que gozaba la Iglesia Católica en el Antiguo Régimen, comenzaron en noviembre de 1810 con motivo de los debates sobre la libertad de imprenta y continuaron a fines de 1812 cuando se empezó a aplicar el decreto de 17 de junio por el que se ponían a la venta los bienes de algunas órdenes religiosas. En esta ocasión las protestas se generalizaron y un grupo de obispos refugiados en Mallorca escribió una Pastoral muy crítica hacia las Cortes. Los obispos rebeldes no fueron perseguidos, aunque el texto fue secuestrado aplicando la ley de libertad de imprenta.
El punto más crítico del conflicto clericalismo/anticlericalismo en el campo patriota se produjo en febrero de 1813, tras la aprobación de la Constitución de Cádiz, a pesar de que esta reconoció la confesionalidad del Estado, cuando las Cortes de Cádiz decretaron la abolición de la Inquisición, como ya se había hecho en la Monarquía de José I dos años antes. Algunos obispos, con el nuncio a la cabeza, se negaron a cumplir la orden de difundir el decreto de abolición durante la misa dominical, lo que fue respondido por las Cortes con gran dureza: destierro del nuncio, castigo al cabildo de Cádiz por ser el iniciador de la protesta, persecución del arzobispo de Santiago de Compostela, etc.
La ofensiva clerical de oposición a las medidas liberales que socavaban sus privilegios y su posición provocó una reacción de signo contrario anticlerical. Así las medidas tomadas por las Cortes y por la Regencia en 1813 contra algunos obispos y sacerdotes desobedientes a los decretos de Cortes coincidió con una campaña sumamente crítica hacia el clero, especialmente contra los “frailes” tanto de conventos como de monasterios, desarrollada en la prensa liberal y en folletos, que fue posible también porque la Inquisición había sido suprimida. Uno se titulaba Insinuación patriótica sobre los perjuicios que acarrearía al Estado el restablecimiento de los frayles, o por mejor decir, sobre lo útil y ventajosa que sería su total extinción. En otros no se pedía la supresión de las órdenes religiosas pero se abogaba por una reforma radical de las mismas, como en el folleto titulado Tapaboca al redactor de la Gazeta de la Mancha, al igual que el Semanario cristiano político de Mallorca, en el que se exige la vuelta de los religiosos a la clausura, una vida moral intachable, pobreza, y la supresión de los bienes y de los recursos económicos no necesarios para su subsistencia. “En el Tapaboca se dice que desórdenes, como disponer de comadres en los conventos, besar a las mujeres y, en general, librarse a los placeres de la carne, «han cundido y existen por el presente aún con más desenfreno que en los tiempos pasados»”. En Un bosquejo de los fraudes que las pasiones de los hombres han introducido en nuestra santa religión se defiende la creación de un nuevo clero secular y en la extinción de las órdenes religioas “porque sus votos van contra los derechos del hombre y están sometidos a un soberano extranjero”. Otro de los temas tratados es la cuestión de los bienes eclesiásticos. El texto más célebre y mejor elaborado sobre este tema está escrito por un clérigo, Antonio Bernabeu. Se trata del Juicio histórico-canónico-político de la autoridad de las Naciones en los bienes eclesiásticos, en el que Bernabeu afirma que la nación «puede sin injusticia privar al clero del derecho de poseer bienes temporales» y tiene capacidad para enajenar cualquiera de los bienes de la Iglesia, con lo que quedaba expedito el camino para la desamortización
Una muestra de esta contraofensiva anticlerical es el escrito de Mariano José Galindo:

…si el pueblo sigue viendo y tratando eclesiásticos soberbios, engreídos en los lucros; exigentes del respeto político, más bien que del espiritual; notados de tratos ilícitos, alumnos de Baco y Venus y populares con el seglarismo para mil aventuras de esta especie. Entonces, ¡oh, Dios no lo permita! ¿Quién ha de poder contener el torrente "de la pérdida de la fe"?»

En la prensa liberal se siguió la misma orientación anticlerical: La Abeja Española, El Duende de los Cafés, El Diario Mercantil de Cádiz, El Amigo de la Constitución o El Conciso. El clero se valió de la prensa contraria al liberalismo para defenderse. Así se creó una disputa periodística constante, a veces agria y no exenta de insultos. Los ataques más duros y sistemáticos se centraron en tres asuntos: la Inquisición, la supuesta conspiración de los obispos para acabar con las Cortes y los supuestos manejos clericales para hacerse con los escaños a diputados en las elecciones de 1813 para la legislatura ordinaria de las Cortes. La palabra “fraile” se convirtió en sinónimo de lo más abyecto de la sociedad y el clero como potencial enemigo de la “Nación”. Se produjo, pues, la “desacralización” del clero, que creaba entre el pueblo una mentalidad y un talante nuevos en el trato con personas consideradas hasta ahora sagradas e intocables, como la obra de Pardo de Andrade, Os rogos d'un escolar a Virxe do bo acerto para que libre a terra da Inquisicion, publicada en mayo de 1813.
La sátira anticlerical más dura y difundida de la época fue el Diccionario crítico-burlesco del que se titula Diccionario razonado manual publicado en 1811 por el bibliotecario de las Cortes Bartolomé José Gallardo. En solo dos años, 1811 y 1812, alcanzó cinco ediciones. Su difusión y el acierto en el lenguaje lo han convertido en uno de los textos paradigmáticos del anticlericalismo del primer liberalismo y por su celebridad enlaza con otro texto de idéntico estilo, los Lamentos políticos de un Pobrecito Holgazán de Sebastián de Miñano, que hizo las delicias de los anticlericales del Trienio Liberal.
"Gallardo no soporta el intento de sacralizar la sociedad ni la influencia sobre el pueblo del clero, ni su avidez de riquezas y lanza sus críticas sin distinciones... Como es de esperar, la voz «Frailes» es la más dura. Los define como «peste de la república» y «animales inmundos» que despiden un olor especial, llamado «frailuno», inaguantable a los hombres, pero muy apetecido del otro sexo, en especial de las beatas, juicio éste que logrará notable fortuna entre los anticlericales españoles posteriores, incluso del siglo XX. (...) Del «Cristianismo» ofrece esta definición: «Amor ardiente a las rentas, honores y mandos de la Iglesia de Jesucristo. Los que poseen este amor saben unir todos los extremos y atar todos los cabos; y son tan diestros, que a fuerza de amar a la esposa de Jesucristo, han logrado el tener a su disposición dos tesorerías, que son la del arcaboba de la corte de España y la de los tesoros de las gracias de la corte de Roma.»"

### La vuelta de Fernando VII: la restauración del absolutismo (1814-1820)

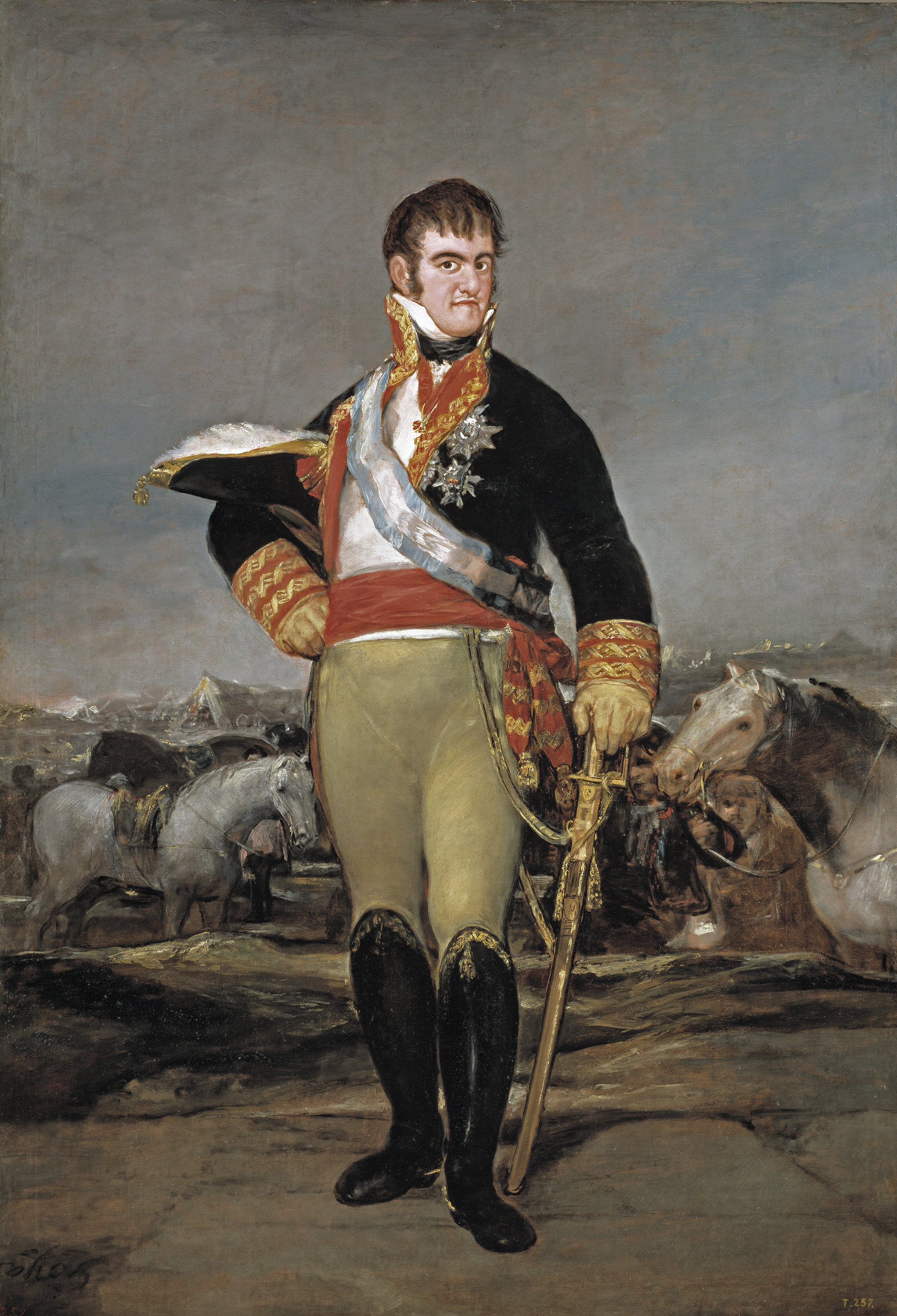
Retrato de Fernando VII de Francisco de Goya (1814).

Con la restauración del absolutismo por Fernando VII tras su vuelta de su reclusión en Francia a principios de 1814, la Iglesia católica recuperó bienes y privilegios y también se rearmó ideológicamente para sostener la primacía clerical en la vida política y social. El historiador J.S. Pérez Garzón le atribuye un papel disgregador “al hacer del fanatismo del púlpito y del confesionario semilla de división en la sociedad española”.
Pero por otro lado, durante esos años también se acentúa la decadencia y la crisis interna del clero. Las controversias, pleitos y discusiones entre las diferentes órdenes religiosas y entre éstas y el clero secular continuaron, especialmente por la disputa de los derechos económicos, que a veces también les enfrentó con las autoridades civiles. Y además creció el conflicto con los campesinos por el pago del diezmo y de las cargas “feudales” en los señoríos eclesiásticos, especialmente de los monasterios. Una prueba de esta crisis interna del clero fueron algunas pastorales de los obispos que intentaban cambiar las costumbres del clero en las que les prohibían colocarse aditamentos sobre hábitos y sotanas o asistir a espectáculos públicos o fumar en los templos, o ir acompañados de mujeres en paseos, romerías y fiestas o entrar en burdeles. Y también existen testimonios de eclesiásticos como el chantre de la catedral de Barcelona, Cayetano Barraquer y Roviralta, que describe así lo que vio en el monasterio de Ripoll:

Servil adorador de la verdad, debo confesar que, si bien los monjes de la congregación benedictina cesaraugustana fueron, en general, buenos sacerdotes, en sus últimos tiempos anduvieron muy distantes del espíritu de San Benito, su fundador. Nada del dormitorio común, aposentados en la mayor parte cada uno en su casa, y servido por un criado, bien que dentro de la muralla monacal. Nada del trabajo de manos, ocupados sólo en la piedad y funciones sacerdotales. Casi nada de la pobreza, alhajados como personas de clase media y repartidas las rentas en distintos cargos. Nada del antiguo tosco sayal, vestidos con buenas lanas, con sotana ajustada al cuerpo a la francesa.

Según el historiador Emilio La Parra, en la agudización de la crisis interna del clero algo tuvo que ver la “desorientación de muchos [clérigos] durante la Guerra de la Independencia, pues la disolución de casas religiosas y los vaivenes de la ocupación de pueblos y ciudades por unas y otras tropas obligaron al clero a abandonar sus conventos, monasterios y parroquias y a vestir y vivir como los laicos. Por lo demás, no se resolvieron los problemas de vocación, ni el desigual reparto de las riquezas, ni la falta de instrucción de muchos sacerdotes”.
Comportamientos como los de algunos monjes benedictinos que tenían criado o criada y no observaban la vida en común fuera de las horas de los rezos y que no se hacían llamar “padre” o “hermano” sino “señores monjes” o el de cierto abad que montaba orgías en su monasterio, contribuyeron a degradar la consideración social que tenía la población sobre el clero, aunque la mayoría del mismo llevara una vida diferente.

## El Trienio Liberal (1820-1823)

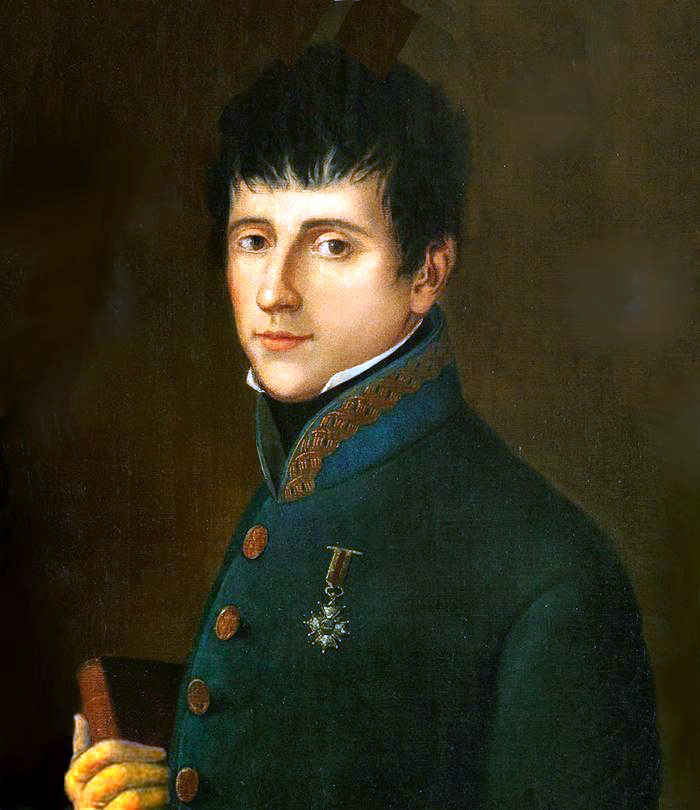
Retrato de Rafael del Riego, cuyo pronunciamiento obligó al rey Fernando VII a aceptar la Monarquía Constitucional.

«Una primera expresión anticlerical del pueblo tuvo lugar en marzo de 1820 en Madrid. Al día siguiente de restablecerse la Constitución, gentes del pueblo asaltaron las cárceles de la Inquisición, sitas en la plaza de Santo Domingo, para buscar los instrumentos de tortura en los lóbregos calabozos que tanto pánico habían suscitado en la mentalidad popular, atemorizada durante siglos por dicha institución para doblegar cualquier protesta. Similar operación ocurrió en Zaragoza, donde hubo tiros, Barcelona, Valencia (donde estaba preso el conde de Almodóvar), Mallorca, Sevilla...».

### La política religiosa de los liberales del Trienio
Las Cortes del Trienio retomaron y llevaron más lejos la política religiosa iniciada por las Cortes de Cádiz pero interrumpida por la restauración del absolutismo por Fernando VII tras su vuelta de Francia. Las Cortes abrieron sus sesiones el 9 de julio de 1820 esta vez con 34 de clérigos —todos liberales— de los 150 diputados. A finales del mes siguiente aprobaban la suspensión, que no la expulsión, de la Compañía de Jesús y el 25 de octubre la Ley extinción de monacales y de reforma de regulares basada en el principio de que «la religión cristiana nunca puede estar en contradicción con la prosperidad de los pueblos», y que era justo, por tanto, que «los pueblos» reclamasen aquello que salió de ellos. Con esta ley fueron disueltas las órdenes monásticas y las de los canónigos regulares, los hospitalarios y los freires de las órdenes militares y se cerraron los conventos con menos de doce religiosos si solo había uno en la localidad y con menos de veinticuatro si había más de uno, además de someter al clero regular a la jurisdicción de los obispos de cada diócesis. Más tarde se redujo el diezmo a la mitad y no sería cobrado por la Iglesia sino por el Estado —que con ese dinero sufragaría los gastos de culto y clero— y se desamortizaron los bienes de las comunidades religiosas suprimidas que fueron vendidos en pública subasta. También se suspendió la provisión de beneficios y capellanías sin cura de almas aneja.

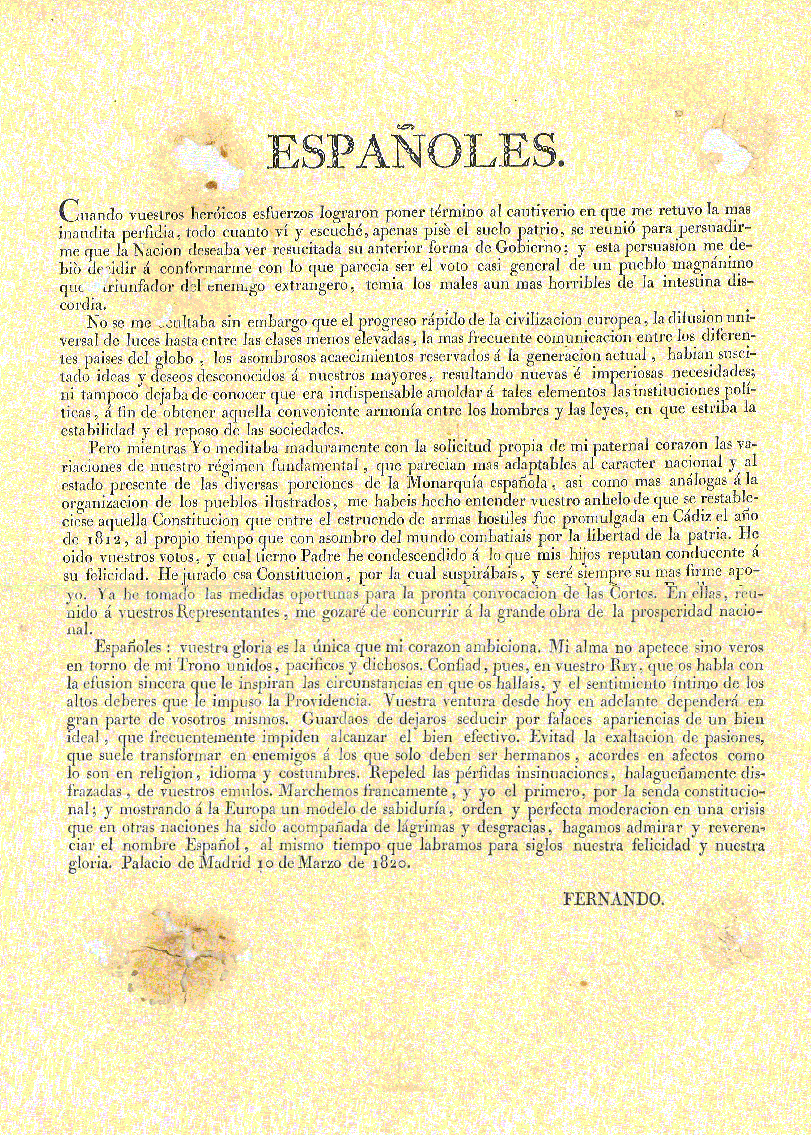
Documento donde consta el juramento a la Constitución de Cádiz de Fernando VII.

Aunque estas medidas se quedaron cortas según los liberales exaltados más radicales y no acometieron en profundidad la reforma de las estructuras de la Iglesia católica española, modificaron la posición política, social y económica del clero y produjeron una escisión en su seno entre los partidarios de las mismas, el clero liberal o constitucional, y los que se oponían a ellas, el clero absolutista. Además estos cambios provocaron graves tensiones entre el gobierno liberal, por un lado, y la jerarquía eclesiástica española —algunos obispos llegaron a ser expulsados de sus diócesis por negarse a jurar la Constitución de 1812 o por criticar duramente los cambios— y el nuncio y la Santa Sede, por otro. «Ello originó no poca confusión en el interior de la Iglesia, provocando en algunas ocasiones una auténtica situación cismática, pues los administradores apostólicos de ciertas diócesis nombrados por el gobierno no fueron reconocidos por el papa. El desbarajuste en la cabeza del clero español a finales del Trienio no podía ser más desolador, apunta Revuelta: quince sedes vacantes por defunción, once obispos exiliados o huidos, seis diócesis en cisma, numerosos sacerdotes deportados o proscritos...».
El creciente conflicto del régimen liberal con la Santa Sede provocó que el concepto de «ultramontanismo» irrumpiera de forma espectacular en el debate público (el término antes de 1820 apenas había sido utilizado, excepto cuando en 1813 las Cortes de Cádiz debatieron la abolición de la Inquisición española). Así por ejemplo, en 1820 se describía a los diputados que en 1814 habían firmado el Manifiesto de los Persas como «inmóviles, serviles, ultramontanos, ultrarrealistas y francos defensores del poder absoluto». En 1823 el eclesiástico regalista Joaquín Lorenzo Villanueva, cuyo nombramiento como embajador ante la Santa Sede había sido rechazado por el Papa lo que fue respondido por el Gobierno con la expulsión del nuncio Giacomo Giustiniani, criticaba en sus memorias el «espíritu de novedad que aparece en lo que se llama ultramontanismo» ya que no se trata más que de «una fe nueva, inventada por pasiones curiales» y que contradice las enseñanzas de Jesucristo.
Aunque el clero absolutista presentó los cambios adoptados por las Cortes y los gobiernos liberales como una política antirreligiosa, lo cierto fue que la inmensa mayoría de los liberales del Trienio eran católicos sinceros, como lo demuestra que no se propusiera cambiar la confesionalidad del Estado proclamada en la Constitución de 1812. Los liberales, como herederos de los ilustrados, lo que pretendían era la reforma del clero porque casi ninguno de ellos «albergaba dudas sobre la degradación de los eclesiásticos, la insostenible injerencia del Papa y de la Curia romana en los asuntos españoles (especialmente en los de índole económica) y la imposibilidad de mantener las estructuras económicas de la Iglesia».
Esto no obsta para que algunos liberales experimentaran una evolución personal en su fe y se decantaran hacia posiciones agnósticas o claramente ateas, como el antiguo fraile franciscano Juan Antonio Olavarrieta, conocido como José Joaquín de Clararrosa, que editaba en Cádiz el influyente periódico liberal Diario Gaditano y que dejó inéditas unas Cartas familiares a Madama Leocadia donde manifiesta su auténtico pensamiento, claramente materialista en la senda de Spinoza, que considera «quimérica» la inmortalidad del alma. En ese escrito publicado en 1822 tras su muerte calificaba la vida de Jesucristo de historieta, «el cuento más risible»: «Un Dios, sustancia espiritual, teniendo un hijo material de la mujer de un carpintero, y que lo condena a muerte ignominiosa por pecados ajenos, sin tener otro recurso para redimir al género humano, es, sin la menor duda, el despropósito más original que inventaron los hombres para formar un sistema de religión». En las Cartas también desmontaba el principio de las religiones al señalar que «una autoridad universal, formada sobre una declaración expresa de la Divinidad, y transmitida a los hombres de viva voz, sería la idea más sublime y respetable, si no fuera tan ilusoria, como imposible». También afirmaba que Moisés para construir un imperio «fingió que hablaba con Dios cara a cara».

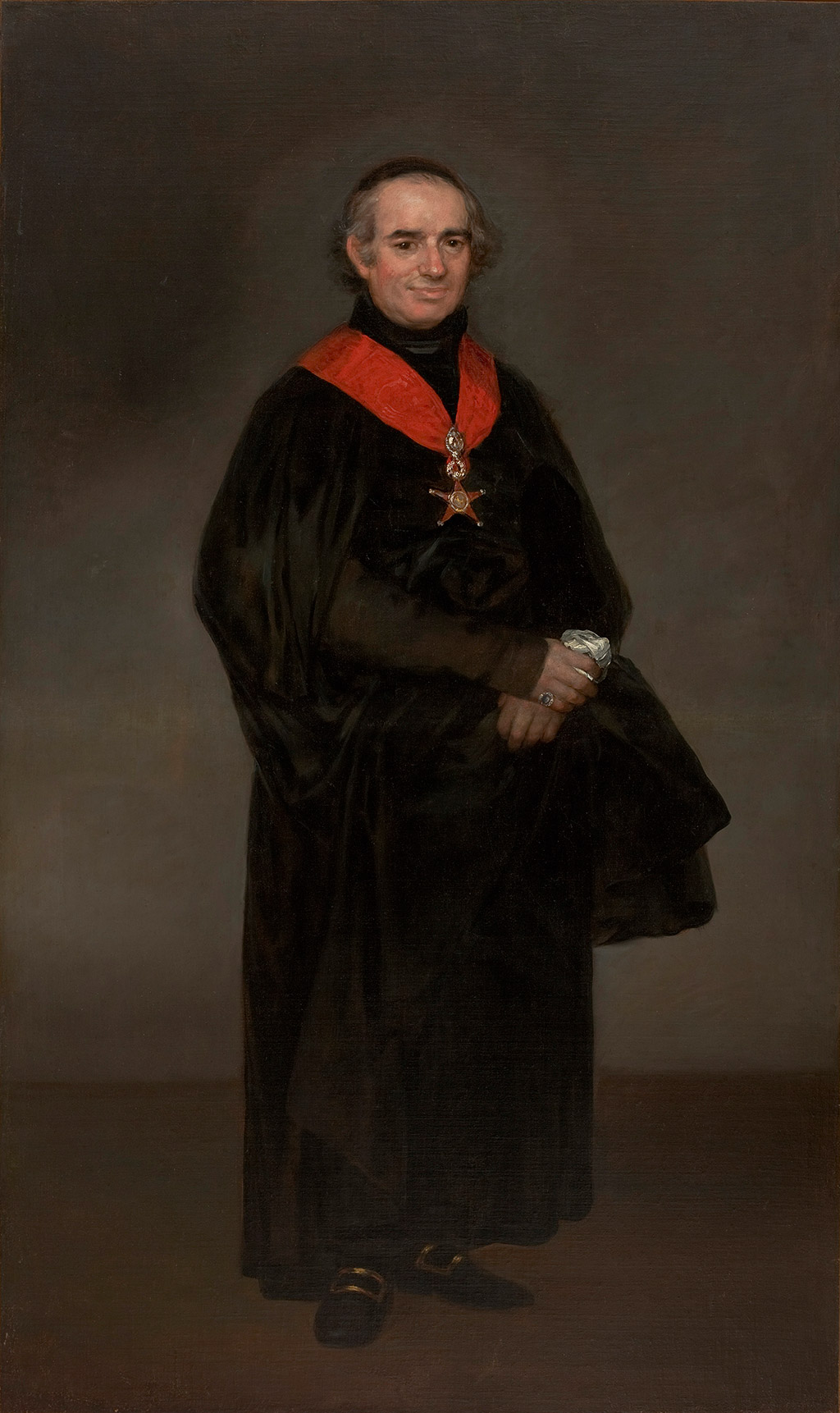
Retrato de Juan Antonio Llorente realizado por Goya entre 1810 y 1811.

Un caso algo diferente es el de José Marchena que al final de su vida abandonó el ateísmo de sus años en Francia para adoptar el deísmo que lo enlaza con la Ilustración. Así para Marchena, según lo expuso en un discurso pronunciado a finales de 1820 en la Sociedad Patriótica de Sevilla en apoyo de la ley sobre extinción de monacales y reforma de regulares que se acababa de aprobar, la religión y sus ministros deben quedar sujetos al poder del Estado, como expresión de la voluntad de la nación y como único garante del bien social, defendiendo, pues, una posición laicista:

Conviene, por tanto, que los ministros de la religión nacional dependan, lo más que fuere posible, de los magistrados, que éstos no los pierdan un instante de vista para cerciorarse del contenido de sus doctrinas; no porque sea incumbencia de la potestad civil averiguar si el camino por donde conducen al cielo es el más derecho y seguro, que eso fuera profanar las aras, empero sí para convencerse de que su predicación conspira a la felicidad de los individuos de mancomún con las leyes y que no hay divergencia, ni mucho menos oposición, en las máximas de vida que la legislación y la religión prescriben

En 1820 otro de los pensadores influyentes en el Trienio, Juan Antonio Llorente, publicó en francés y en castellano un Proyecto de constitución religiosa haciendo parte de la constitución civil de una nación libre e independiente inspirado en la Constitución Civil del Clero de 1790 de la Revolución Francesa en el que propugna la ruptura total de la Iglesia católica española con la Santa Sede y propone además la abolición del celibato, siguiendo el modelo del clero protestante. Así Llorente, que nunca abandonó su fe cristiana, fue tildado de escritor anticatólico al estilo de un Voltaire o de un Rousseau, incluso por ciertos sectores liberales, aunque hoy se le considera un defensor del “liberalismo cristiano”, que fue seguido por algunos de los clérigos del Trienio favorables a la reforma del clero, un movimiento que, según el historiador Emilio La Parra, “adquirió una consistencia y una extensión más que considerables”.

### La sátira anticlerical
Como señaló un absolutista catalán tres años después del final del Trienio, durante el mismo «se pusieron en movimiento las armas de la invectiva y de la sátira. En el teatro se ridiculizaba a los religiosos y eran presentados al público como perjudiciales al Estado, como gente mala y perversa, y lo mismo se hacía respecto al clero secular. Una multitud de canciones infames se esparcieron por todas partes con rapidez, y los cuadernos obscenos se vendían sin hacer de ello el menor misterio...». Este mismo absolutista, refiere Julio Caro Baroja, recuerda el «dramón» La Inquisición por adentro, obra teatral estrenada en Barcelona para desprestigiar a la Regencia de Urgel, «en que a fuerza de tantas mentiras como palabras presentaban aquel Tribunal Santo más cruel que ningún tirano».
La obra satírica anticlerical que alcanzó más éxito y que después tuvo numerosos imitadores fue Lamentos políticos de un pobrecito holgazán que estaba acostumbrado a vivir a costa ajena, de Sebastián Miñano, cuya primera entrega se publicó en marzo de 1820 y que se agotó en pocos días —en total se calcula que saldrían a la venta unos 60.000 ejemplares de la obra, cantidad en verdad astronómica para la época—. «He aquí, una vez más, a un hombre de Iglesia metido a burlarse de los antiguos funcionarios del Santo Oficio, de los jesuitas vueltos de Roma, de los frailes intrigantes, de las ideas y los usos de la gente chapada a la antigua en general, para la cual la Constitución era la raíz de todos los males». En esta obra y todas las que le siguieron se describió a los curas, a los frailes y a las monjas como seres despreciables, fanáticos, avarientos, hipócritas... lo que contribuyó poderosamente al deterioro de la imagen del clero, sin distinguir entre virtuosos o viciosos. En realidad los “Lamentos” de Miñano no presentan novedades importantes respecto a la crítica que se venía haciendo al clero desde el final del siglo XVIII, especialmente del clero regular —del clero secular Miñano dice, en cambio, que «hay entre ellos más liberales de lo que generalmente se cree»—. Aparecen la “ociosidad” del clero que constituye un obstáculo para el progreso —Miñano afirma que la existencia de conventos es uno «de los principales abusos que impiden que la España se ponga al nivel de las primeras naciones de Europa» y que los diezmos son «contribución disparatada» que impide la prosperidad de la agricultura—; el “oscurantismo” y desprecio por la libertad —un eclesiástico dice: «... ninguno que se ríe puede ser querido de Dios, que los hombres necesitan mucho palo y que no poniendo al frente de todas las corporaciones hombres duros y apasionados a obedecerme, el Altar y el Trono corrían un peligro inminente»—; los vicios morales, los comportamientos egoístas, la Inquisición, la exclusividad de la enseñanza de la Teología en detrimento de las ciencias útiles, las falsas vocaciones, etc. En la carta V define así al clérigo: «... es un lechuzo vestido de negro, con una sotana muy larga, su manteo terciado por debajo del brazo y un sombrerón que se anuncia diez varas delante de la persona».
También aparecieron folletos que atacaban la riqueza del clero en contraste con el espíritu evangélico, y en los que se suele distinguir entre la Iglesia, que es santa, y los eclesiásticos movidos por la avaricia y responsables del abuso del pago de tantos impuestos en su nombre. Así lo recoge, por ejemplo, Cuenta de los millones que paga anualmente el pueblo español por leyes y arbitrios religiosos, en el que se dice: «Los frayles y monjes del día en vez de dejar sus bienes para seguir a Jesucristo se han apoderado de infinitos; no es por consiguiente para ellos la vida eterna, ni nosotros podemos poseerla por su medio. Así que se les debe despojar de todos, sea cual fuere el origen de su adquisición, como contraria a la población, al estado y a la doctrina de Jesucristo». Un argumento que justifica la desamortización de los bienes eclesiásticos aprobada por las Cortes liberales del Trienio.
Así pues, toda esta publicística contribuyó a que la imagen del clero quedara muy deteriorada como lo demuestra la enorme difusión del adjetivo «pancista» para referirse a frailes y monjes y la popularidad alcanzada por los diversos Himnos de los pancistas. Así reza uno de esos himnos:

Poltrones, la panza / nos llama a la liz, 
juremos por ella / vencer y engullir. 

Estómagos anchos / robustos cogotes, 
 
lerdos monigotes / que nada sentís. 

Los platos ya suenan / el diente devora, 

alerta, que es hora / conmigo decid: 

Poltrones... 

Que gime la España / entre fieras riñas. 

Suden bien las viñas / bebamos sin fin. 

La mesa a las doce / que se pinte sola 

y ruede la bola / de este mundo ruin. 

Poltrones... 

Coman las familias / su pan con trabajo 

y con sopas de ajo / vayan a dormir. 

No vean su ojos / tapados con vendas 

las funestas sendas / de su opresión vil. 

Poltrones... 

Mátese el soldado / y vele el gobierno, 

que se nos da un cuerno / pudiendo decir: 

Poltrones... 

Nuestro ídolo sea / el vientre repleto

y sólo este objeto / mire nuestro ardid. 

Los hombres se enreden / en guerra y tormentos, 
 
si nuestro contento / han de producir. 

Poltrones... 

Al arma, que sale / el carro triunfal 

del bien general / por otro carril. 
 
Doblemos las fuerzas / el carro volquemos, 

si no, perecemos / ¡hay panza feliz! 

Poltrones...

La sátira anticlerical también se plasmó en procesiones cívicas de carácter político-religioso irreverente, en las que se realizaban parodias al modo de liturgias burlescas, y en el teatro con la reposición de El diablo predicador de Luis Belmonte Bermúdez y de El sí de las niñas y La Mojigata de Fernández de Moratín y con obras nuevas como El hipócrita pancista, estrenada en Madrid el 8 de junio de 1820. "En ella, según Julio Caro Baroja, el entusiasmo por la Constitución corre parejo a las censuras contra frailes, prebendados, familiares del Santo Oficio y todo lo que huela a «servilismo» [absolutismo]" En la irreverente Fray Lucas o el monjío deshecho, el personaje principal retratado con los típicos rasgos del fraile de las sátiras (glotón, hipócrita, lascivo, parásito...), se dice:

Pero ahora te advierto (no lo olvides) 
que atento y vigilante siempre cuides 
de que jamás los frailes con frecuencia
abusen de tu casa y tu prudencia: 
pues de ordinario siembran la discordia 
y destierran la paz y la concordia.

### Guerra civil (1822-1823): violencia clerical y violencia anticlerical
La política religiosa emprendida por las Cortes y los gobiernos liberales provocaron una dura reacción por parte de los sectores, laicos o eclesiásticos, más apegados a los valores e ideas del Antiguo Régimen. Solo a los pocos días de que el rey sancionara la ley de extinción de monacales y reforma de regulares aparecieron los primeros conatos abiertos para restaurar el absolutismo instigados por el clero en Ávila, Burgos, Toledo, Álava, Asturias, Valencia, Cataluña y Galicia —donde en enero de 1821 se capturaba a una autodenominada Junta Apostólica— aunque la prensa liberal les restó importancia, destacando por el contrario, como hacía El Universal, que «hay muchas personas que se preparan a comprar las hermosas fincas de los Cartujos» que habían sido desamortizadas.
Mayor impacto tuvo entre los liberales el descubrimiento a principios de 1821 de una conspiración absolutista en la corte, encabezada por un capellán de honor del rey, el cura Matías Vinuesa, antiguo párroco de Tamajón, que fue detenido el 29 de enero. Esto hizo pensar a mucha gente en la capital que el propio Fernando VII estaba detrás de las revueltas realistas, por lo que fue insultado a su paso por las calles de Madrid. Para defender el régimen constitucional las Cortes aprobaron el 17 de abril una ley para castigar los delitos de conspiración contra la Constitución con la pena de muerte, aplicándose también la misma pena las actuaciones contra la religión católica. Las Cortes también aprobaron decretos contra los eclesiásticos que se rebelaran abiertamente contra el régimen constitucional. Finalmente se celebró el juicio contra Vinuesa pero la condena no fue la pena de muerte sino diez años de presidio, lo que soliviantó los ánimos de los sectores más radicales que llevaron a cabo, según J.S. Pérez Garzón, «el primer acto organizado de violencia anticlerical dentro del proceso revolucionario liberal». Por la tarde del 4 de mayo de 1821 «una cuadrilla de "unos ciento cincuenta miserables, en términos de Modesto Lafuente, después de dar gritos en la Puerta del Sol, se dirigió a la cárcel y forzó la entrada, vigilada por milicianos atemorizados, mataron a Vinuesa y destrozaron su cabeza a martillazos».
A partir del fracasado golpe de Estado de julio de 1822 la ofensiva absolutista y clerical se recrudece y se transforma en una guerra civil en la que se enfrentan las partidas absolutistas al ejército gubernamental y a las partidas liberales. Durante la misma se producen hechos violentos clericales y anticlericales cada vez más desenfrenados. Como señaló Modesto Lafuente: «la guerra civil ardía entre tanto en la península, devastando principalmente las provincias de Cataluña, Aragón, Navarra y Vizcaya, y en escala inferior las de Castilla, Galicia, Valencia y Extremadura, alcanzando también a las Andalucías».
En este enfrentamiento civil el clero tomó partido mayoritariamente por los absolutistas, siguiendo el camino iniciado desde el comienzo del Trienio por «los clérigos que se negaron a obedecer las disposiciones del gobierno, rehusando, ante todo, explicar la Constitución, como se les había ordenado» o por los muchos eclesiásticos que «escribieron papeles "sediciosos" y predicaron contra el régimen» —a los que generalmente se les privó de sus cargos y, en contados casos, se les castigó con la prisión—. Pero además una parte importante del mismo tuvo una participación muy activa en la sublevación realista, especialmente en el País Vasco y en Cataluña. «El clero actuó en la leva de guerrillas y en la dirección de varias de ellas, en la recluta de fuerzas de relevo de las partidas, en el mantenimiento del espíritu bélico de la población, en la propaganda anticonstitucional, en la recaudación de fondos para comprar de armamentos y en el servicio de información y comunicaciones a favor del bando sedicioso». Además los clérigos fueron los principales organizadores de las juntas absolutistas que se establecieron en las zonas bajo control de las partidas realistas. Por otro lado, la sublevación de 1822-1823 también se puede entender como una auténtica rebelión campesina, una «jacquerie anticonstitucional» la ha llamado J.S. Pérez Garzón, porque en las partidas hubo una amplia participación del campesinado, a causa no solo de la desposesión de bienes que afectaba a los frailes y a los propios campesinos sometidos a nuevos propietarios, sino también «contra las costumbres y valores que suponía el carácter burgués del régimen».

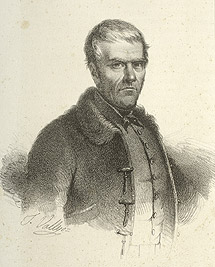
El Cura Merino, cabecilla de una de las partidas realistas

Entre los clérigos que se pusieron al frente de las partidas realistas estuvieron el cura Merino y el Trapense y cabecillas nuevos «como Gorostidi, Eceiza o Salazar, émulos de los anteriores en crueldad y en enarbolar la cruz para cometer todo tipo de desmanes». Además la defensa de la religión fue la principal bandera del bando absolutista que no dudó en presentar a los liberales como enemigos de la religión, afirmando falsamente, como hacía el Diario de Urgel de la Regencia de Urgel, que «El grito de los revolucionarios [de los liberales] cuando atacan a los realistas es: Muera Dios, la Virgen y el Rey, y viva el demonio».
Para contrarrestar la propaganda absolutista, la prensa liberal resaltó las actuaciones en defensa del orden constitucional de algunos sacerdotes y frailes. «El periódico liberal El Universal, del 21 de marzo de 1823, reprodujo una exposición de los capuchinos de Granada en la que decían que ante las necesidades de la patria y a pesar de la escasez de sus recursos ofrecían veinte arrobas de lino y mil reales en efectivo, producto de misas, para vestir a la tropa. El periódico hizo un comentario elogioso y al tiempo que quitaba hierro al anticlericalismo aprovechó para contraponer el sentido religioso de los constitucionales y el de los absolutistas… Los capuchinos de Granada ofrecen un ejemplo de religiosidad y de patriotismo; por el contrario, los frailes alineados en el absolutismo "han dado el triste y escandaloso testimonio de su irreligión, de su inmoralidad, de su hipocresía, de su ingratitud"». También se difundieron canciones populares que se cantarán a lo largo de todo el siglo, como la siguiente:

Antiguamente a los chiquillos
se les vestía de frailecillos;
pero ahora, los liberales,
sólo les visten de nacionales.
¡Alegría ciudadanos! ¡Viva la Constitución!
¡Que los tiranos que nos mandaban,
ya no nos mandan, no, no, no!

Los realistas también utilizaron este recurso como su "Oración macarrónica..." contra la Constitución, que decía:

Sean siempre despreciados
los liberales exaltados,
 moderados y sansculotes,
que dicen es un fanatismo
los misterios del cristianismo

y no tienen más religión
que la infame Constitución,
ajena de todo bien. Amén.

El bando absolutista asaltó templos y atacó a clérigos del bando contrario. Por ejemplo, en enero de 1823 una partida realista entró en Burgo de Osma y saqueó las casas de un lectoral, un abad y un canónigo de la localidad. Asimismo el cura guerrillero Gorostidi no dudó en incendiar dos iglesias en Dicastillo y Durango para apresar a dos curas constitucionales. En general cometieron todo tipo de desmanes contra los liberales en los pueblos ocupados, una violencia alentada por el clero absolutista como se manifiesta en sus escritos, como el del canónigo de Málaga, Juan de la Buelga y Solís que escribió nada más acabar el Trienio: «jamás haré las paces» con quien no sea realista absoluto y católico, apostólico y romano. De la violencia absolutista desconocemos el número total de liberales que fueron asesinados por los realistas, «tras el tormento y el ensañamiento sanguinario correspondiente».

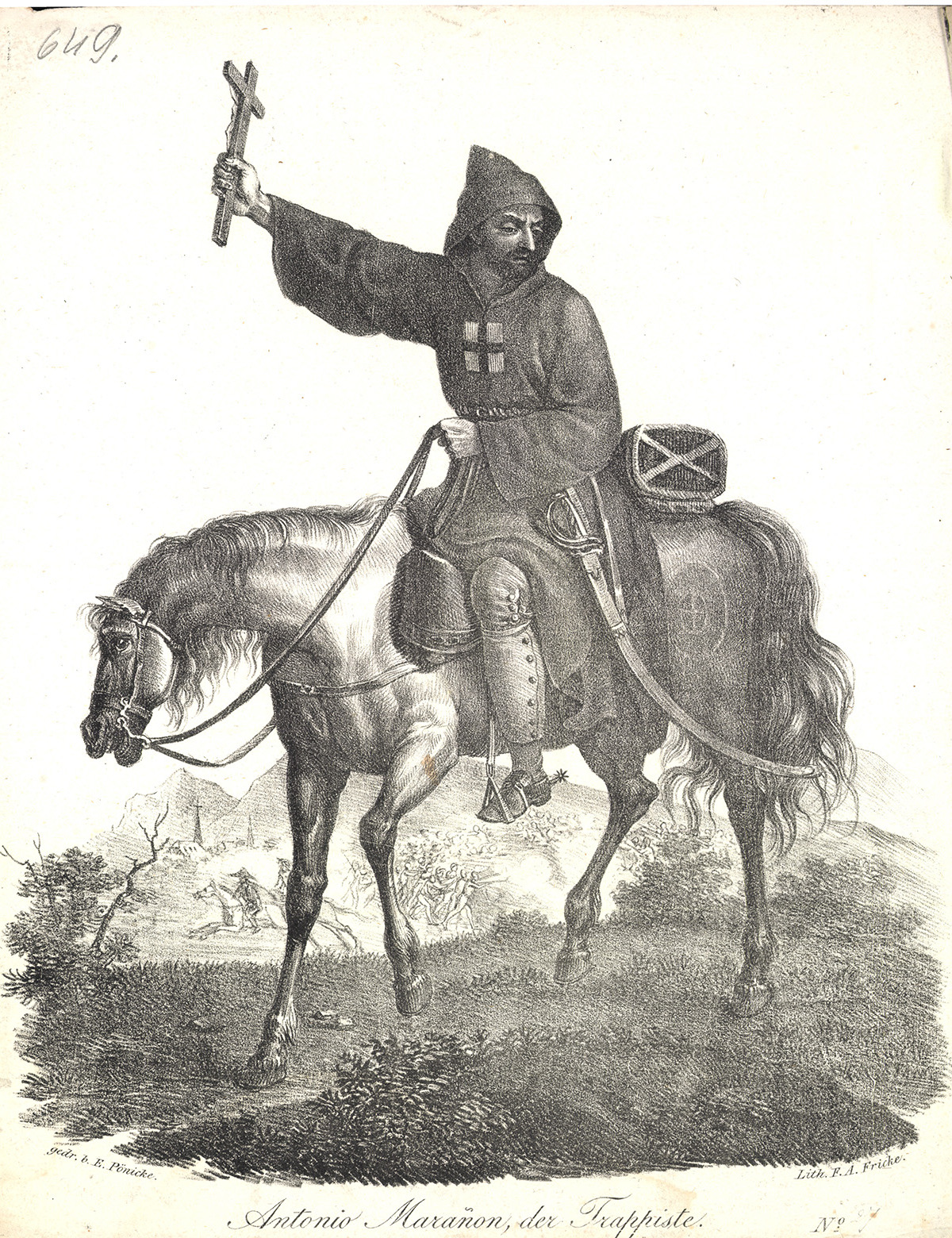
Antonio Marañón, el Trapense, litografía de Friedrich August Fricke (1784-1858). «El Trapense«», fue uno de los jefes de partidas realistas más conocidos. Según el afrancesado Sebastián Miñano su «extravagante» indumentaria («Porta siempre un sayal y una capa idéntica, con una capucha bastante elevada. Tenía la cabeza afeitada. Un crucifijo suspendido sobre su pecho; lleva un gran rosario como cinturón») «ha contribuido singularmente a exaltar a los pueblos en su favor, porque lo miran como a un hombre inspirado por Dios, comparable a aquellos de los se hablan en las escrituras».

De todos los clérigos que dirigieron partidas realistas el que «produjo más asombro», en palabras de Caro Baroja, fue fray Antonio Marañón, el Trapense, de quien el absolutista francés vizconde de Martignac hizo en 1823 el siguiente retrato:

Vestido con su hábito de monje, el crucifijo al pecho, un sable y dos pistolas al cinto, y un látigo en la mano derecha, montaba sobre un caballo de poca alzada y galopaba solo en medio de una masa de gente que corría ante él y se arrodillaba a su paso. Miraba de modo frío a derecha e izquierda, distribuyendo las bendiciones que le pedían con una especie de desdén, o más bien de indiferencia, que me llamó la atención...

El historiador Emilio La Parra relata las acciones más conocidas y crueles del Trapense. «Cuando El Trapense tomó La Seo de Urgel el 21 de junio de 1822, la acción se hizo famosa porque el fraile acaudilló el asalto, subido a la escala, con el crucifijo en la mano, y mató personalmente y con saña a los prisioneros. (...) El Trapense bendecía a la gente que se le arrodillaba a su paso, fingía revelaciones, montaba con el hábito remangado para "embotar las balas enemigas y hacerlo invulnerable". La primera ocasión en que mostró su ferocidad fue cuando se enfrentó al ejército constitucional en Cervera, incendió la población por dos ángulos opuestos, sembró las calles de cadáveres y vengó así a los capuchinos que habían matado los soldados en respuesta a los disparos desde el convento». Los escritores liberales lo consideraron un energúmeno y lo hicieron protagonista, junto con su «pareja», Josefina de Comerford, de «alguna truculenta novela romántica», según Caro Baroja.
La violencia clerical del bando absolutista fue respondida por la violencia anticlerical del bando liberal, y donde esta alcanzó mayor virulencia fue en Cataluña. «La proclama de la regencia de Urgel se quemó en Barcelona, se detuvieron a los desafectos al régimen, en su mayoría frailes, y en esa dialéctica de guerra civil, la ciudad fue escenario de asaltos a los conventos de capuchinos, dominicos, franciscanos y agustinos con un balance de más de cincuenta muertos, y también de deportaciones de frailes, medida que se repitió en Valencia y en Orihuela. Era la réplica colectiva de venganza contra las órdenes religiosas insurrectas. También hubo la respuesta institucional a través del ejército, dirigido por Mina, con decisiones de violencia inusitada, como la de Castellfullit. En ese transcurrir de la violencia, la espiral se hizo cada vez más feroz y ocurrían casos como el asalto y muerte del obispo de Vich [que murió en la ciudadela de Barcelona, donde había sido trasladado como prisionero tras ser detenido en su residencia episcopal, o fue fusilado cuando era conducido a Tarragona, según otras versiones, ante la cercanía de los Cien Mil Hijos de San Luis], o el fusilamiento de veinticinco frailes en Manresa o la devastación del monasterio de Poblet, no a manos de los soldados liberales, sino de los campesinos de los pueblos vecinos que talaron bosques y profanaron tumbas por el "clamoreo de las lisonjeras voces de libertad e igualdad", según el propio abad, aunque sus tierras ya estaban vendidas a particulares, o quizás por esto precisamente».
A diferencia de lo que sucede con el bando absolutista, en cuanto al bando liberal sí disponemos de varias relaciones de los eclesiásticos asesinados que dan una cifra cercana a los cien. En esas relaciones también se explica que muchos clérigos fueron asesinados después de haber sido desnudados y que algunos fueron torturados de forma cruel o fueron objeto de todo tipo de vejaciones antes de morir. «Uno de los milicianos participante en la muerte del franciscano Luis Pujol mojó una rebanada de pan en su sangre aún caliente; sobre la corona del vicario de Vilafortuny trincharon tabaco, después lo apuñalaron y todavía vivo lo arrojaron a un pozo; al cura de Santa Inés le sacaron los ojos, le retorcieron los dedos de las manos hasta arrancárselos y le acuchillaron la corona». En los ataques a templos y monasterios —como los de Poblet, Santes Creus o Montserrat— se realizaron, si bien de forma esporádica, actos sacrílegos como robar el copón con las hostias, acuchillar las imágenes o desenterrar los cadáveres de algunos religiosos «jugando y haciendo mil indecencias con ellos»», según relata un testigo. Además de «un ensañamiento particular con imágenes religiosas que fueron rasgadas e incluso fusiladas», «las tumbas de algunos eclesiásticos y nobles fueron saqueadas en busca de alhajas y sus cadáveres fueron objeto de burlas y juegos, probablemente para mostrar la debilidad y desafiar al poder eclesiástico».

### La reacción absolutista tras el fin del Trienio: la década ominosa (1823-1833)

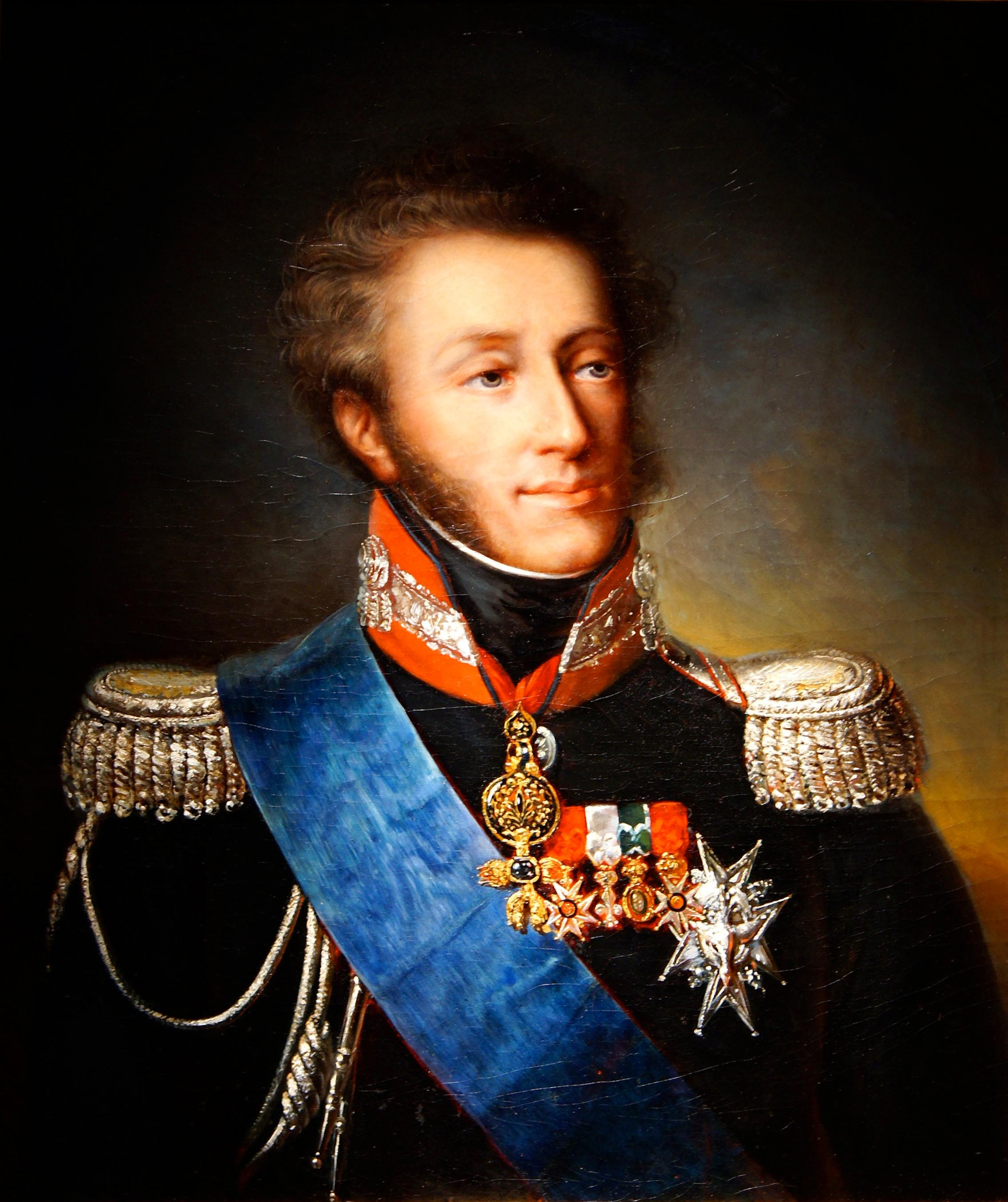
Duque de Angulema, jefe de los Cien Mil Hijos de San Luis.

Con la segunda restauración del absolutismo durante el reinado de Fernando VII tras la intervención en España de los Cien Mil Hijos de San Luis enviados por la Santa Alianza en 1823, el rey devolvió las propiedades desamortizadas durante el Trienio a la Iglesia, sin que fueran indemnizados los que las habían comprado en pública subasta, a pesar de que muchas de las comunidades de religiosos afectadas ya no existían. “Pero sobre todo ideológicamente la reacción fue espantosa. Las voces de rey absoluto, inquisición y religión eran consigna en labios vengativos que hicieron de la horca de la plazuela de la Cebada, donde ejecutaron a Rafael del Riego, el símbolo de la nueva etapa. De estos años quedó una memoria colectiva entre la población liberal contra los frailes y contra los voluntarios realistas por sus tropelías. Las venganzas que al cabo de diez años se ejecutaron en algunas ciudades españolas no se explican si no se retiene la importancia de tan humillante vejación sufrida ciudad por ciudad por esas «clases acomodadas» que habían apoyado la revolución. En tal dialéctica de poder absolutista, cabe destacar el nuevo estallido de violencia expresado esta vez en Cataluña, en agosto de 1827 —la guerra de los «agraviats»— con un reiterado protagonismo de los frailes en la junta de Manresa. Pero a estas alturas, dentro de la propia administración absolutista se manifiestan voces que plantean la necesidad de ajustarse a las exigencias de un Estado acorde con la evolución del siglo°.

## La revolución liberal y la primera guerra carlista (1833-1840)

### Clericalismo y anticlericalismo en la primera guerra carlista

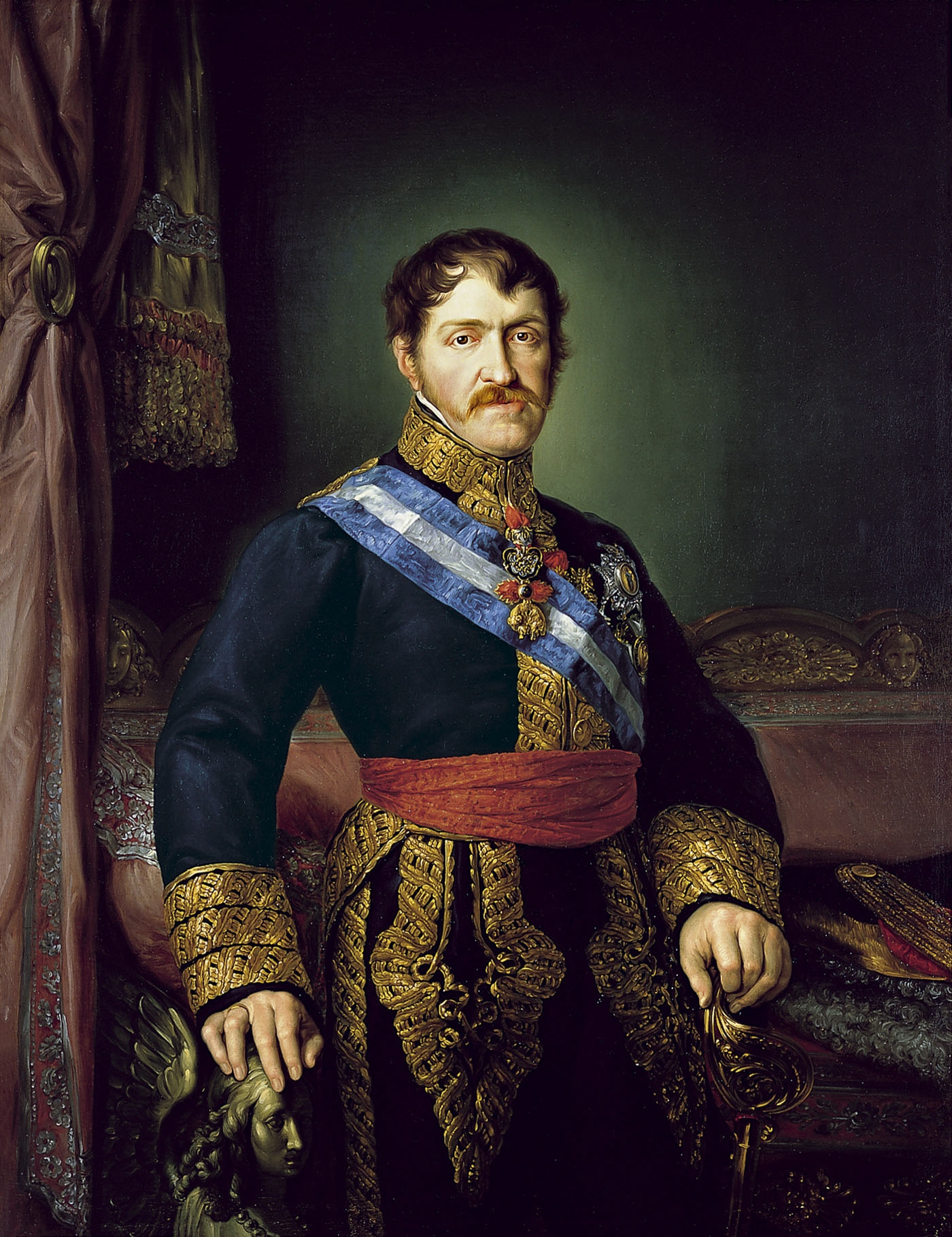
Carlos María Isidro de Borbón

A finales de septiembre de 1833 estalló el pleito sucesorio entre los partidarios de Carlos María Isidro de Borbón, hermano del rey fallecido Fernando VII, y los de la hija de éste, la futura Isabel II, que solo contaba con tres años de edad. Don Carlos basaba su aspiración al trono en el rechazo a la Pragmática Sanción de 1830 que había abolido la Ley Sálica que no permitía que las mujeres reinaran, lo que le había "arrebatado" sus derechos al trono en favor de la hija de su hermano, en cuyo nombre había asumido la regencia su madre María Cristina de Borbón-Dos Sicilias. El pleito sucesorio derivó en una guerra civil, la primera guerra carlista, que pronto se convirtió en un conflicto político e ideológico, entre los partidarios de mantener el Antiguo Régimen, los absolutistas que en su mayoría apoyaban a don Carlos —los "carlistas"—, y los defensores de un cambio más o menos radical hacia un “nuevo régimen”, que defendían los derechos al trono de Isabel II, por lo que eran llamados “isabelinos” o “cristinos”, por el nombre de la regente.
Los "carlistas" utilizaron la defensa de la religión católica presuntamente amenazada como una de sus banderas —el trilema carlista era "Dios, Patria y Rey"—, así que, como señala Julio Caro Baroja, "los vítores a don Carlos iban unidos a vivas a la Inquisición, y las concentraciones de aldeanos aleccionadas por gente de Iglesia se daban por doquier, sobre todo en Cataluña, principal teatro de operaciones de las rebeliones de 1827". Por eso uno de los apoyos de los "carlistas" eran la mayor parte de los miembros las órdenes religiosas que, además de compartir sus ideas absolutistas, temían que la llegada al poder de los liberales pusiera fin a su existencia. Así muchos frailes y clérigos se metieron a guerrilleros o formaron parte de la corte de don Carlos.

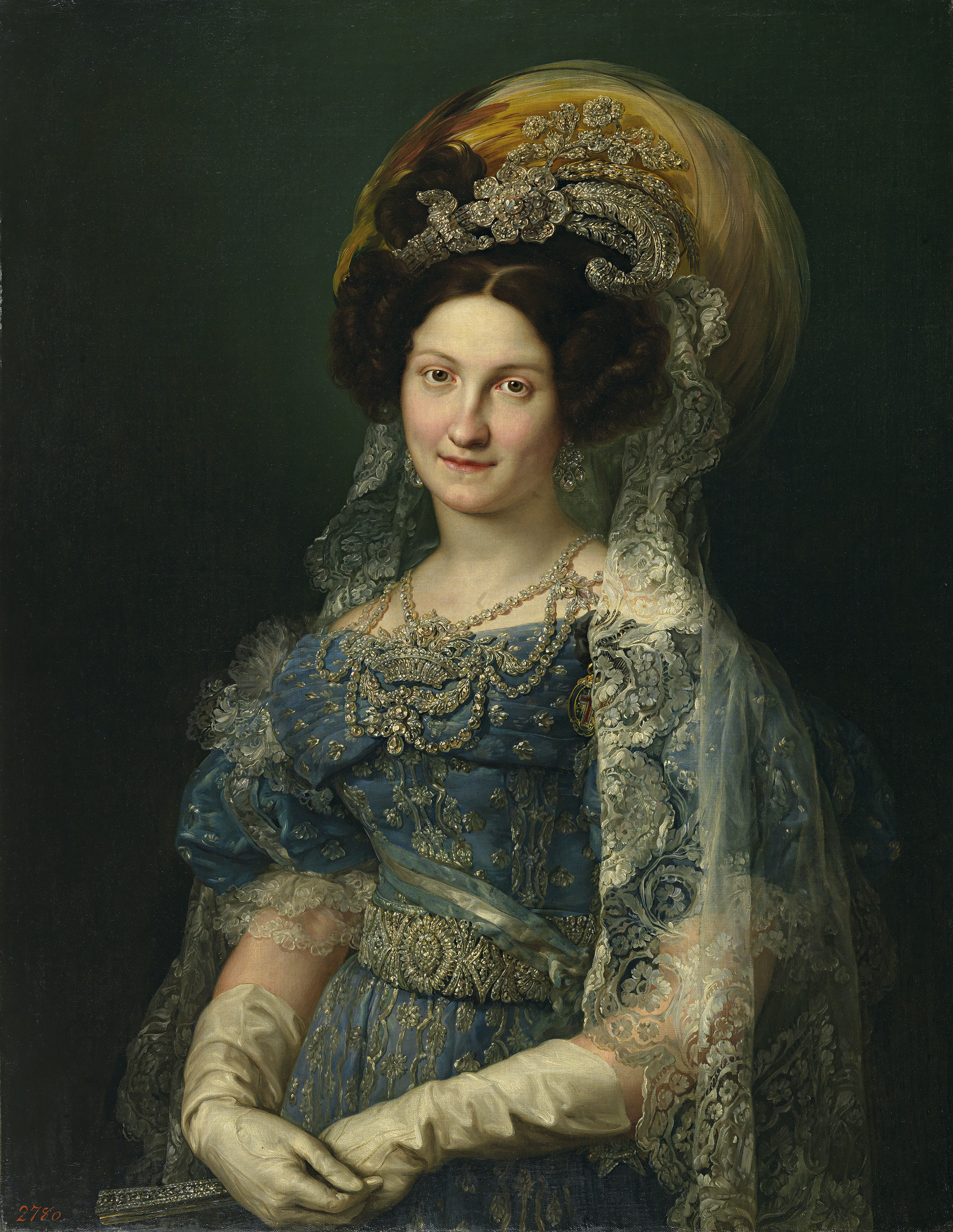
La regente María Cristina de Borbón-Dos Sicilias.

Por su parte los liberales que apoyaban a la regente y a su hija recurrieron a la animadversión que despertaban las órdenes religiosas entre determinados sectores populares para reafirmar su causa, como lo muestra esta canción que cantaban los niños en honor de la regente María Cristina que había nacido en Nápoles:

De Nápoles ha venido

la gloria a los liberales,

el infierno a los carlistas

y el purgatorio a los frailes

Los "isabelinos" o "cristinos" también difundieron panfletos en los que describían a los clérigos y frailes "carlistas", como uno publicado poco antes de que acabara la guerra:

Otro sí, una nube de clerigalla y frailería con caras extenuadas, no ciertamente por la mortificación y la abstinencia del claustro, montados en robustos mulos, armados de grandes espolines, algunos con largo sable, trabucos naranjeros o lanzas del tiempo de Escipión, muchos adornados de bigote, y todos dechados de corrupción, cada uno con su asistente, amén de cocinero y secretario, reclamando a voz en grito la reforma de las costumbres que ellos pervirtieron más que nadie: la Inquisición; y en lugar de presentar a todos el arca santa de la Alianza, predican con alma de fuego el exterminio del que no piense como tales benditos...; llamando masones y negros a los que no saludan con humildad a los ungidos del Señor; pidiendo no la entrada en los conventos, encerrona que no acomoda, sino el disfrute de sur rentas, con la exclusiva en la enseñanza, hasta del bello sexo...

### La matanza de frailes en Madrid de 1834
En abril de 1834 la regente María Cristina de Borbón-Dos Sicilias promulgó el Estatuto Real, una especie de carta otorgada con la que quería ganarse el apoyo de los liberales para la causa de su hija, la futura Isabel II, y según la cual se formarían unas nuevas Cortes cuya apertura estaba prevista para finales de julio.
A finales de junio de 1834 se dieron en Madrid los primeros casos de la epidemia de cólera que asolaba toda España y parte de Europa y aunque el gobierno de Francisco Martínez de la Rosa negó su existencia abandonó rápidamente la capital el 28 de junio, junto con la regente María Cristina de Borbón-Dos Sicilias y la familia real, para refugiarse en el Palacio de La Granja en Segovia, lo que causó una gran indignación entre los habitantes de la capital. Justo el día en que llegaron a Madrid malas noticias sobre la marcha de la primera guerra carlista la epidemia se recrudeció, “muriendo los enfermos a centenares, con las circunstancias horrorosas compañeras de tal cruel plaga”, según relata Alcalá Galiano. Entonces comenzó a circular por Madrid el rumor de que la causa de la epidemia era el envenenamiento de las fuentes públicas, y que este había sido obra de los frailes. También corrió la noticia de que se había disparado desde los conventos contra las masas que se dirigían hacia ellos, relacionándolo con el apoyo que los religiosos daban a los carlistas.

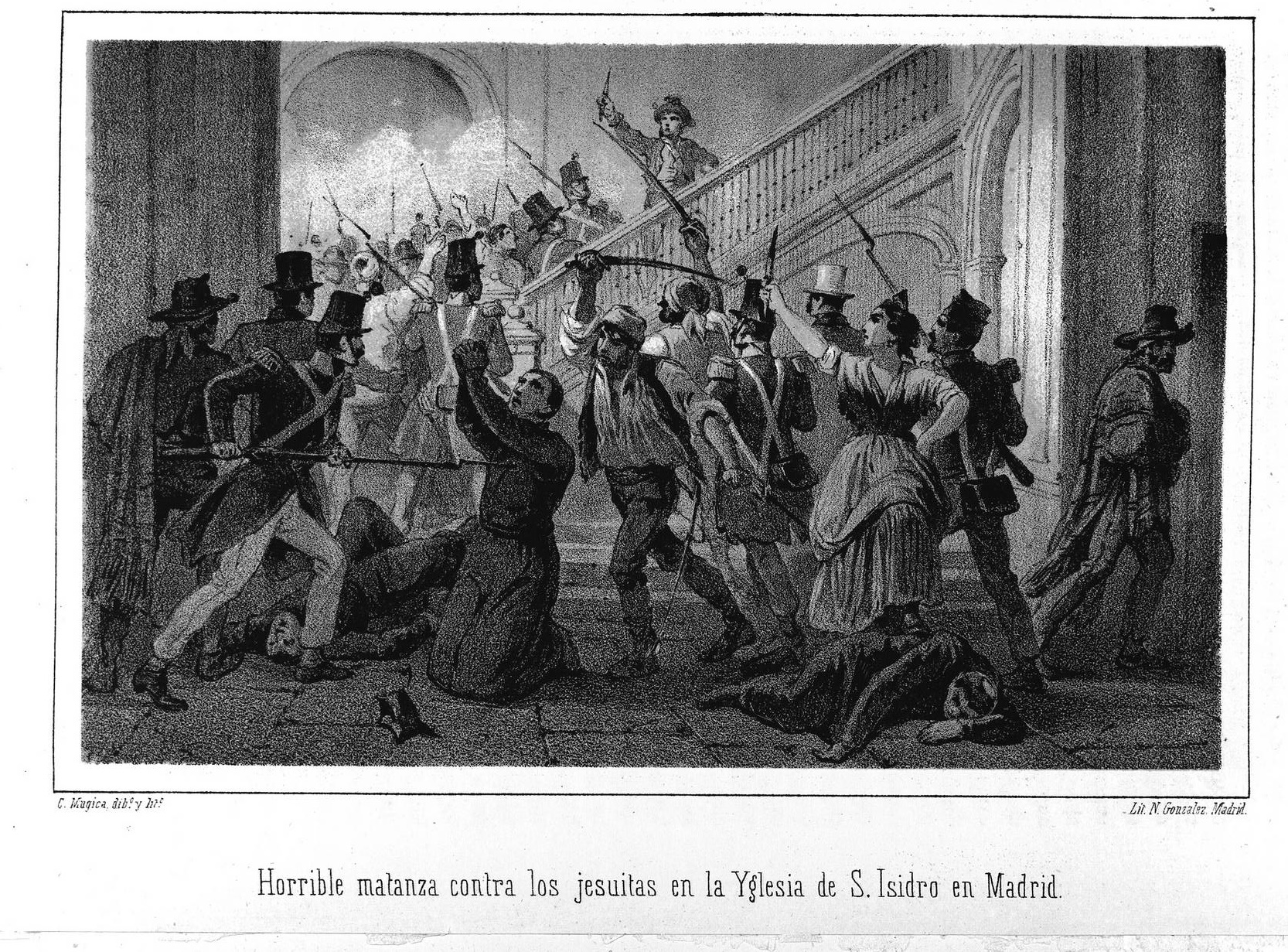
Horrible matanza de los jesuitas en la iglesia de San Isidro de Madrid, litografía de Carlos Múgica para La estafeta de Palacio de Ildefonso Antonio Bermejo, t. I, Madrid, 1871-1872.

A primeras horas de la tarde del 17 de julio se congregaron en la Plaza Mayor, en la Puerta del Sol y en la Plaza de la Cebada diversos grupos integrados también por abundantes milicianos urbanos y algunos miembros de la guardia real profiriendo gritos contra los frailes. Desde allí estos grupos se dirigieron al Colegio Imperial de San Isidro regentado por los jesuitas que fue asaltado a las cinco de la tarde. “Dentro del convento matan a sablazos a unos, apresan a otros y los linchan en las calles laterales, desnudando y acribillando con escarnio los cuerpos moribundos. La tropa llega a la media hora nada menos que con el capitán general y superintendente de policía, Martínez de San Martín, experto en reprimir motines de los liberales exaltados durante el trienio constitucional en Madrid. Les recrimina a los jesuitas el envenenamiento y busca pruebas del mismo, mientras siguen matando frailes a un palmo de su presencia”. En total catorce jesuitas fueron asesinados.

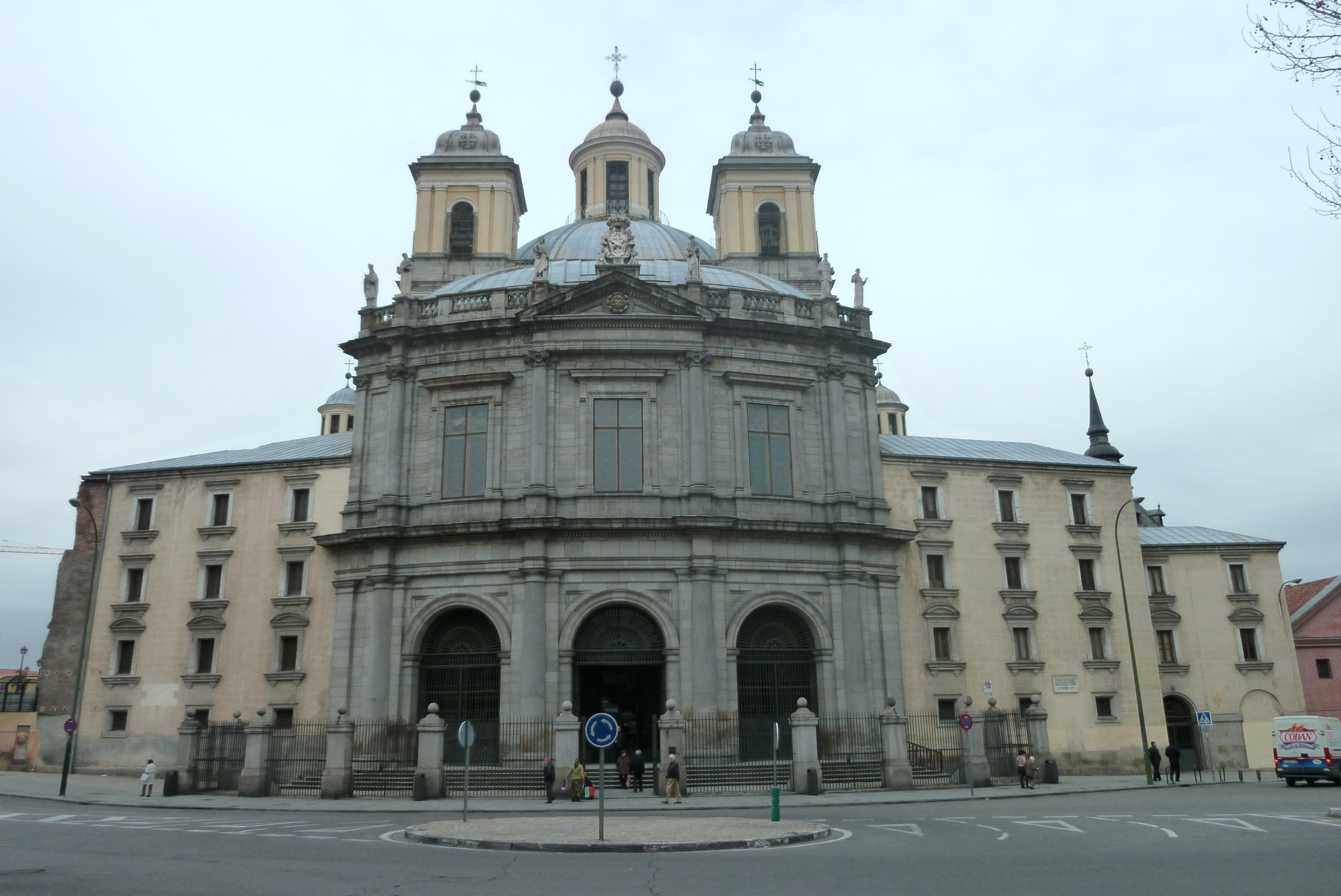
Basílica de San Francisco el Grande

El siguiente objetivo de los amotinados fue el convento de Santo Tomás de los dominicos en la calle de Atocha donde matan a siete frailes en presencia de la tropa, que no hizo nada por impedirlo, y donde los amotinados realizan actos burlescos vistiéndose con ropas litúrgicas y formando una danza sacrílega que continuaron por las calles de Atocha y Carretas. Hacia las nueve de la noche fue asaltado el convento de San Francisco el Grande donde fueron asesinados cuarenta y tres frailes franciscanos (o cincuenta, según otras fuentes) en medio de escenas macabras, sin que los oficiales del regimiento de la Princesa que estaba acantonado en sus dependencias dieran la orden de intervenir a los más de mil soldados que lo componían. A las once de la noche fue atacado el convento de San José de los mercedarios en la actual plaza de Tirso de Molina, con el resultado de nueve o diez asesinatos más. Pasada la medianoche hubo conatos dispersos de asaltos a otros conventos, pero no hubo más víctimas.

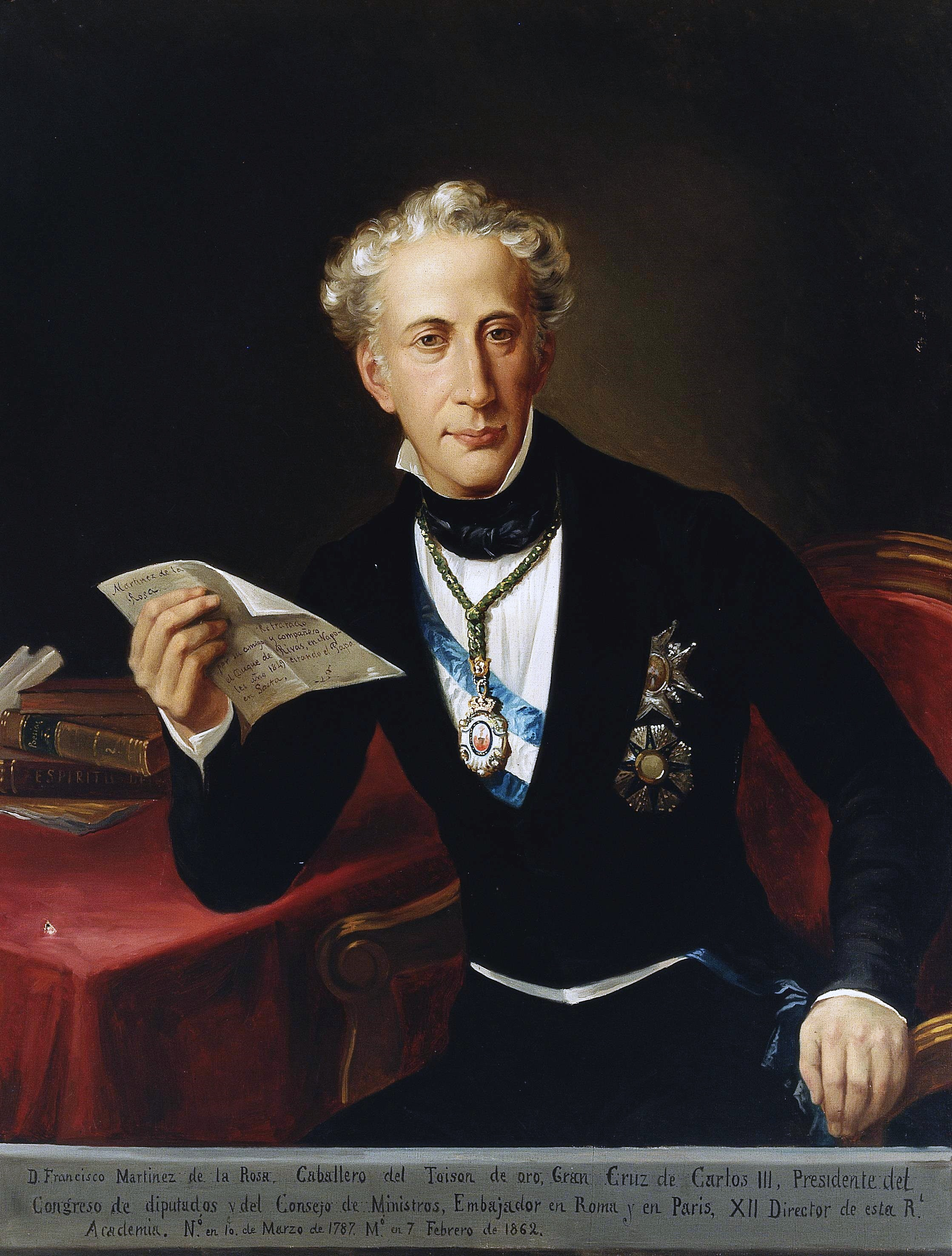
Francisco Martinez de la Rosa, presidente del consejo de ministros cuando ocurrieron los hechos

El día 19 de julio, el gobierno de Francisco Martínez de la Rosa, ante la ambigüedad y la notoria pasividad e incluso connivencia con el motín de las diferentes autoridades —la militar y la municipal—, detiene y encarcela al capitán general Martínez de San Martín, que contaba con una tropa de nueve mil hombres para haber evitado los asaltos y los asesinatos, y obliga a dimitir al corregidor, el marqués de Falces, y al gobernador civil, el duque de Gor, como máximos responsables de la milicia urbana, buena parte de cuyos miembros habían tenido una participación muy activa en los hechos.
Fueron sometidas a juicio 79 personas (54 civiles, 14 milicianos urbanos y 11 soldados). Resultaron condenadas a muerte dos personas —un ebanista y un músico militar— pero por el delito de robo, no por el de asesinato, siendo ejecutadas el 5 y el 18 de agosto. El resto fueron condenados a penas diversas de presidio, incluyendo a mujeres, y algunos fueron absueltos. Por los datos recogidos en los juicios se sabe que la mayoría de los que participaron en el motín pertenecían a los barrios más populares de Madrid y entre ellos se encontraban menestrales, empleados y mujeres, junto a milicianos urbanos y soldados.
Los historiadores están divididos en cuanto a la explicación de los acontecimientos, pues mientras unos defienden que los asaltos a los conventos y los asesinatos de frailes fueron el resultado de un complot organizado por las sociedades secretas o por la masonería, otros defienden la espontaneidad del movimiento.
Según Josep Fontana, defensor de la tesis del carácter espontáneo del movimiento, “para comprender lo sucedido hay que penetrar en la raíz misma de un anticlericalismo —dirigido casi exclusivamente contra las órdenes religiosas— que se estaba acentuando en estos años, al comprobarse la identificación de los regulares con el carlismo, su complicidad en el armamento de partidas e incluso la participación directa de frailes en asaltos y emboscadas en los que, no se olvide este detalle, los hombres que morían del lado de los liberales procedían exclusivamente de las clases populares: eran hijos o hermanos de estas mismas gentes en toda España. Como diría Lamennais en 1835: Allá donde el sacerdote se alía con el despotismo contra el pueblo ¿qué destino le espera?”.
Una posición intermedia es la que mantiene Juan Sisinio Pérez Garzón que afirma "que no es incompatible la existencia de una trama organizativa para destruir el poder eclesiástico y derribar el gobierno, con que esta se solape y aproveche una coyuntura de exasperación popular —por el cólera— para sembrar el terror entre los frailes y servirse de una táctica de pánico para justificar el asalto a las posesiones clericales”. Según este historiador la forma como dio la noticia del motín el diario liberal El Eco del Comercio constituiría un indicio de que quién pudo estar detrás de los hechos cuando transformaba a las víctimas en “enemigos de la patria”, el linchamiento de los religiosos se reducía al concepto de “algunas desgracias” y afirmaba que en los asaltos “se dice haberse descubierto algunas pruebas que daban fundamento a las voces que han corrido en los días anteriores acerca de su plan para el envenenamiento de las aguas. Todo puede creerse de la perversidad de los enemigos de la patria, y siempre hemos previsto que ellos se aprovecharían de los momentos actuales para aumentar el conflicto en que estamos...”

### Los motines anticlericales de 1835

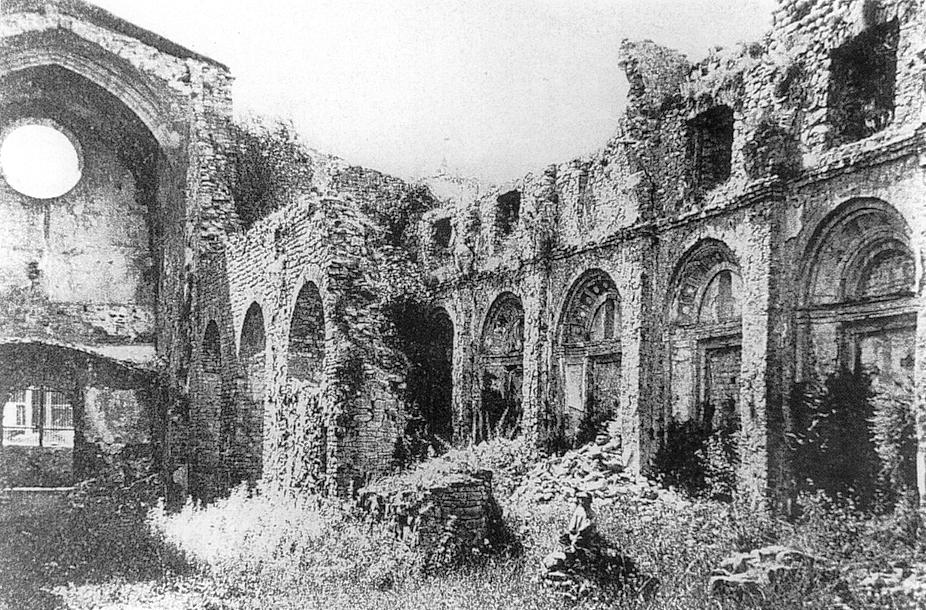
Monasterio de Santa Maria de Ripoll después del ataque e incendio durante las "bullangas" de 1835

A finales de julio de 1834 se abrieron las Cortes convocadas según lo establecido en el Estatuto Real, aunque en ellas pronto apareció una oposición claramente liberal que consideraba insuficiente el marco político establecido aquel porque no reconocía el principio de la soberanía nacional. A principios del año siguiente se comenzó a discutir una Ley de Ayuntamientos para que al menos a nivel local se aceptara el régimen representativo derivado del principio de soberanía nacional, pero el gobierno de Martínez de la Rosa no lo admitió, aunque le supuso un enorme desgaste, lo que unido a la marcha adversa de la guerra civil provocó su caída el 6 de julio de 1835.
Durante ese verano de 1835 se produjeron diversas sublevaciones por toda España que pretendían poner fin al régimen del Estatuto Real implantado por la regente María Cristina de Borbón-Dos Sicilias, y dar paso a un monarquía constitucional con el restablecimiento de la Constitución de 1812. En ese contexto se produjeron los motines anticlericales fundamentalmente por el apoyo que daban las órdenes religiosas a los carlistas en la guerra civil. Los más importantes tuvieron lugar en Zaragoza y en Reus, Barcelona y otras localidades catalanas (donde los motines populares de esta época son conocidos con el nombre de “bullangas”), durante los cuales fueron asaltados numerosos conventos y monasterios y resultaron muertos setenta miembros del clero regular y ocho sacerdotes, lo que trajo a la memoria lo ocurrido un año antes en la matanza de frailes en Madrid de 1834.

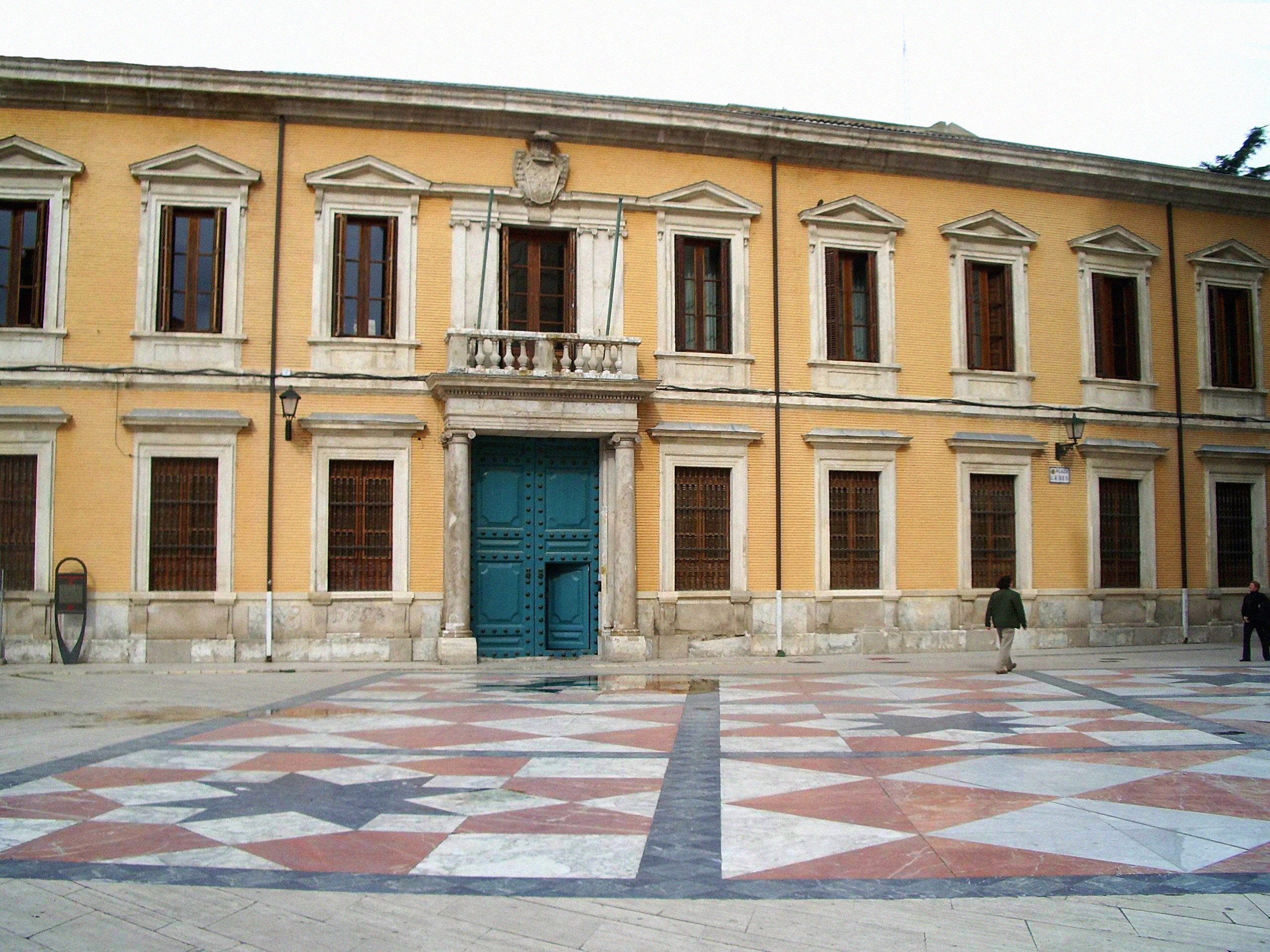
Palacio arzobispal de Zaragoza en la plaza de la Seo.

El motín anticlerical de Zaragoza del 6 de julio, tuvo un antecedente en la primavera, cuando el 3 de abril una multitud se dirigió al palacio arzobispal para protestar por la decisión de su titular Bernardo Francés Caballero, de ideas absolutistas, por haber retirado las licencias de confesión y predicación a dos clérigos que eran capellanes de la milicia urbana por su conducta reprobable. Como el despliegue de la tropa y de la milicia urbana por orden del capitán general impidió el asalto al palacio episcopal, la multitud se dirigió entonces hacia el convento de la Victoria, donde fueron asesinados cuatro frailes, y después al de san Diego, donde mataron a otros dos. Por la noche se repitieron los incidentes, acuchillaron a un lego franciscano y dejaron malherido a un sacerdote. Por orden del capitán general, el arzobispo abandonó Zaragoza con escolta militar y después de pasar por Lérida se refugió en Francia, donde residiría hasta su muerte en 1843. En los días siguientes abandonaron precipitadamente la ciudad 114 clérigos absolutistas.
Más grave fue el motín del 6 de julio, cuando una multitud integrada por miembros de la milicia urbana junto con hombres y mujeres de las clases populares exigieron la libertad de un teniente que el día anterior había dirigido un amago de pronunciamiento a favor de la Constitución de 1812 por parte de una compañía a su mando. Ante la negativa del capitán general a liberal al oficial los amotinados se lanzan contra casas de absolutistas y contra los conventos de Santo Domingo, San Lázaro y San Agustín. Murieron once frailes de distintas órdenes, bajo las armas o asfixiados por el humo. La respuesta de las autoridades fue ejecutar al teniente y a siete compañeros suyos, además de a varios individuos que habían participado en los incidentes, y destituir al capitán general, a causa de la sospecha de que había mantenido cierta connivencia o cierta indulgencia con los amotinados. Algunos historiadores piensan que la cuestión de los diezmos posiblemente fue una de las causas del motín. "En el caso de Zaragoza, se constata la animadversión rotundamente económica y política a una institución [la Iglesia] decantada por conservar sus privilegios, posesiones e impuestos propios”.
La primera localidad catalana en el que tuvo repercusión lo ocurrido en Zaragoza el 6 de julio fue Reus, una ciudad liberal en medio de un territorio favorable al carlismo. Precisamente lo que motivó la “bullanga” en Reus fue el ataque que sufrió el 19 de julio de 1835 una partida de milicianos urbanos por parte de una partida carlista, en el que murieron varios milicianos urbanos y voluntarios, ya que al parecer entre los atacantes había frailes y uno de ellos había ordenado crucificar y sacarle los ojos a una de sus víctimas. Así durante la noche del 22 de julio fueran asaltados e incendiados varios conventos donde fueron asesinados 21 frailes. Según el historiador Antonio Moliner Prada, la causa última del motín hay que buscarla en “el anticlericalismo que se respiraba en muchos sitios, así como la ayuda que algunos conventos prestaban a los carlistas, o la importancia que podía tener una futura desamortización”.

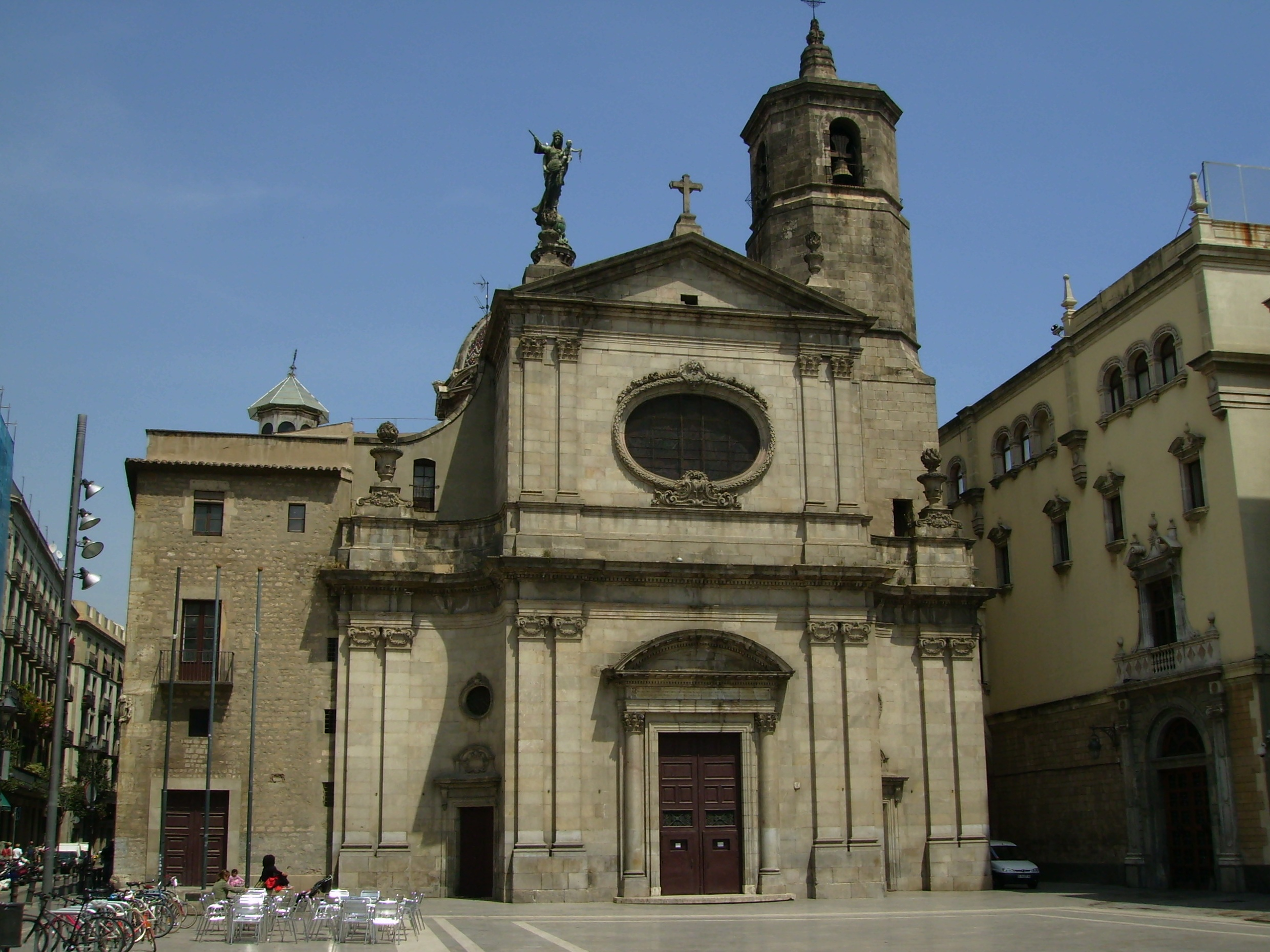
Basílica de la Merced de Barcelona en la actualidad.

Las repercusiones del motín anticlerical de Reus se extendieron por las comarcas de la provincia de Tarragona, y también llegaron a Barcelona, donde como en Reus existía un fuerte sentimiento anticlerical sobre todo entre las capas populares que eran las que estaban soportando el peso y la “sangre” de la guerra civil. En Barcelona fue un hecho trivial el que desencadenó el motín del 25 de julio. El público que asistía a una corrida de toros por el día de Sant Jaume comenzó a destrozar la plaza de la Barceloneta porque los astados habían resultado mansos y cuando acabó la corrida arrastró el sexto toro muerto por las calles de la ciudad, apedreando de paso los conventos de La Merced y de San Francisco.
Paralelamente otro grupo quemó la caseta de los consumos y a continuación dirigidos por el conocido liberal Manuel Rivadeneyra intentaron atacar el convento de San Francisco, pero solo consiguieron quemar las puertas. Ya entrada la noche varios grupos incendiaban seis conventos —también fueron atacados otros edificios religiosos, pero sin llegar a ser incendiados, como en el caso del seminario de San Vicente de Paul, donde frailes y seminaristas consiguieron hacer frente a los asaltantes con garrotes y armas de fuego—. Muchos frailes escaparon y fueron recogidos por el ejército y la milicia urbana que los trasladó al castillo de Montjuic, pero otros no lo consiguieron y 16 de ellos fueron asesinados. Ni el ejército ni la milicia urbana intervinieron ya que, según el historiador Antonio Moliner Prada, sus miembros simpatizaban más con los revoltosos que con los religiosos, e incluso algunos de ellos participaron en los alborotos.
Respecto a quiénes fueron los autores de la "bullanga" de Barcelona del día de Sant Jaume, no existe documentación judicial que permita identificarlos porque, a diferencia de la matanza de frailes en Madrid de 1834, ninguna persona fue juzgada tras el motín, y respecto a si detrás de los hechos hubo alguna sociedad secreta que los instigara o fue un movimiento espontáneo, los historiadores discrepan entre sí. Ana María García Rovira, por ejemplo, afirma que el movimiento fue espontáneo, aunque señala que destacados liberales, como el impresor y editor Manuel Rivadeneyra, participaron en la bullanga, intentando canalizar el malestar popular. Este mismo punto de vista es el que defiende Josep Fontana para quien parece claro que “un grupo de liberales, descontentos con el régimen del Estatuto Real, dejaron hacer, pensando que esta explosión de malestar popular podía resultar útil para acelerar la evolución política en su sentido avanzado”. Una línea similar es la que mantiene Juan Sisinio Pérez Garzón que destaca que en el amotinamiento participaron personas relevantes sectores sociales “que encauzan la ira popular” y al mismo tiempo fue “una acción colectiva de castigo y también de prevención contra unos frailes transformados en el imaginario popular como los únicos causantes de la guerra y de sus penalidades”. El mismo día del motín de Barcelona el gobierno del conde de Toreno decretaba la supresión de conventos con menos de doce religiosos profesos, coincidiendo con la opinión del diario liberal El Eco del Comercio: «el castigo de estos excesos por sí solo no basta [...] no puede fiarse exclusivamente en la represión, como no se ha podido fiar hasta el día. No hay [...] otro medio más eficaz que el de la pronta supresión de las comunidades religiosas».

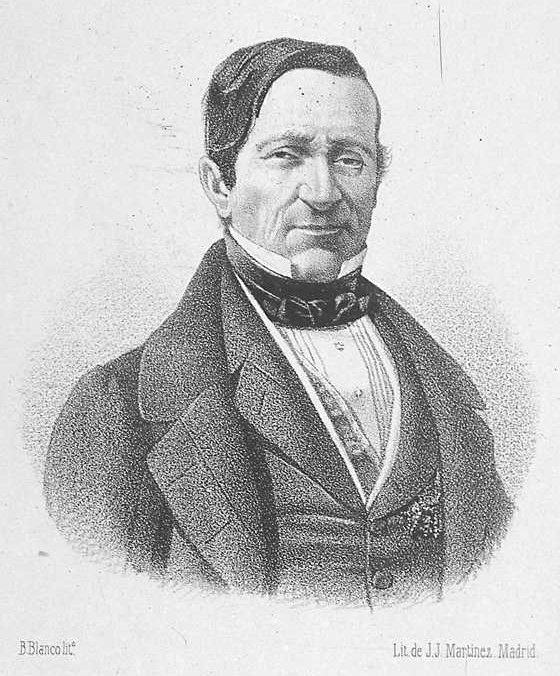
Manuel Llauder, capitán general de Cataluña cuando se produjeron las bullangas del verano de 1835

Tras el motín del 25 de julio y de la madrugada del 26 no volvió la calma a Barcelona. Uno de los responsables fue el capitán general Manuel Llauder que encrespó los ánimos del sector más radical de los liberales y de las capas populares cuando en una aparición fugaz en Barcelona publicó una proclama en la que amenazaba con castigar a los culpables de los asaltos a los conventos. El 5 de agosto los acontecimientos se precipitaron cuando el nuevo gobernador militar de Barcelona, el general Bassa, fue asesinado por unos amotinados, sin que la milicia urbana ni la tropa hicieran nada por defenderlo. Luego su cadáver fue arrojado desde un balcón, arrastrado por las calles y quemado. También fue destruida la estatua de Fernando VII que había erigido en la plaza del Palau el anterior capitán general, el conde de España y asimismo fueron quemadas las casetas de los consumos. Al día siguiente fue incendiada la fábrica El Vapor, instalada hacía poco en la calle de Tallers por la sociedad Bonaplata, Vilaregut, Rull y Cía. Parece que el incendio de la fábrica fue un acto de “ludismo”.

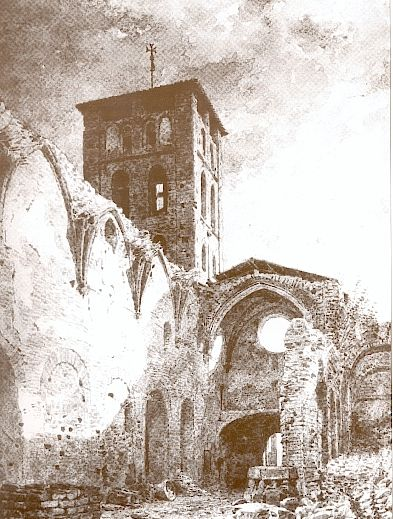
Iglesia del Monasterio de Santa Maria de Ripoll después de las "bullangas" del verano de 1835

Las "bullangas" se extendieron por toda Cataluña, en cuanto se tuvo noticia del motín de Reus primero y el de Barcelona, después. El de Reus se extendió por la provincia de Tarragona como en Valls, donde no se produjeron asesinatos porque lo impidió el alcalde con un destacamento de mozos de escuadra, o en Vilaseca, donde los ataques de la multitud se dirigieron contra los inmuebles pertenecientes al capítulo catedralicio de Tarragona y al arcediano de dicha población, que fueron saqueados el 6 de agosto. "Muchos religiosos abandonaron los conventos y se refugiaron en casas particulares o en el monte. Así consiguieron salvarse los frailes de Riudoms, los carmelitas y agustinos de La Selva, los franciscanos de Alcover y Escornalbou, los cartujos de Scala Dei y los cistercienses de Poblet. Sin embargo el día 23 de julio fue incendiado el convento de Riudoms, el 25 el de Scala Dei y días después el de Poblet”. En Tarragona el 27 de julio fue atacado el arzobispo Echanove que consiguió escapar en un barco a Mallorca, donde no fue bien recibido, refugiándose finalmente en Mahón.
En cuanto a la repercusión del motín de Barcelona, en los días siguientes fueron asaltados e incendiados otros conventos de Cataluña, "como el de los capuchinos de Sabadell, Mataró, Arenys de Mar y Villafranca del Panadés, los de los jerónimos de El Valle de Hebrón y el de Murtra, el de carmelitas descalzos de Cardó, así como las cartujas de Montalegre y Scala Dei, los benedictinos de San Cugat y Santa María de Ripoll y los cistercienses de Poblet y Santes Creus. Tampoco se libró el monasterio de Montserrat de ser saqueado tras haberlo abandonado los monjes el 30 de julio”. “En total fueron asesinados 22 religiosos y 8 sacerdotes seculares, que sumados a los asesinados anteriormente en Reus y Barcelona ascienden a 67”.

### Exclaustración y desamortización

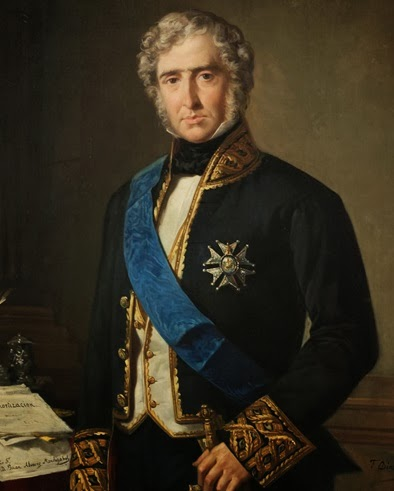
Juan Álvarez Mendizábal.

Como consecuencia de las revueltas liberales y de los motines anticlericales del verano de 1835 la regente María Cristina de Borbón-Dos Sicilias se vio obligada a destituir al conde de Toreno en la presidencia del consejo de ministros y a sustituirlo en septiembre por el liberal progresista Juan Álvarez de Mendizábal, cuyo gobierno suprimió las órdenes religiosas y se incautó y vendió sus bienes en la desamortización que lleva su nombre.
Previamente el gobierno del conde de Toreno ya había aprobado la Real Orden de Exclaustración Eclesiástica de 1835 (25 de julio) por la que se suprimían todos los conventos en los que no hubiera al menos doce religiosos profesos. Ya bajo el gobierno de Mendizábal se precisó (11 de octubre) que solo subsistirían ocho monasterios en toda España. Finalmente, el 8 de marzo de 1836, apareció un nuevo decreto que suprimía todos los conventos de religiosos y un año después se dictó otro más (29 de julio de 1837) que hacía lo propio con los conventos femeninos.
Así relató A. Fernández de los Ríos veinte años después la exclaustración que dirigió en Madrid Salustiano de Olózaga:

La operación se hizo con suma facilidad: la mayor parte de los frailes estaban provistos de vestidos profanos, y pocos pidieron compañía para salir de los conventos, de los cuales se marcharon con la presteza de quien anticipadamente tuviera dispuesta y organizada la mudanza. A las once de la mañana, todos los alcaldes habían dado parte de haber cumplido el primer extremo de su misión, el de desocupar los conventos: don Manuel Cantero, que ejercía las funciones de alcalde, era el único de quien nada se sabía. Olózaga le escribió estas líneas: "Todos han dado ya parte de haber despachado menos Vd.". Cantero contestó: "Los demás sólo han tenido que vestirlos; yo tengo que afeitarlos. Cantero tenía razón: en su distrito había ciento y tantos capuchinos de la Paciencia.

Julio Caro Baroja ha llamado la atención sobre la figura del viejo fraile exclaustrado, pues a diferencia del joven que trabajó donde pudo o se sumó a las filas carlistas —o la de los milicianos nacionales—, vivió "soportando su miseria, escuálido, enlevitado, dando clases de latín en los colegios, o realizando otros trabajillos mal pagados".
Así pues, como ha señalado Julio Caro Baroja, además de las económicas, la supresión de las órdenes religiosas, tuvo unas "consecuencias enormes en la historia social de España". Caro Baroja cita al liberal progresista Fermín Caballero quien en 1837, poco después de la exclaustración, escribió:

La extinción total de las órdenes religiosas es el paso más gigantesco que hemos dado en la época presente; es el verdadero acto de reforma y de revolución. A la generación actual le sorprende no hallar por parte alguna las capillas y hábitos que viera desde la niñez, de tan variadas formas y matices como eran multiplicados los nombres de benitos, gerónimos, mostenses, basilios, franciscos, capuchinos, gilitos, etc., ¡pero no admirarán menos nuestros sucesores la transformación, cuando tradicionalmente sólo por los libros sepan lo que eran los frailes y cómo acabaron, y cuando para enterarse de sus trajes tengan que acudir a las estampas o a los museos! ¡Entonces sí que ofrecerán novedad e interés en las tablas El diablo predicador, La fuerza del sino y otras composiciones dramáticas en que median frailes!"

Donde también se pueden apreciar las consecuencias sociales de la desamortización fue en el cambio del aspecto exterior de las ciudades, que fue "laificado" —término empleado por Julio Caro Baroja—. Madrid, por ejemplo, gracias a Salustiano de Olózaga gobernador de la capital que mandó derribar diecisiete conventos, dejó de estar "ahogada por una cadena de conventos".
En cuanto se consiguieron los objetivos programados por los liberales en materia religiosa —exclaustración de los regulares y desamortización de sus bienes— se cerró el "ciclo anticlerical" iniciado con la matanza de frailes en Madrid de 1834. Hasta principios del siglo XX no volvería a aparecer la violencia anticlerical en España.

## La Restauración (1875-1931)

### El anticlericalismo republicano

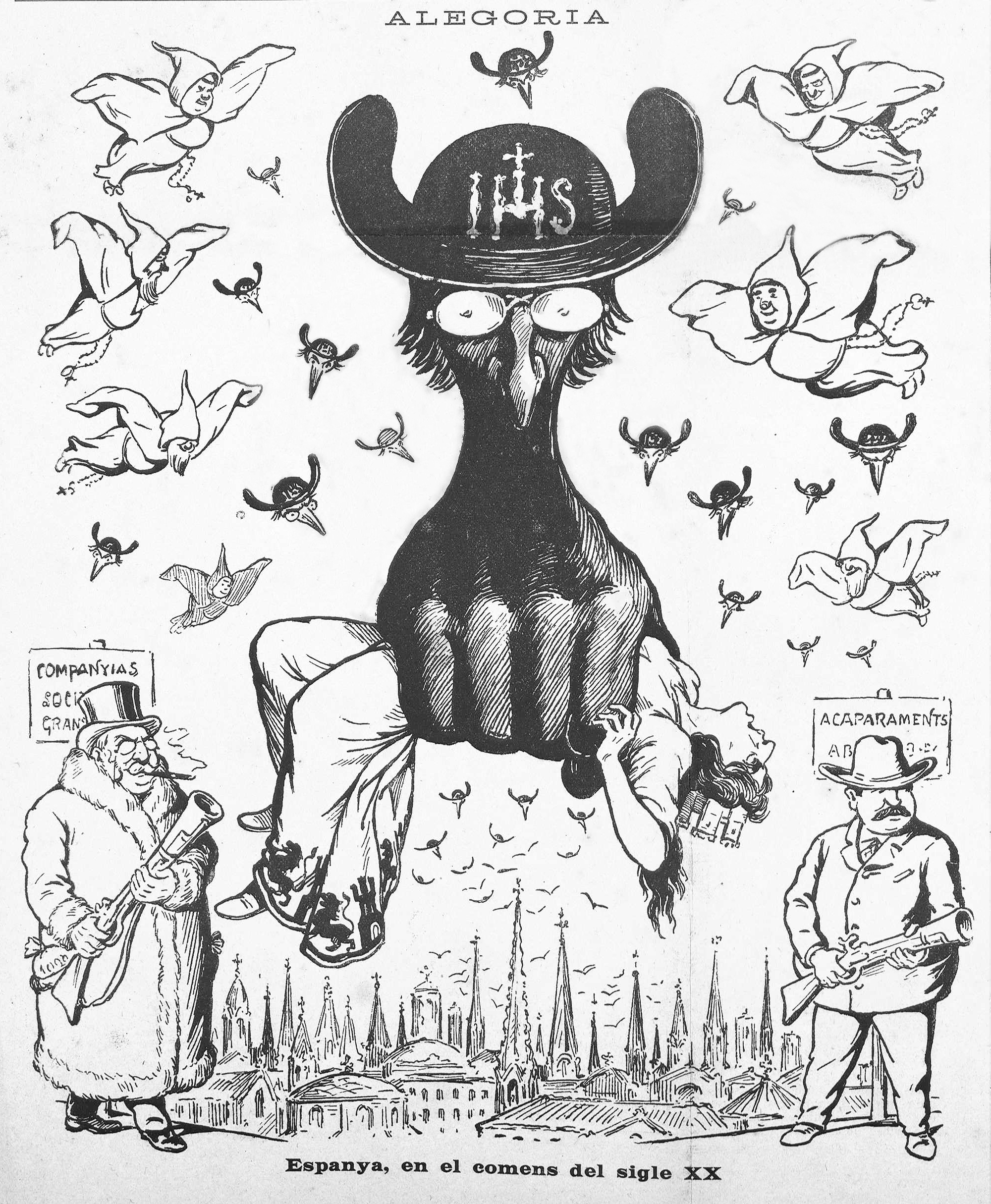
Ilustración en la revista barcelonesa La Campana de Gracia (1901)

El principal representante del anticlericalismo republicano fue el semanario satírico El Motín, fundado por José Nakens, cuyo primer número salió a la calle el domingo 10 de abril de 1881, aprovechando la mayor libertad de prensa que había traído consigo el nuevo gobierno liberal encabezado por Práxedes Mateo Sagasta, después de seis años de gobierno de los conservadores de Antonio Cánovas del Castillo. Inicialmente El Motín era una modesta publicación de cuatro páginas, cuyos objetivos eran la defensa de la unidad de los republicanos en un único partido y la lucha contra el conservadurismo y el clericalismo, con la sección "Manojo de flores místicas" que se justificaba así: «Jesucristo arrojó a latigazos a los mercaderes del templo; nosotros, pecadores humildes, trataremos de imitarse, fustigando semanalmente a los que se olvidan de su ley». Fue esta sección, de cuyas noticias se hicieron ediciones en libros —el primero titulado Espejo moral de clérigos. Para que los malos se espanten y los buenos perseveren—, la que hizo famoso al semanario. Algunos sectores republicanos lo criticaron porque pensaban que su anticlericalismo virulento —como el de Las Dominicales del Libre Pensamiento— perjudicaba a la causa de la República —criticaban sus "burlas de mal gusto" y su insistencia en los relatos de amores ilícitos entre "clérigos lujuriosos y amas rollizas"—. Fundamentalmente por esta causa, a comienzos del siglo XX apenas se leía. Nakens lo atribuyó a la "incomprensión" de los republicanos que no entendían que su objetivo era "quitarle autoridad al clero para que no pudiera valerse de ella en beneficio de D. Carlos". "¡Valiente cosa me importa a mí que los curas tengas amas, y éstas chiquillos, ni que falten al mandamiento que sigue al quinto con las feligresas que se presten a ello!", le explicó a Luis Bonafoux por esas fechas.
A lo largo de toda su trayectoria El Motín y el más serio y cosmopolita Las Dominicales del Libre Pensamiento sufrieron numerosos procesos por presuntos delitos de imprenta que le supusieron multas, encarcelamiento de varios directores legales y de repartidores del periódico; es más, diversos obispos dictaron no menos de 47 excomuniones contra sus redactores -—que a su vez excomulgaron a los obispos en nombre de "Fray Motín, obispo de la religión del Trabajo en la diócesis del Sentido Común"—.
A partir de 1908, gracias al prestigio obtenido por Nakens durante el período que pasó en prisión por de "encubrir" a Mateo Morral que había atentado contra los reyes y durante el cual denunció las condiciones infrahumanas en que vivían los presos, el periódico vivió un período de esplendor alcanzado tiradas de más de 20.000 ejemplares y multiplicando su tamaño —en 1910 llegó a las dieciséis páginas—. Sin abandonar en absoluto su republicanismo, durante esta etapa El Motín acentuó su anticlericalismo en un momento en que la cuestión religiosa estaba en el primer plano de la vida política española por los sucesos de la Semana Trágica y por la Ley del Candado propuesta por el gobierno liberal de José Canalejas.
Esto le acarreó de nuevo problemas con la justicia especialmente a causa de dos caricaturas. En la primera se veía una imagen de Cristo en la cruz mientras a su lado un obispo, un jesuita y un fraile se atracaban de gallinas compradas con los estipendios de las misas y los responsos —con la leyenda «El que trajo las gallinas y los que se las comen»—. En la segunda —que llevaba el lema «¡Santa Familia!»— un sacerdote sostenía el biberón que una señora estaba a un punto de dar a un bebé. Fue denunciado por un jesuita y condenado por ofensas a la moral católica, lo que constituía una auténtica sorpresa pues en los treinta y un años de vida de El Motín nadie había denunciado sus caricaturas. En 1914 fue denunciado de nuevo y condenado por injurias a un clérigo. Respondió con la publicación de un Almanaque de la Inquisición que recogía autos de fe y láminas con las torturas que aplicaba el Santo Oficio, "ese monstruoso tribunal creado, apoyado y defendido por la Iglesia católica, para acumular riquezas, satisfacer venganzas e imponerse a los pueblos por el terror", como se decía en el Almanaque. También publicó un Almanaque cómico del carlismo para los años 1914 a 1999 que fue respondido por los carlistas con la colocación de un petardo en el pasillo de la administración de El Motín.
Sin embargo, El Motín empezó a perder lectores, según el historiador Manuel Pérez Ledesma, a causa de la "monotonía del semanario —dedicado en gran medida a reproducir artículos antiguos y a copiar textos de otros periódicos— y [a] su falta de atención a la actualidad". En un número extraordinario publicado en enero de 1923 en homenaje a Nakens apareció una "Sonata en on" de Luis de Tapia que decía:

Yo admiro a Nakens / por su tesón...

Porque es un yunque / su corazón...

[...] Porque cumplida / su obligación,

irá al sepulcro / sin confesión...

El periódico dejó de publicarse tras la muerte de Nakens el 12 de septiembre de 1926, aunque tres meses después su hija, Isabel, que había sido su principal colaboradora en los últimos años, volvió a publicar El Motín con el título Reflejos de «El Motín», que subtituló "semanario literario" para burlar la censura de la dictadura de Primo de Rivera, aunque su finalidad estaba clara: "hoy, como ayer, este periódico es y será siempre de prounión republicana y anticlerical de todas las religiones". De hecho desde el periódico promovió una caja benéfica prolaicismo para premiar a quienes sustituyeran los ritos católicos del bautizo, la boda o el entierro por otros civiles. El periódico tuvo que cerrar en junio de 1929 por problemas económicos y la despedida consistió en el envío a los suscriptores de un antiguo número de El Motín.
También hay que señalar la revista Sin Dios (1932) y Fray Lazo. Semanario anticlerical cortésmente desvergonzado (1930-1932) y la colección de libros Biblioteca de los Sin Dios dirigida y escrita por Augusto Vivero y formada por 24 cuadernos de treinta y dos páginas sumamente irrespetuosos, de los cuales fueron denunciados el 2, 3, 11 y 15.

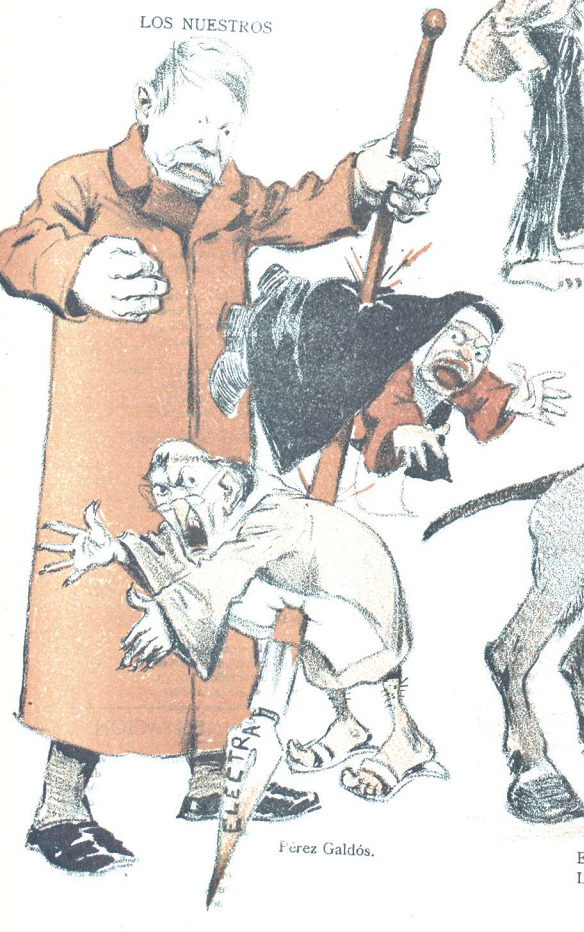
Caricatura en la revista madrileña Don Quijote, donde se representa a Galdós ensartando con una pluma-lanza —denominada «Electra»— a un clérigo y una monja.

En el teatro cabe destacar el escándalo surgido con motivo del estreno de Electra por Benito Pérez Galdós en el Teatro Español de Madrid, de forma que la pieza se convirtió en el estandarte de los anticlericales, quienes llegaron a pasear a Galdós a hombros, como si de un antipapa se tratara y la prensa liberal habló de él como de "un héroe legendario... que ha iniciado la libertad"; así se comentaba el estreno de la pieza el 30 de enero de 1901 en El Heraldo de Madrid:

«Los clericales, los ultramontanos, captan las conciencias, amenazan las honras, absorben la riqueza, perturban los hogares, entristecen la vida, desvían la juventud, muestran el amor de la familia como pecado, enseñan a la mujer que su enemigo es el hombre, en negación nefanda de la Naturaleza; corrompen la moral, elevando la mentira a sistema de conducta social; proclaman el principio siniestro de que el fin justifica los medios, dirigen al gobierno por el sendero de la coacción y de la fuerza, arrojan en nuestro suelo ensangrentado las semillas de la guerra civil, hacen de España la terrible excepción de Europa, la dolorosa excepción negra.»

Esta pieza, acaso el mayor éxito dramático de su autor, al cabo le reportaría el rechazo del sector tradicional del poder político mediante su apartamiento de la candidatura al premio Nobel de Literatura. La "inspiración anticlerical de la obra que, al parecer, partía de las ideas que había propuesto Canalejas frente al gobierno Silvela un año antes" era principalmente regeneracionista, con una heroína que echaba por tierra siglos de oscurantismo y fanatismo, y no solo fue del gusto del público, sino que supuso una auténtica bomba teatral. El estreno de Electra estuvo rodeado además por circunstancias de orden internacional que ayudaron a convertirlo en un escándalo: en aquellos años se discutía en el parlamento francés la ley de asociaciones que iba a producir una avalancha hacia España de congregaciones católicas expatriadas de suelo galo (una especie de segunda invasión francesa que en círculos liberales despertaba tanto o más pánico que el producido por la Guerra de Independencia Española en la médula del pueblo español).

### El anticlericalismo en el movimiento obrero
Según el historiador italiano Gabriele Ranzato, «en ningún otro país de la Europa occidental se mostraba la Iglesia tan insensible a las aspiraciones de emancipación de las clases populares, tan aferrada a una visión del mundo basada en jerarquías sociales inmutables, tan obstinada en oponer sus obras de caridad a las "pretensiones" y a los derechos de los trabajadores, tan incapaz de hacer frente a aquel proceso de "apostasía de las masas" que desde hacía tiempo iba redimensionando su ascendiente sobre el pueblo».
El anticlericalismo “popular” tenía como protagonistas también a los obreros, lo que preocupó al líder socialista Pablo Iglesias en un momento en que se oponía al pacto del PSOE con los republicanos. Así lo explicó en 1902:

Para un verdadero socialista el enemigo principal no es el clericalismo sino el capitalismo… Esto no obsta para que los socialistas hagan todo lo que puedan contra la preponderancia del clericalismo, que ha venido a ser, más o menos voluntariamente, según los países, un poderoso auxiliar de las clases explotadoras. (…) [Pero] excitar al proletariado a que dirija su actividad y su energía contra los clericales antes que contra los patronos es el error más grave de que pueden ser víctimas los que aspiran a terminar con la explotación humana

La críticas al clero que aparecen en la prensa obrera puede agruparse en tres grandes grupos de argumentos: la función ideológica de la Iglesia al servicio de los grupos sociales dominantes al propugnar una moral conformista; el “oscurantismo” del clero contrario al progreso; y la “traición al Evangelio” de sus conductas.
El primer grupo de argumentos referidos a la función ideológica de la Iglesia al servicio de las clases dominantes al defender una moral conformista, de obediencia y de inacción, a cambio de la promesa de la felicidad en la otra vida, con lo que se favorece el mantenimiento de su situación de explotación, responde a la idea de Karl Marx de la religión como “opio del pueblo”. Así la Iglesia enseña “la paciencia, el perdón de las ofensas e injurias y la conformidad con los males anejos a esta vida y a la diferencia de clases y condiciones”, para lograr, según el periódico Acción Libertaria de 1910, una masa “creyente y humillada, respetuosa y obediente, ignorante y gregaria”, tal como quieren los privilegiados. En esta misma línea se expresaba el periódico Bandera Social veinticinco años antes, en 1885:

La moral del cura, toda su misión es infundir en los hijos del pueblo el desprecio de los bienes materiales que ven disfrutar a los satisfechos, el desprecio a la imprescindible satisfacción de sus necesidades humanas. Y todo esto con el fin de ofrecerles al cielo y que, como legado de miseria, queden muertos para sí y para los goces de la tierra.

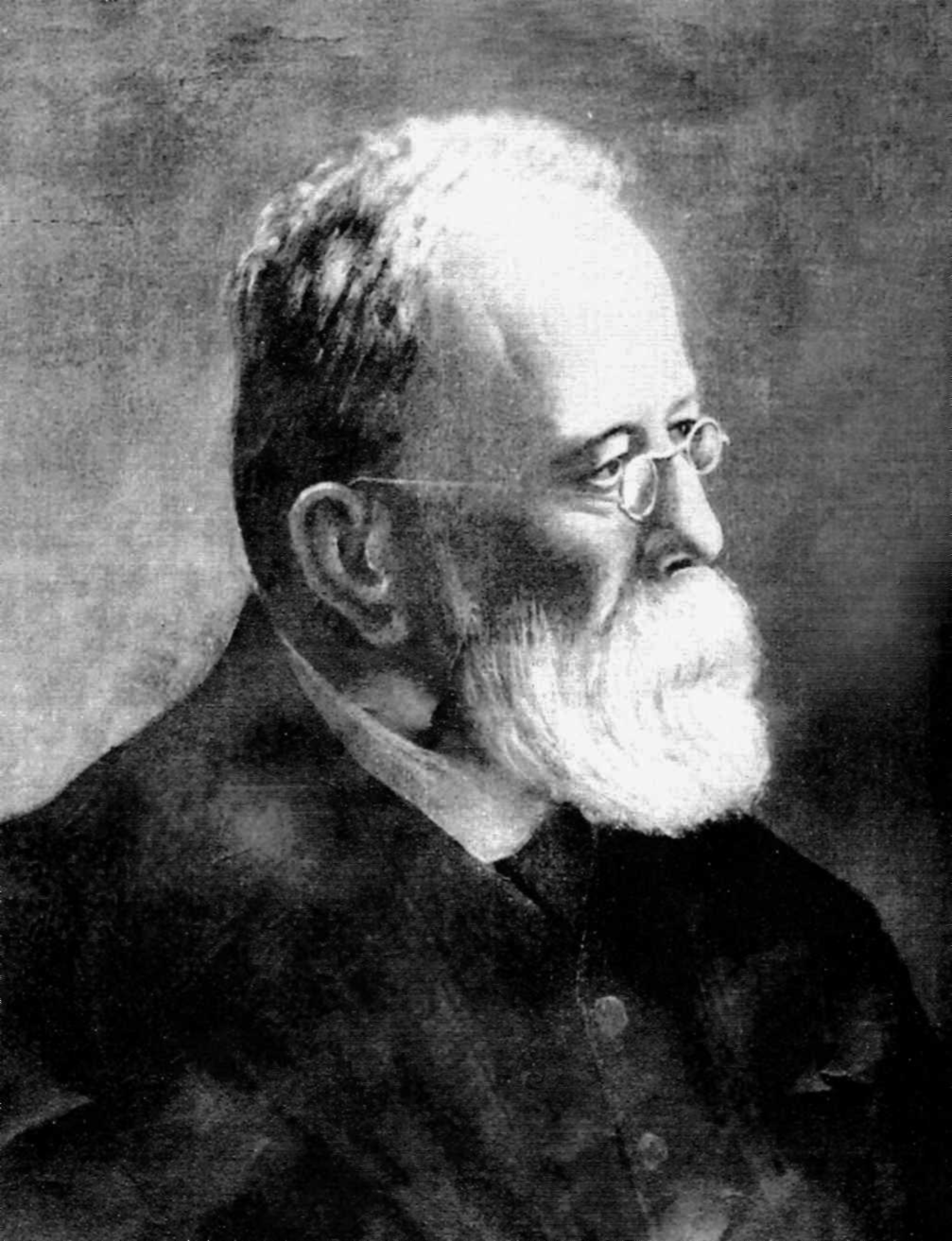
Anselmo Lorenzo (1841-1914), líder histórico del anarquismo en España, afirmó que «la fe es insostenible, decae cada día ante las demostraciones de la ciencia».

El segundo grupo de argumentos, referidos al “oscurantismo del clero”, presentan a la religión como producto de la ignorancia y del miedo (“la fe es insostenible, decae cada día ante las demostraciones de la ciencia”, afirma Anselmo Lorenzo) y al clero como contrario al progreso por lo que aparece en chistes, grabados o sueltos satíricos como “intolerante, fanático, brutal, ignorante, falto de higiene, embaucador, ‘cavernícola’”. Y para demostrar que la religión es solo producto de la superchería es muy frecuente la alusión a la “ineficacia de la protección divina”. Así se relatan una y otra vez todo tipo de accidentes o desgracias padecidas en lugares sagrados o en peregrinaciones, rogatorias o procesiones. Como concluía el periódico El Motín “o no hay protección divina o los curas no se ocupan de pedirla”.
El tercer grupo de argumentos, la “traición al Evangelio”, es el más abundante en la literatura anticlerical. En los grabados o en los textos se denuncian los “vicios” del clero contrarios a las “virtudes” que enseña el Evangelio y que fue la práctica de los primeros cristianos. La riqueza frente a la pobreza, la lujuria frente a la castidad, la hipocresía frente a la sinceridad, la soberbia frente a la humildad, etc, es decir, la enumeración de los vicios del clero coincide prácticamente con los pecados capitales enumerados por la moral cristiana. Así se puede leer en El Motín en 1891 que “la avaricia es el vicio capital del clero, por más que la lujuria y la soberbia le disputen encarnizadamente el dominio, y la ira, la gula, la envidia y la pereza procuren lo mismo”. Así pues se critica al clero desde el punto de vista de la moral cristiana tradicional, lo que no deja de ser contradictorio porque ante un cura con fama de “virtuoso” y amigo de los pobres, los anticlericales se quedaban sin argumentos. “Importaba, pues, más la ética cristiana de la persona del cura que la función política, social, ideológica o el peso económico de la institución eclesiástica en su conjunto”
En este último grupo de argumentos era habitual presentar a Cristo como contrafigura del clérigo inspirándose en un relato muy leído por los anticlericales, Cristo en el Vaticano de Víctor Hugo, que “presentaba al fundador de la religión entrando en el palacio papal, al principio confuso e incrédulo y luego indignado ante el esplendor que rodeaba a sus sucesores”. “Jesús era de los nuestros” escribía A. de Lezama en el primer número del periódico anticlerical Fray Lazo en 1931, porque, al contrario de los curas actuales, fue “un hombre, todo un hombre de pasiones violentas” que se reunía con prostitutas y gente humilde, que expulsaba a los mercaderes del templo y se negaba a entrar en mansiones opulentas; que no se hagan ilusiones los frailes, “Jesús nos pertenece a nosotros por completo”.
De los “pecados capitales” atribuidos a los clérigos hay dos que sobresalen sobre los demás: la avaricia y, sobre todo, la lujuria. En cuanto al primero, los clérigos son presentados como unos egoístas sin escrúpulos a la hora de acumular riquezas. Es el “oficio más descansado y lucrativo en España” se dice en un folleto y las imágenes lo representan “como un individuo gordo y lustroso, rodeado de joyas o sacos de dinero que oculta mientras predica la caridad o pide limosna”. En cuanto al segundo, era “el tema preferido de las publicaciones anticlericales: curas que viven maritalmente con sus amas y tienen hijos con ellas (a veces con más de una), confesores que acarician lascivamente a las devotas, clérigos docentes que atentan contra el pudor de los niños, capellanes que gozan de una vida orgiástica en los conventos… son historias que encontramos repetidas una y otra vez, hasta convertirse en una verdadera obsesión”.
En muchas ocasiones en las críticas a la vida sexual de los clérigos lo que hay detrás es la “envidia” al acceso privilegiado que tienen a las mujeres, singularmente a través del confesionario, que los varones normales no poseen. Y sobre todo al acceso que tienen a los conventos de monjas vedados para los laicos donde viven los objetos eróticos más deseados en una sociedad católico-machista: las novicias. No es casualidad que en la demagogia lerrouxista se las sitúe como objetivo: “levantemos el velo de las novicias y elevémoslas a la categoría de madres”. Tampoco es casualidad que en los asaltos a los conventos, donde parece que nunca se llegó a violar monjas, se profanaban los cementerios buscando fetos (la “prueba” de la “lujuria” de los clérigos) o se hurgara en los armarios buscando ropa interior o perfumes sofisticados.
En cuanto a la violencia anticlerical esta hasta la Revolución de Asturias de 1934 y la guerra civil de 1936-1939 se centró, no en las personas de los clérigos, sino en los edificios religiosos que eran sistemáticamente incendiados. Se trataba de una violencia simbólica a la que se aplicaba la misma norma que la de la Iglesia a los herejes: la hoguera, el fuego purificador. Así por ejemplo en un número de La Traca refiriéndose a la quema de conventos de 1931 se decía: “esas inmundas madrigueras, albergue de vagos, focos de sensualidad, centros de vicio y corrupción, tiempo ha que debieron ser desalojadas, desinfectadas y convertidas en escuelas”. La escuela, “templo” de saber, se oponía a la iglesia.
Del análisis de los textos y grabados anticlericales de la prensa obrera, “de ningún modo puede resultar satisfactoria una explicación del anticlericalismo en función de meros intereses socioeconómicos o porque se viese en la Iglesia de una manera mecánica el órgano ideológico de las clases dominantes. Se detectan fuertes actitudes cristianas en el anticlericalismo, así como una necesidad de nuevos dogmas tan excluyentes e intolerantes como los de la Iglesia Católica. Se respira también rigor ético según las pautas más tradicionales. Ambas cosas, dogmatismo y puritanismo, explican quizá el radicalismo —la imposibilidad de transacción con el cura— y la persistencia de este tipo de actitudes. En definitiva, y por último, encontramos una base psicológica machista al conjunto de esta actitud”.

### La Semana Trágica (1909)
El 9 de julio de 1909 los obreros españoles que trabajaban en la construcción de un ferrocarril que uniría Melilla con las minas de Beni Bu Ifrur fueron atacados por los cabileños de la zona que se oponían a la penetración extranjera (cuatro obreros murieron). A consecuencia de este incidente, que constituirá el inicio de la guerra de Melilla, el Gobierno de Antonio Maura decretó el envío de varias unidades militares para acabar con la rebelión y asegurar el control de la "zona de influencia" española en el norte de Marruecos. Al publicarse el 10 de julio la orden de movilización, que incluía a los reservistas de los cupos de 1903 a 1907 —muchos de ellos casados y padres de familia—, se sucedieron las protestas en forma de artículos en la prensa, de mítines y manifestaciones, que en muchas ocasiones fueron prohibidos por el gobierno, y en algunas localidades se vivieron momentos de tensión con motivo de la salida de las tropas.
En Barcelona cuando en la tarde del domingo 18 de julio se procedía al embarque del batallón de Cazadores de Reus la tensión estalló. Algunos soldados arrojaron al mar los escapularios y medallas que varias aristócratas barcelonesas les habían entregado antes de subir al vapor militar Cataluña, mientras hombres y mujeres gritaban desde los muelles:

¡Abajo la guerra! ¡Que vayan los ricos! ¡Todos o ninguno!

La policía tuvo que hacer varios disparos al aire y detuvo a varias personas. Las protestas aumentaron en los días siguientes cuando llegaron noticias de que se habían producido gran número de bajas entre los soldados españoles enviados a Marruecos. El gobernador civil de Barcelona, Ángel Ossorio y Gallardo, prohibió la reunión de Solidaritat Obrera que iba a celebrar el sábado 24 de julio para aprobar la propuesta de ir a una huelga general, por lo que fue un Comité de Huelga clandestino el que fijó un paro de 24 horas para el lunes 26 de julio, el cual degenerará en la Semana Trágica.

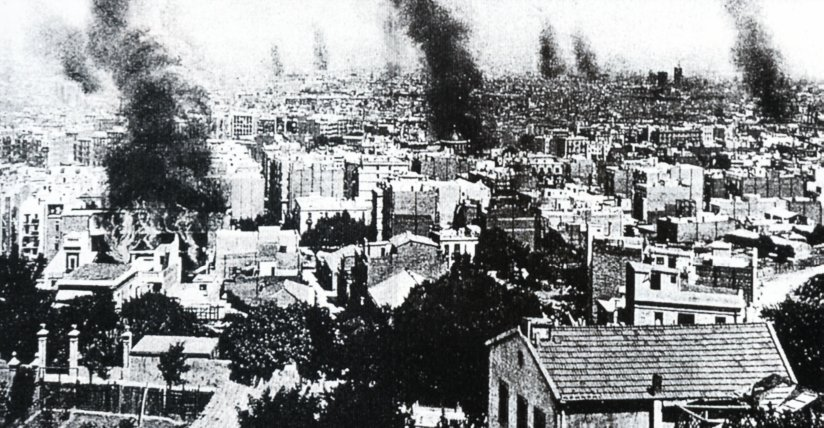
Barcelona se convirtió en la ciudad quemada durante la Semana Trágica (1909).

En Barcelona la huelga se inició el lunes 26 de julio en los barrios periféricos, donde se encontraban la mayoría de las fábricas. Allí se quemaron las casetas donde se cobraban los odiados consumos. Después los obreros se trasladaron al centro de la ciudad donde se produjeron disturbios cuando intentaron detener por la fuerza los tranvías y obligaron a cerrar los comercios y los cafés. Por la tarde se generalizaron los disturbios y Barcelona quedó paralizada, sin gas y sin luz, sin periódicos, e incomunicada con el exterior por ferrocarril, por telégrafo o por teléfono. Una manifestación encabezada por mujeres y niños fue disuelta a tiros en el Paseo de Colón, frente al edificio de la Capitanía General. A partir de entonces la revuelta se transformó en insurrección. Sin embargo, ningún dirigente republicano, ni lerrouxista ni del Centre Nacionalista Republicà, quiso asumir la dirección de la misma. A medianoche ardió el primer edificio religioso, el Patronato Obrero de San José, en Pueblo Nuevo, regentado por los hermanos maristas. La huelga y la revuelta se extendieron a muchas localidades catalanas, especialmente de las provincias de Barcelona y Gerona, y en algunas de ellas se incendiaron edificios religiosos y se produjeron todo tipo de disturbios.
El martes 27 de julio, se levantaron cientos de barricadas en Barcelona y varias armerías fueron asaltadas para proveerse de pistolas y fusiles. La violencia se dirigió contra las iglesias y las propiedades eclesiásticas, especialmente los conventos, los colegios y los patronatos de las órdenes religiosas. En el espacio de pocas horas ardieron muchos edificios religiosos. En algunos casos los frailes y las monjas y los bienes fueron respetados, pero en la mayoría los incendiarios se lanzaron al saqueo y al pillaje y se quemaron muebles y enseres. El cura párroco de Pueblo Nuevo murió asfixiado en el sótano de su iglesia donde se había refugiado. También se profanaron los cementerios de algunos conventos. El punto culminante de la violencia anticlerical se produjo durante la “noche trágica” del martes al miércoles en la que ardieron veintitrés edificios en el centro de la ciudad y ocho conventos en la periferia, y muchos religiosos sufrieron insultos y escarnios, como una monja anciana que fue obligada a desnudarse para cerciorarse de que no ocultaba nada entre los hábitos. En los incendios y en los disturbios tuvieron una participación muy destacada obreros y jóvenes militantes y dirigentes de segunda fila del Partido Republicano Radical de Alejandro Lerroux (que en esos momentos estaba exiliado), una de cuyas señas de identidad era el violento anticlericalismo.

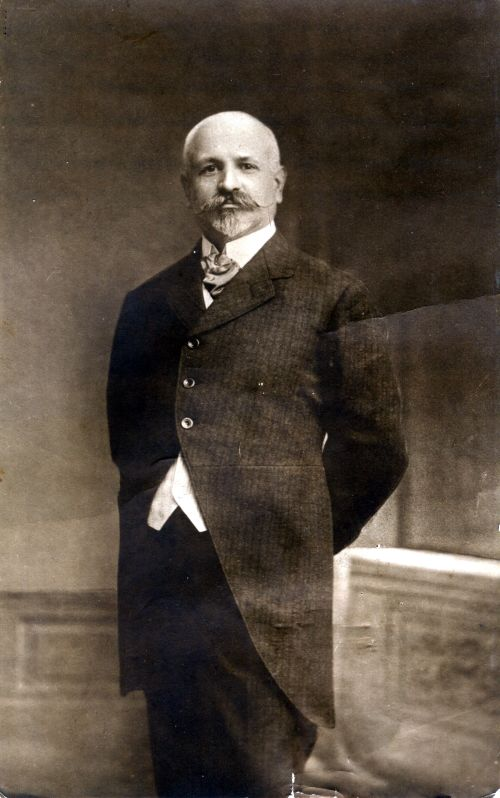
Francisco Ferrer Guardia.

El miércoles 28 de julio Barcelona amaneció con numerosas columnas de humo procedentes de los edificios religiosos asaltados e incendiados y a lo largo del día continuó la violencia anticlerical y los tiroteos entre los insurgentes y las fuerzas de orden público. No obstante este día llegan los primeros refuerzos militares, provenientes de Zaragoza y de Valencia, a los que se les hizo creer que iban a reprimir un movimiento “separatista”.
Entre el jueves, 29 de julio, y el domingo, 1 de agosto, unos 10.000 soldados fueron ocupando la ciudad de Barcelona, mientras la moral de los insurgentes iba cayendo a medida que eran conscientes de que la rebelión no estaba siendo secundada en el resto de España. Entre el viernes y el sábado la ciudad fue recuperando poco a poco la normalidad excepto en los barrios de San Andrés y de Horta, donde continuaron los tiroteos y donde se produjeron los últimos incendios y saqueos de conventos y de colegios religiosos. El domingo volvieron a publicarse los periódicos. El lunes 2 de agosto los obreros barceloneses, a los que la patronal les prometió que cobrarían el salario de la semana como si nada hubiera ocurrido, volvieron al trabajo. En otras localidades catalanas la completa normalidad no se recuperó hasta el jueves 5 de agosto.
En los disturbios de la ciudad de Barcelona hubo 78 muertos (72 civiles, 3 militares y 3 eclesiásticos), medio millar de heridos y 112 edificios incendiados (de estos, 80 eran edificios religiosos). El gobierno Maura inició de inmediato una represión durísima y arbitraria. Se detuvo a varios millares de personas, de las que 2000 fueron procesadas, resultando 175 penas de destierro, 59 cadenas perpetuas y 5 condenas a muerte. El más conocido de todos ellos fue Francisco Ferrer Guardia, pedagogo anarquista cofundador de la Escuela Moderna, a quien se culpó de ser el instigador de la revuelta siguiendo la acusación formulada en una carta remitida por los obispos de Barcelona. Su fusilamiento en octubre desencadenó una amplia repulsa hacia Maura en España y en toda Europa. El rey Alfonso XIII, alarmado por estas reacciones tanto en el exterior como en el interior de España, cesó a Maura y lo sustituyó por el liberal Segismundo Moret.

## La Segunda República y la Guerra Civil (1931-1939)

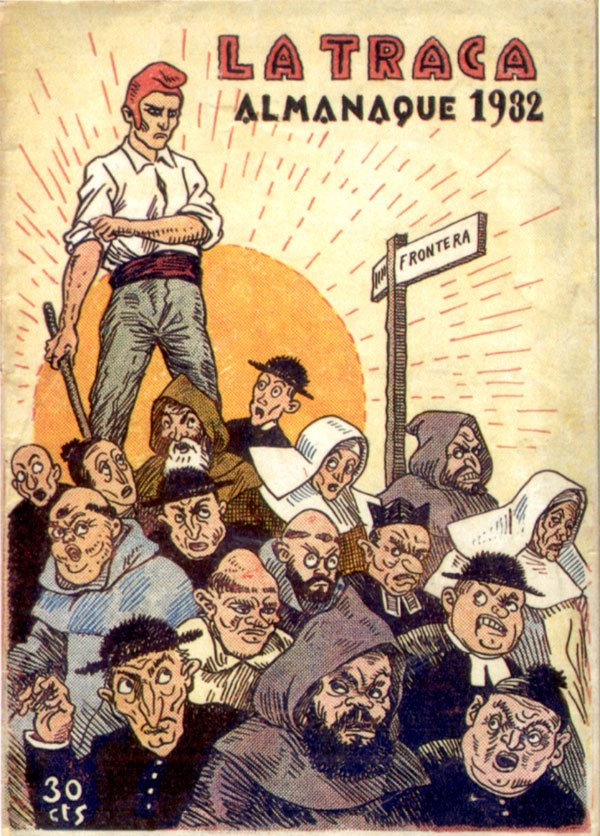
Portada del Almanaque 1932 de la revista satírica La Traca publicado nada más aprobarse la Constitución de 1931 en la que se declaraba el carácter laico del Estado

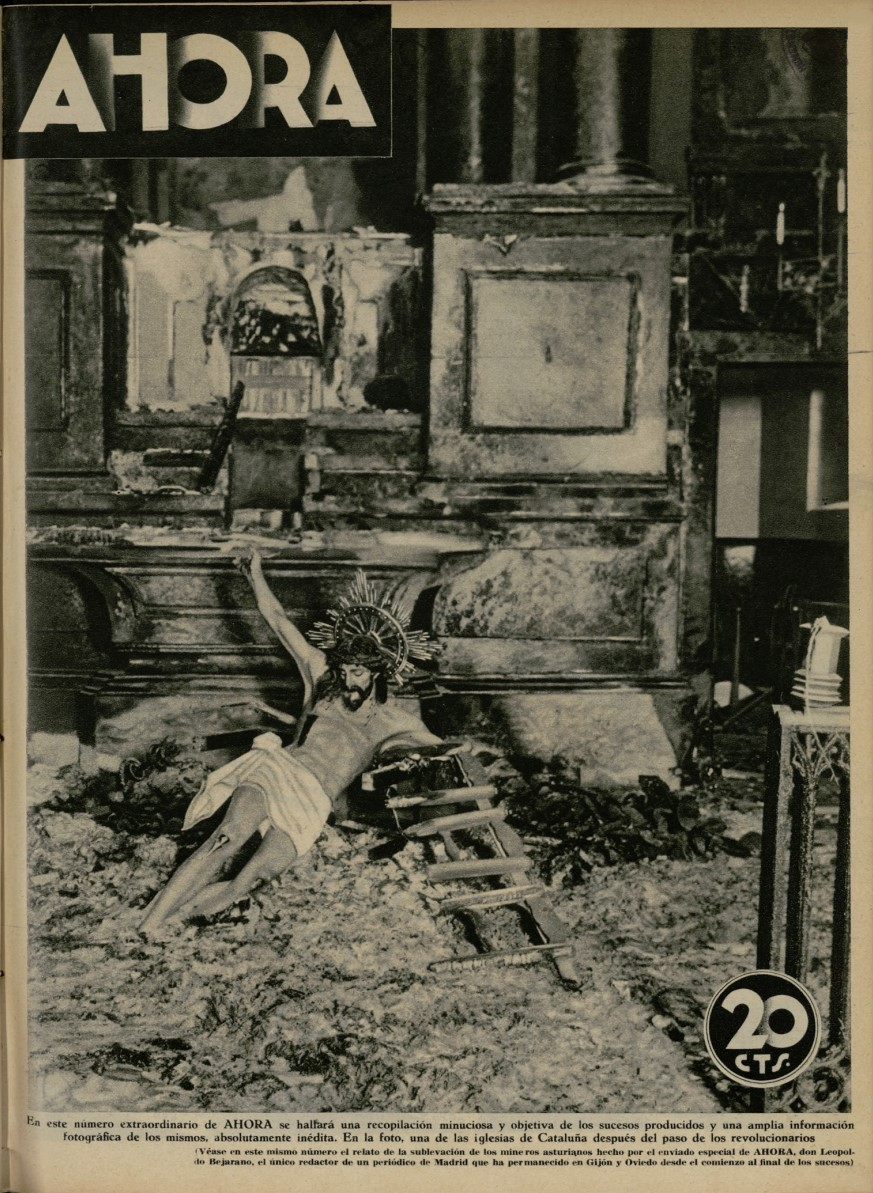
Portada del diario Ahora mostrando una iglesia catalana quemada en 1934.

### La quema de conventos de 1931
Las primeras decisiones del Gobierno Provisional de la Segunda República Española sobre su proyecto de secularización del Estado fueron muy moderadas, en sintonía con la decisión de poner a su frente al católico liberal Niceto Alcalá Zamora. Al día siguiente de la proclamación de la Segunda República Española el 14 de abril de 1931 aprobó la libertad de cultos, y después otras medidas poco importantes pero significativas, entre las que destacaba el decreto del 6 de mayo declarando voluntaria la enseñanza religiosa. Al mismo tiempo, el Gobierno Provisional inició los contactos con el nuncio Federico Tedeschini para asegurarle que el Gobierno, mientras no se aprobara la nueva Constitución, respetaría el Concordato de 1851, y a cambio la Iglesia debía dar muestras de que acataba el nuevo régimen, petición que el nuncio cumplió.
Sin embargo un sector numeroso del episcopado compuesto por obispos integristas (muchos de ellos nombrados durante la Dictadura de Primo de Rivera) no estaba dispuesto a transigir con la República a la que consideraba una desgracia. La cabeza visible de ese grupo era el cardenal primado y arzobispo de Toledo, Pedro Segura, que el día 1 de mayo hizo pública una pastoral en la que, después de describir la situación de España en tonos catastrofistas, hizo un agradecido elogio de la monarquía y del destronado monarca Alfonso XIII, “quien, a lo largo de su reinado, supo conservar la antigua tradición de fe y piedad de sus mayores”. La prensa republicana interpretó la pastoral como una incitación a los fieles a unirse para salvar los derechos amenazados de la iglesia y los partidos y organizaciones de izquierda la consideraron una declaración de guerra. El Gobierno Provisional de la Segunda República Española presentó una nota de "serena y enérgica" protesta al Nuncio Federico Tedeschini por lo que consideraba una intervención en política del cardenal primado, "cuando no hostilidad al régimen republicano", y pidió que fuera apartado de su cargo. La prensa, por su lado, arreciaba en su campaña contra Segura.

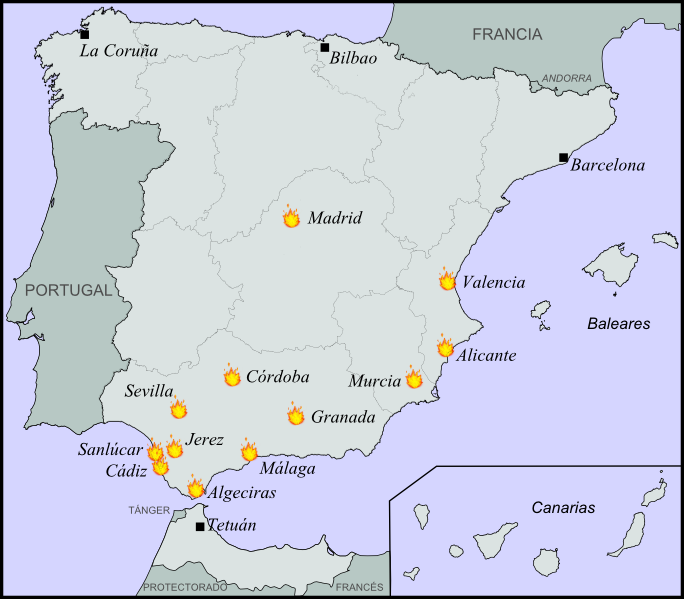
Ciudades en las que se produjeron los sucesos.

En la mañana del domingo 10 de mayo de 1931 se inauguró en la calle Alcalá de Madrid el Círculo Monárquico Independiente. Durante el acto, los monárquicos allí reunidos hicieron sonar en un gramófono la "Marcha Real" y en la calle dos nuevos invitados que acababan de llegar sostuvieron una discusión política con el taxista que los había traído que era republicano, a la que se unieron varios transeúntes. La discusión se convirtió en un altercado y ardieron tres coches aparcados frente al Círculo, cuyos dirigentes pidieron la protección de la fuerza pública. En seguida corrió el rumor por la ciudad de que un taxista republicano había sido asesinado por unos monárquicos, y una multitud se congregó ante la sede del diario ABC en la calle Serrano, donde tuvo que intervenir la Guardia Civil, que disparó contra los que intentaban asaltar y quemar el edificio causando varios heridos y dos muertos, uno de ellos un niño.

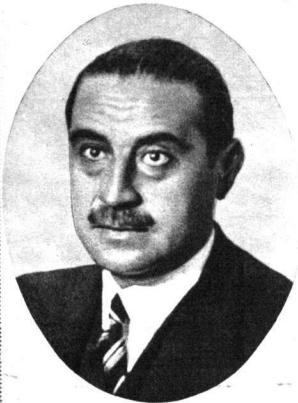
Miguel Maura, ministro de la Gobernación del Gobierno Provisional

Una manifestación se dirigió entonces a la sede de la Dirección General de Seguridad donde exigieron la dimisión del ministro de la Gobernación Miguel Maura y al mismo tiempo grupos de exaltados quemaban un quiosco del diario católico El Debate, apedreaban el casino militar y rompían los escaparates de una librería católica. Esa misma noche Maura quiso desplegar a la Guardia Civil pero sus compañeros de gobierno, encabezados por el presidente Niceto Alcalá Zamora y por el ministro de la Guerra Manuel Azaña, se opusieron, reacios a emplear a las fuerzas de orden público contra el "pueblo" y restando importancia a los hechos.
Cuando el gobierno estaba reunido a primeras horas de la mañana del lunes 11 de mayo le llegó la noticia de que la Casa de Profesa de los jesuitas estaba ardiendo. El ministro de la Gobernación Miguel Maura de nuevo intentó sacar a la calle a la Guardia Civil para restablecer el orden pero al igual que la noche anterior se encontró con la oposición del resto del gabinete y especialmente de Manuel Azaña. La inacción del gobierno permitió que los sublevados quemaran más de una decena de edificios religiosos. Por la tarde, por fin, el Gobierno declaró el estado de guerra en Madrid y a medida que las tropas fueron ocupando la capital, los incendios cesaron. Al día siguiente, martes 12 de mayo, mientras Madrid recuperaba la calma, la quema de conventos y de otros edificios religiosos se extendía a otras poblaciones del este y el sur peninsular (los sucesos más graves se produjeron en Málaga). Por el contrario, allí donde los gobernadores civiles y los alcaldes actuaron con contundencia no hubo incendios.
No se sabe con absoluta certeza quién quemó los alrededor de cien edificios religiosos que ardieron total o parcialmente aquellos días (además de la destrucción de objetos del patrimonio artístico y litúrgico y la profanación de algunos cementerios de conventos), y durante los cuales murieron varias personas y otras resultaron heridas, pero la hipótesis más admitida es que los incendiarios fueron elementos de extrema izquierda republicana y anarquista que pretendían presionar al Gobierno Provisional para que llevara a cabo la «revolución» que significaba ante todo arrancar de cuajo el «clericalismo». Sin embargo lo que sí que está clara fue la irresponsabilidad del gobierno en el manejo de la situación, que solo se explica, además de por una difusa simpatía que pudieran sentir algunos ministros por los alborotadores, por “una mezcla de perplejidad, error de cálculo, debilidad y miedo a la impopularidad derivada del empleo de la fuerza contra el pueblo”. El propio presidente Niceto Alcalá Zamora en una alocución radiada el mismo día 11 justificó implícitamente la actitud del gobierno diciendo que se había evitado un baño de sangre. También el Papa Pío XI el 17 de mayo se referiría a la “gravísima” responsabilidad de los que no habían “impedido oportunamente” que los sucesos se produjeran
La izquierda republicana y los socialistas hablaron de la existencia de una conspiración monárquica y clerical e interpretaron los hechos como un “aviso para el Gobierno Provisional” sobre la política moderada que había llevado hasta esos momentos. El órgano cenetista Solidaridad Obrera fue el que más insistió en la intervención popular en los hechos y en relacionarlos con un movimiento justiciero frente al «afeminamiento político» del Gobierno, que «ha[bía] dejado de ser un Gobierno revolucionario para convertirse en uno de los tantos Gobiernos liberales de la monarquía». Las logias masónicas también expresaron al gobierno su descontento por su contemporización con los elementos conservadores, clericales y monárquicos. Entre los que apoyaban al gobierno Provisional los únicos que claramente condenaron lo sucedido y se opusieron a la interpretación que estaban haciendo de los sucesos la izquierda republicana, los socialistas y los anarquistas fueron los intelectuales de la Agrupación al Servicio de la República que criticaron duramente que se considerara una expresión de la democracia los actos vandálicos de una “multitud caótica e informe” y ponían en duda que incendiar edificios religiosos fuera una demostración de “verdadero celo republicano”.
Sin embargo, el gobierno se sumó a la interpretación de la izquierda republicana, de los socialistas y de los anarquistas y ordenó la suspensión de la publicación del diario católico El Debate y del monárquico ABC, así como la detención de varios significados monárquicos (que semanas después serían absueltos por los tribunales, lo que provocó una dura reacción de la prensa de izquierdas que lo consideró una nueva y vergonzosa "maniobra monárquica"). El gobierno llegó a acordar incluso la expulsión de los jesuitas aunque finalmente no se consumó. Y en ese contexto se produjo la expulsión de España el 17 de mayo del obispo integrista de Vitoria Mateo Múgica, por negarse a suspender el viaje pastoral que tenía previsto realizar a Bilbao donde el gobierno temía que con motivo de su visita se produjeran incidentes entre los carlistas y los nacionalistas vascos que compartían su oposición a la República y su defensa del clericalismo, y los republicanos y los socialistas anticlericales.

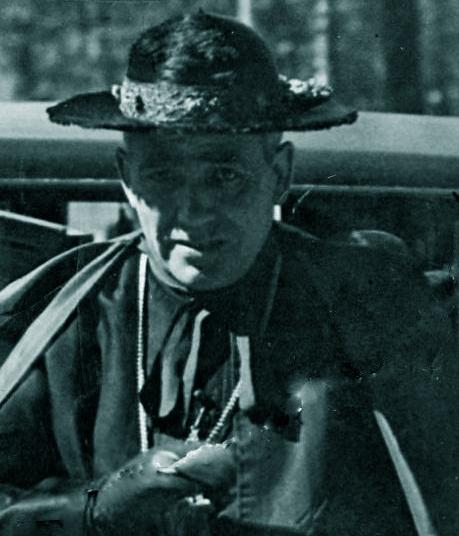
Cardenal Pedro Segura

El Gobierno Provisional aprobó también algunas medidas dirigidas a asegurar la separación de la Iglesia y el Estado sin esperar a la reunión de las Cortes Constituyentes. La Iglesia católica, que en general había reaccionado con moderación a los incendios de mayo, criticó las medias laicistas, especialmente la retirada de los crucifijos de las aulas y sobre todo el decreto del 22 de mayo que eliminaba la enseñanza religiosa de las escuelas públicas, lo que provocó las protestas del nuncio que consideraba que el gobierno había roto su promesa de respetar el Concordato de 1851 hasta la aprobación de la nueva Constitución. La reacción más radical partió de nuevo del cardenal Segura que el 3 de junio en Roma, donde se encontraba desde el 12 de mayo, hizo pública una pastoral en la que se recogía “la penosísima impresión que les había producido ciertas disposiciones gubernativas” a los obispos y todos los agravios que a su juicio había padecido la Iglesia hasta esos momentos, poniendo de manifiesto el antiliberalismo que la Iglesia católica seguía manteniendo. La pastoral del cardenal Segura de nuevo desató las iras de la prensa republicana, socialista y anarquista que la calificó de “intromisión intolerable”. El Gobierno Provisional expresó al Vaticano su deseo de que el cardenal no retornase a España y que fuese destituido de la sede de Toledo. En estas circunstancias el cardenal Segura volvió inesperadamente a España el 11 de junio y fue detenido tres días después por orden del gobierno en Guadalajara, y el día 15 fue expulsado del país. De este hecho quedó una famosa foto que dio la vuelta al mundo con el cardenal abandonando el convento de los paúles de Guadalajara rodeado de policías y guardias civiles, que se presentó como "prueba" de la "persecución" que estaba padeciendo la Iglesia católica en España. El cardenal Segura no volvería a España hasta después de iniciada la guerra civil.
A juicio del historiador Julián Casanova:

El significado principal de estos acontecimientos es que se produjeron al mes escaso de inaugurarse la República y que en la memoria colectiva de muchos católicos quedaron grabados como el primer asalto contra la Iglesia por parte de una República laica y anticlerical, un ensayo general de la catástrofe que se avecinaba. Las consecuencias fueron "desastrosas" para la República, escribió después en sus memorias Niceto Alcalá-Zamora: le crearon enemigos que no tenía; quebrantaron la solidez compacta de su asiento; mancharon su crédito hasta entonces diáfano e ilimitado. Algo similar manifestaba el cardenal Francisco Vidal y Barraquer en la nota de protesta que el 17 de mayo envió al presidente del Gobierno Provisional: hechos de esta índole... disminuyen la confianza que un numeroso sector de católicos había inspirado la actuación directa del Gobierno en muchas de sus primeras disposiciones

### La violencia anticlerical en la Revolución de Asturias
Maximiliano Arboleya, un sacerdote asturiano que consagró su vida al activismo católico en los medios obreros alcanzando cierto prestigio personal entre ellos pero sin conseguir alcanzar el objetivo que perseguía, hacerlos volver al seno de la Iglesia mediante el desarrollo del sindicalismo católico que él entendía que para que tuviera éxito tenía que ser "puro", es decir, independiente de los patronos y de la jerarquía eclesiástica, para que fuera visto por los obreros como un verdadero instrumento en la defensa de sus intereses, le describió en 1923 al nuevo obispo de Oviedo, amigo suyo, la difícil situación con la que iba a enfrentarse en su diócesis:

Ciñéndome a Asturias te digo, y supongo que no te desanimará, pues ya lo tendrás previsto, que la apostasía obrera es general, que hay parroquias, hace bien poco fervientemente cristianas, y donde, abundando muchos niños, el párroco no cuenta ni con una niña para la Primera Comunión. (...)

Los obreros de las grandes cuencas y de los grandes centros fabriles, así como muchísimos de otros menos importantes, se hallan asociados en los Sindicatos socialistas o comunistas y son irreligiosos los más cultos y antirreligiosos los demás. Todos están asociados a los Sindicatos revolucionarios y gracias a ellos han obtenido importantísimas, trascendentales mejoras, y por eso les están agradecidos. (...) 

...aquí entre nosotros, los obreros no son muy católicos

Tras la Revolución de Asturias, Arboleya fue aún más claro en su diagnóstico sobre la situación del mundo obrero en relación con la Iglesia y sus organizaciones sociales:

Por razones que no tengo para qué especificar aquí aunque ello resultaría harto fácil, nuestros obreros y empleados, por lo general, dan como cierto:

a) Que la Iglesia Católica, y consiguientemente cuantos por ella trabajan y se dejan inspirar, son los defensores acérrimos del Capitalismo opresor y enemigos natos de la clase obrera.

b) Que los sindicatos llamados "católicos" tienen como exclusiva finalidad la defensa de la Iglesia y el Capitalismo, haciendo a los sindicatos cada día más sumisos y resignados frente a esos sus dos supuestos y temidos enemigos.

Guste o no y por absurdo que parezca a quienes desconocen los verdaderos orígenes de mentalidad semejante, esa es la de casi todos nuestros trabajadores. Y, después de lo visto y palpado en Asturias, bien podemos afirmar que hoy el odio feroz a la Iglesia es muy superior al que inspira el Capitalismo. Basta para afirmarlo rotundamente fijarse en la clase de personas perseguidas y asesinadas y de edificios destruidos por la dinamita o por el fuego.

Cuando estalló la Revolución de Asturias el 5 de octubre de 1934, el Comité Revolucionario Provincial en su primer bando constituyó una "guardia roja" con voluntarios de todas las organizaciones obreras para conseguir el "cese de todo acto de pillaje, previniendo que todo individuo que sea cogido en un acto de esta naturaleza será pasado por las armas".. La "guardia roja" consiguió poner fin a los saqueos y mantener el orden pero no en todas las ocasiones pudo controlar los excesos de la "justicia revolucionaria" llevada a cabo por individuos o pequeños grupos que actuaron al margen del Comité Revolucionario Provincial y de la inmensa mayoría de los comités revolucionarios comarcales y locales. Así, "junto al trato correcto recibido por la inmensa mayoría de los encarcelados —guardias civiles, técnicos de minas y fábricas, capataces, comerciantes y rentistas, miembros del clero—, la represión sangrienta también hizo acto de presencia". Fueron asesinados algunos detenidos, como en Sama de Langreo en represalia por la resistencia ofrecida por guardias civiles y guardias de asalto a la insurrección obrera, aunque en ocasiones, como en el barrio de El Llano de Gijón, la actuación de la "guardia roja" logró impedir las ejecuciones, o como en Grado, donde se respetaron escrupulosamente las personas y los edificios religiosos.
Pero lo que más estremeció a la opinión pública fue el asesinato indiscriminado de 34 miembros del clero, un hecho que no se producía en España desde hacía cien años. Según el historiador José Álvarez Junco, estas muertes no obedecieron a un plan previo sino que fueron más el resultado de la "exaltación momentánea y casi accidental", y, por otro lado, la inmensa mayoría de sacerdotes y religiosos detenidos u obligados a realizar determinadas tareas recibieron un trato correcto por parte de los comités revolucionarios.

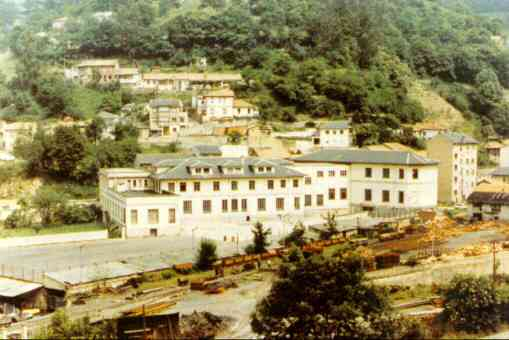
Vista general del Antiguo Colegio La Salle de Turón.

Fueron asesinados párrocos significados en el pasado por supuestamente ser contrarios a los "intereses obreros", o grupos de religiosos, como los ocho seminaristas de Oviedo, bajo el pretexto de haber colaborado con el enemigo en la batalla de la capital. Pero el hecho más brutal y de mayor resonancia de la violencia anticlerical se produjo en el valle de Turón, el principal bastión comunista en Asturias donde fue proclamada la "República Obrera y Campesina" basada en la dictadura del proletariado. Allí los ánimos estaban exacerbados por la dura resistencia ofrecida por los ocho guardias civiles del cuartel de la zona que durante siete horas de asedio no se rindieron, hasta que los insurrectos volaron el cuartel con dinamita. En este clima fueron asesinados siete frailes de la Doctrina Cristiana —conocidos después como los mártires de Turón— y el ingeniero-director y dos empleados de su confianza de la empresa Hullera propietaria de las minas, y de la que también dependía la escuela donde enseñaban los religiosos.
El asesinato del ingeniero-director de la sociedad hullera y de los dos empleados se produjo el 14 de octubre, cuando la revolución se encontraba en su final, y "corrió a cargo de operarios de la empresa, siendo después explicada como fruto de la indignación producida al conocer la intención del director de proceder a despidos por razones extralaborales de un grupo de obreros entre los que ellos mismos se encontraban". Los religiosos, por su parte, fueron asesinados por considerarlos aliados de la empresa, según el historiador David Ruiz, aunque el también historiador José Álvarez Junco, afirma que "lo que desbordó los límites de la tolerancia que se tuvo con otros clérigos fueron los rumores de prácticas homosexuales con sus alumnos". En un informe comunista posterior se llegó a "justificar" la matanza aduciendo que así se les acortaba a los frailes "el plazo aquí en la Tierra" para "ir a disfrutar de mejor vida a la diestra de Dios Padre".
El historiador David Ruiz relaciona los asesinatos de clérigos que se produjeron en la Revolución de Asturias con "el progresivo distanciamiento que se produjo entre la jerarquía eclesiástica y las organizaciones obreras" a causa de su apuesta en favor del "sindicalismo amarillo", en contra del sindicalismo católico independiente de las patronales defendido por el canónigo de la catedral de Oviedo Maximiliano Arboleya, lo que propició el crecimiento del anticlericalismo en el seno de la clase obrera. Puede ser ilustrativo de esta tesis lo que sucedió en la localidad leonesa de Bembibre, donde un crucifijo fue salvado del incendio de la iglesia y exhibido con un cartel que decía: “Cristo rojo, a ti no te quemamos porque eres de los nuestros”. Por otro lado, un canónigo de la catedral ovetense se sorprendió de la animadversión popular que suscitaba el clero:

Llegamos al Campo de los Patos y allí había una muchedumbre, sobre todo de mujeres y niños, que armaron un griterío infernal. No es fácil dar una idea de lo que allí nos dijeron: aquella muchedumbre gritaba y gritaba contra nosotros, y más que nadie las mujeres

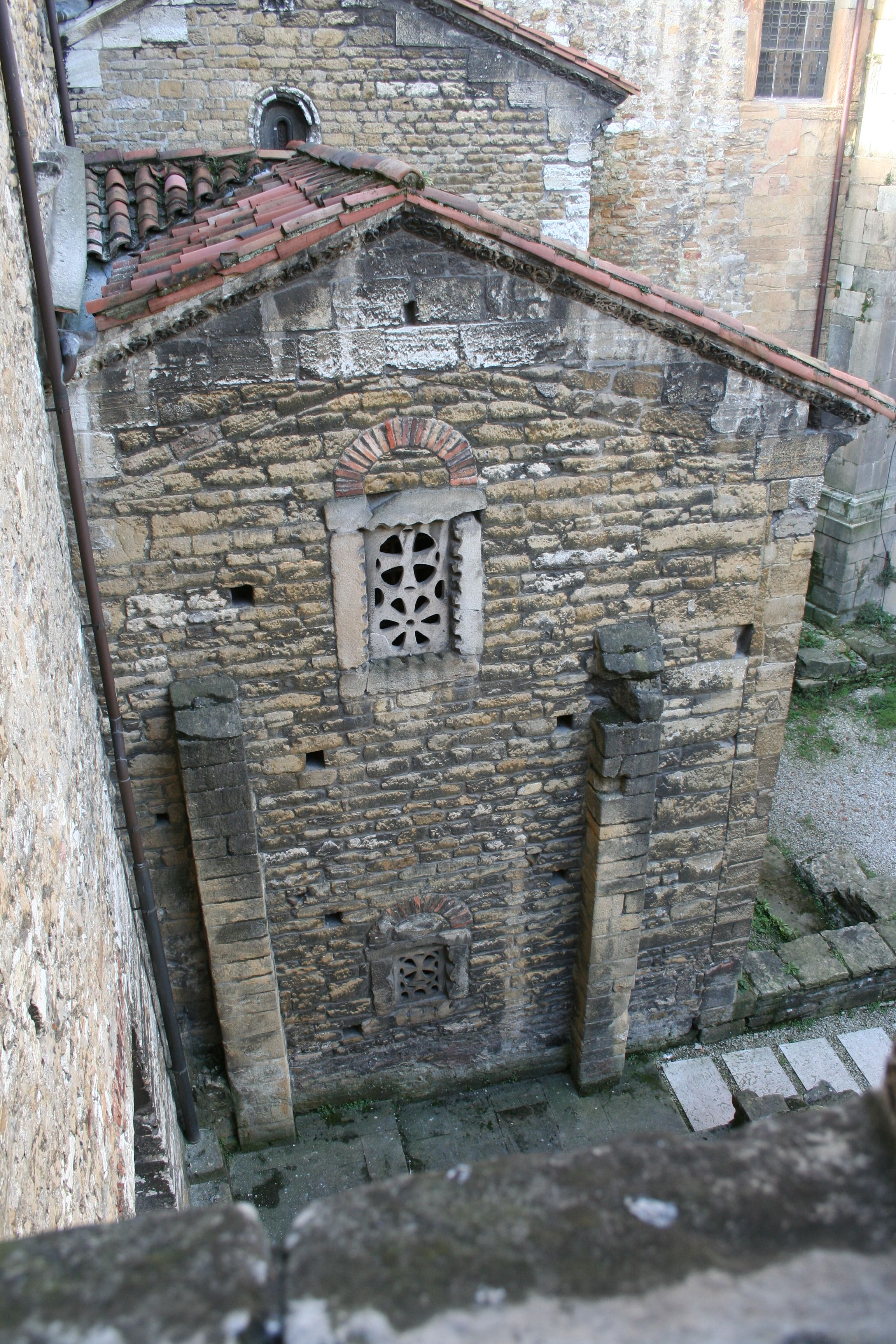
Imagen exterior de la cámara santa y la cripta de santa Leocadia. Podemos ver las dos celosías, la superior correspondiente a la cámara santa o capilla de san Miguel y la inferior perteneciente a la cripta de santa Leocadia.

El canónigo de la catedral de Oviedo, Maximiliano Arboleya, que casualmente se encontraba fuera de Asturias cuando se produjo la Revolución de Asturias, quedó hondamente impresionado por los sucesos revolucionarios y en especial por la violencia anticlerical contra las personas (fueron asesinados varios compañeros suyos del cabildo, entre ellos Aurelio Gago, que era también prefecto de Estudios del Seminario diocesano) y contra los edificios (en especial la catedral de Oviedo de la que era deán y la Cámara Santa).
Sin embargo, el dolor que le produjeron los asesinatos y las destrucciones no le impidió realizar una lúcida reflexión sobre el fracaso de la Iglesia católica en la penetración en los medios obreros. En una especie de "manifiesto" que preparó para el Grupo de la Democracia Cristiana que sirviese de orientación a los católicos españoles conmocionados especialmente por la muerte de casi 40 religiosos y por los más de cincuenta edificios religiosos incendiados o saqueados (entre ellos el Palacio Episcopal, el Seminario Diocesano, en el que ardió su biblioteca, la Cámara Santa de la catedral de Oviedo, de la que Arboleya era el deán de su cabildo) durante la "Comuna Obrera" asturiana, Arboleya siguió convencido de que si el activismo católico social hubiese seguido el modelo del sindicalismo católico "puro", que él llevaba años defendiendo, la tragedia asturiana se podría haber evitado, por lo que pensaba que los católicos también tenían alguna responsabilidad en lo sucedido. Pero ni la Iglesia católica ni la derecha católica en absoluto lo entendieron así y solo pensaban en la represión como remedio contra la revolución. La Iglesia no rectificó su política social y siguió insistiendo en la vía del sindicato católico vinculado a los patronos. Angel Herrera, presidente de Acción Católica, inició una campaña por toda España para presentar como modelo de "obrero católico y patriótico" a Vicente Madera, líder del fracasado sindicato católico de la Hullera Asturiana, un ejemplo típico del sindicalismo católico que rayaba con el amarillismo, y que el día 5 de octubre había defendido con las armas, junto con 25 compañeros, la sede social del sindicato en la villa de Moreda cuando los revolucionarios intentaron tomarla, y al final había conseguido escapar aprovechando la noche (cuatro resistentes murieron en el intercambio de disparos). En una carta dirigida a su amigo Severino Aznar Arboleya critica esta forma de reaccionar de la Iglesia católica:

Creerá usted, acaso, que ante tal desastre se oyen voces sensatas pidiendo el abandono del camino que nos condujo a él... Pues se equivoca. Unas cuantas soluciones simplistas —cortar algunas cabezas, castigar a los rebeldes, proceder a un completo desarme... material, etc.— y pare usted de contar. Todos se aprestan a moverse, pero para caminar más deprisa por el mencionado camino. Ya tenemos de nuevo a Vicente Madera Peña hecho un héroe y un salvador, ya tenemos la política en la Federación Agraria y un fantástico Secretariado Social que se funda sin plan y sin preparación alguna.

Nadie, absolutamente nadie, se para a preguntar si este atroz movimiento criminal revolucionario de cerca de 50.000 hombres no tiene más explicación que la consabida malsana propaganda socialista; nadie piensa en que también puede haber tremendas responsabilidades por parte nuestra.

Otros católicos se acordaron de Arboleya, de sus fracasos y de sus predicciones. Luigi Sturzo, líder exiliado del Partito Popolare Italiano escribió en un periódico de Friburgo un homenaje a los "demócrata cristianos" españoles Severino Aznar, Angel Ossorio y Gallardo y el "canónigo Arboleya":

Si se les hubiera escuchado, los católicos españoles no pasarían hoy, a los ojos de los obreros, como defensores de los patronos incluso de los injustos

En la misma línea se expresó el canónigo de la catedral de Valladolid, Alberto Onaindía, que publicó un artículo el 23 de octubre de 1934 en el diario Euskadi, de Bilbao, en el que afirmaba que Arboleya para las clases conservadoras nunca había sido otra cosa que el "cura socialista y el canónigo rojo". Asimismo José de Artetxe escribió a finales de octubre un artículo en El Día, de San Sebastián, en el que afirmaba:

Los dolorosos sucesos de Asturias están previstos claramente, y para vergüenza de los católicos de aquella región, en las obras escritas por la pluma ardorosa de un gran propagandista católico social —Arboleya Martínez, canónigo de la Catedral de Oviedo— que desde hace más de treinta años clamaba en el desierto de la incomprensión profetizando claramente esto de ahora, que los sordos o cosa peor que le rodeaban se empeñaban en no querer vislumbrar

### La persecución religiosa en la zona republicana durante la Guerra Civil

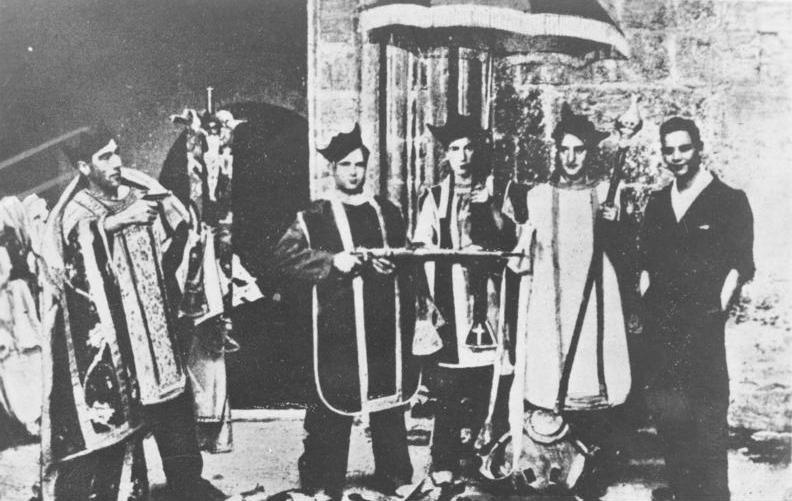
Milicianos vestidos con ropas litúrgicas tras el saqueo de una iglesia. Madrid, 1936

Sobre todo durante los primeros meses de la guerra civil española en la zona republicana se desató una "salvaje persecución religiosa" con asesinatos, incendios y saqueos cuyos autores fueron "los extremistas, los incontrolados y los delincuentes comunes salidos de las cárceles que se les sumaron", todo ello inmerso en la ola de violencia desatada contra las personas y las instituciones que representaban el "orden burgués" que quería destruir la revolución social española de 1936 que se produjo en la zona donde el golpe de Estado en España de julio de 1936 fracasó. "Durante varios meses bastaba que alguien fuera identificado como sacerdote, religioso o simplemente cristiano militante, miembro de alguna organización apostólica o piadosa para que fuera ejecutado sin proceso".
En cuanto al número de víctimas las autoridades del bando sublevado hablaron de "400.000 hermanos nuestros martirizados por los enemigos de Dios" o de "centenares de miles" de "víctimas cobardemente asesinadas, en primer término por su fe religiosa". Un folleto de propaganda franquista editado en París en 1937 cifró el número en 16.750 sacerdotes y el 80% de los miembros de las órdenes religiosas. Estas cifras se mantuvieron como las oficiales durante las dos primeras décadas de la dictadura franquista hasta que en 1961 el sacerdote Antonio Montero Moreno (que después sería obispo de Badajoz) publicó el único estudio sistemático y serio que se ha realizado hasta ahora, citando por sus nombres a las víctimas. Según ese estudio titulado Historia de la persecución religiosa en España 1936-1939 fueron asesinados en la zona republicana 12 obispos, 4.184 sacerdotes seculares, 2.365 religiosos y 263 monjas. Queda pendiente conocer el número de los seglares católicos que fueron asesinados no por lo que supuestamente hubieran hecho individualmente sino por pertenecer a una asociación confesional católica o meramente por ser católicos practicantes, "tarea mucho más laboriosa y delicada, porque se entremezclan las razones religiosas con las políticas o, como en muchos casos sucedió, con simples venganzas personales. La razón principal de esta confusión fue la pretensión del franquismo de presentar a todos los muertos de su bando como caídos por Dios y por España".  Nada más terminar la guerra las autoridades franquistas abrieron un macroproceso llamado Causa General que englobaba todos los crímenes cometidos por los "rojos". Se acumularon declaraciones e interrogatorios que ocuparon miles de legajos, "pero finalmente [la Causa General] se arrinconó sin hacer uso de lo averiguado porque los resultados obtenidos fueron muy inferiores a las expectativas".
Lo que las investigaciones posteriores a la de Montero Moreno han aclarado es que el mayor número de asesinatos se produjo entre julio y septiembre de 1936 cuando los miembros del clero eran apresados y ejecutados sin ningún tipo de juicio. A partir de la última fecha comenzaron a funcionar los tribunales populares bajo el impulso del nuevo gobierno de Largo Caballero que dieron unas mínimas garantías jurídicas a los detenidos y las condenas solían acabar con penas de prisión y no con la muerte. Tras los sucesos de mayo de 1937 y la formación del gobierno de Juan Negrín en el que el ministerio de justicia fue ocupado por el católico del PNV Manuel de Irujo cesaron completamente los asesinatos y la mayoría de los sacerdotes que estaban en prisión fueron puestos en libertad. Sin embargo, la prohibición del culto público católico continuó así como otras medidas revolucionarias. Al final de la guerra, con la desbandada del ejército republicano hacia la frontera francesa, volvieron a producirse nuevas víctimas entre los miembros del clero, entre las que destaca el obispo de Teruel Anselmo Polanco Fontecha.  Así pues, según el historiador y monje benedictino Hilari Raguer, "no se puede negar la trágica realidad de las matanzas del verano del 36, pero es confusionario pretender que el terror hubiera durado hasta el final de la guerra".
En cuanto a las causas alegadas por los revolucionarios para los asesinatos del clero la más frecuente fue que desde las iglesias y los campanarios se había disparado contra las milicias leales a la República o contra "el pueblo", una afirmación de la que no se pudo demostrar ni un solo caso, pero que los miembros de los comités revolucionarios creían firmemente porque se identificaba a la Iglesia con las derechas y se hacía caso de las "informaciones" y de las soflamas anticlericales de determinados periódicos. Por ejemplo, el diario de la CNT Solidaridad Obrera justificó la matanza de los Hermanos de San de Dios del Hospital de San Pablo de Barcelona con la absurda y nunca probada afirmación de que éstos habían administrado intencionadamente inyecciones letales a los enfermos o heridos.
Las autoridades republicanas (especialmente los gobiernos autónomos de Cataluña y del País Vasco) intentaron evitar los asesinatos de sacerdotes y religiosos, y en general de las personas de derechas y de militares. En el País Vasco el gobierno de José Antonio Aguirre consiguió dominar la situación y allí no hubo persecución religiosa. En Cataluña, a pesar de que el poder efectivo lo tenían los cientos de comités revolucionarios fundamentalmente anarquistas que habían surgido tras la derrota de la sublevación del 19 de julio, la Generalidad presidida por Lluís Companys consiguió poner a salvo a miles de personas de derechas amenazadas, y entre ellas numerosos sacerdotes (empezando por la cabeza de la Iglesia en Cataluña, el arzobispo de Tarragona cardenal Vidal y Barraquer que había sido detenido por un grupo de milicianos) y religiosos (entre ellos 2.142 monjas), concediéndoles pasaportes y fletando barcos franceses e italianos para que pudieran huir al extranjero. Precisamente las autoridades y los políticos catalanes que más habían participado en esta tarea también tuvieron que abandonar Cataluña a causa de las amenazas que recibieron de los comités anarquistas, como fue el caso del diputado de Unión Democrática de Cataluña Manuel Carrasco Formiguera, que acabaría siendo fusilado por los franquistas. Otra de las personas que destacó en Cataluña en la labor de salvar a eclesiásticos y a personas de derechas en el verano de 1936 fue el sindicalista anarquista moderado Joan Peiró, que sería ministro de Industria en el gobierno de Largo Caballero. Peiró escribió en aquellos meses iniciales de la guerra numerosos artículos en el periódico Llibertat de Mataró en los que denunció los asesinatos de "sacerdotes y religiosos únicamente porque lo eran". Peiró, al igual que Carrasco Formiguera, acabó siendo fusilado por los franquistas. Por otro lado, el dirigente nacionalista vasco Manuel Irujo cuando visitó Barcelona manifestó por la radio que la persecución religiosa que se estaba produciendo era indigna de la tradición democrática de Cataluña. Y el lehendakari José Antonio Aguirre en el discurso que pronunció ante las Cortes Españolas reunidas en Madrid para aprobar el Estatuto de Autonomía del País Vasco dijo:

Condenamos con toda energía —pues no tenemos más remedio que condenar, aunque comprendamos muchas veces los excesos propios de las muchedumbres— todo lo que suponga la quema de nuestras iglesias, donde quiera que ellas se encuentren, porque nuestra fe tiene ámbitos universales, así como la muerte de personas por el solo hecho de tener cierto carácter y una determinada significación

Sin embargo, a pesar de todas estas iniciativas, la Iglesia y el culto católico en la zona republicana, excepto en el País Vasco, habían desaparecido. En un informe interno presentado ante el Consejo de Ministros el 7 de enero de 1937 el entonces ministro católico sin cartera del PNV Manuel Irujo denunció que en el "territorio leal" "todas las iglesias se han cerrado al culto, el cual ha quedado total y absolutamente suspendido" (y "en las iglesias han sido instalados depósitos de todas clases, mercados, garajes, cuadras, cuarteles, refugios...") y "una gran parte de los templos, en Cataluña con carácter de normalidad, se incendiaron", además de que "los altares, imágenes y objetos de culto, salvo muy contadas excepciones, han sido destruidos, los más con vilipendio". Asimismo, afirmaba Irujo, "todos los conventos han sido desalojados y suspendida la vida religiosa en los mismos" y "sus edificios, objetos de culto y bienes de todas clases fueron incendiados, saqueados, ocupados o derruidos". "Sacerdotes y religiosos han sido detenidos, sometidos a prisión y fusilados sin formación de causa por miles, hechos que, si bien amenguados, continúan aún, no tan sólo en la población rural, donde se les ha dado caza y muerte de modo salvaje, sino en las poblaciones. Madrid y Barcelona y las restantes grandes ciudades suman por cientos los presos en sus cárceles sin otra causa conocida que su carácter de sacerdote o religioso". Por último, Irujo denunciaba que se había llegado a la prohibición absoluta de imágenes y objetos de culto en las casas particulares y que cuando la policía efectuaba registros en ellas, destruía "con escarnio y violencia imágenes, estampas, libros religiosos y cuanto con el culto se relaciona o lo recuerde". Acabado su informe Irujo pidió al resto de miembros del gobierno de Largo Caballero que aprobaran el restablecimiento de la libertad de conciencia y de la libertad de cultos reconocida en la vigente Constitución de 1931, pero su propuesta fue rechazada por unanimidad por entender que la opinión pública lo desaprobaría debido al alineamiento de la Iglesia católica con el bando sublevado, además de aducir el viejo (y falso) argumento, pero muy extendido, de que desde los templos se había disparado contra las fuerzas leales y contra "el pueblo".

### El caso del País Vasco durante la Guerra Civil

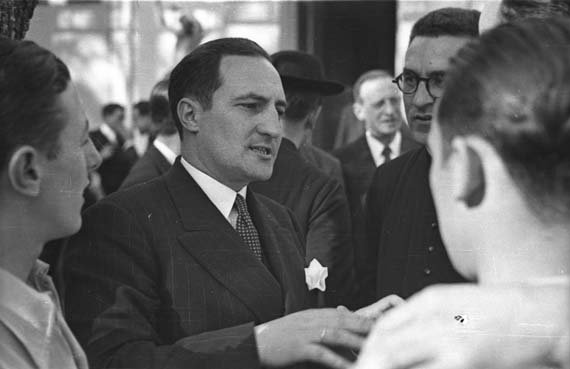
El lehendakari José Antonio Aguirre en el exilio francés (abril de 1939).

En el País Vasco republicano no hubo persecución religiosa (aunque en los primeros momentos algunos sacerdotes fueron asesinados por extremistas de izquierda), ninguna iglesia fue incendiada ni clausurada y el culto católico se desarrolló con normalidad. La razón fue que el Partido Nacionalista Vasco (PNV), un partido católico, no se sumó al movimiento militar sino que permaneció fiel a la República (un miembro del PNV, Manuel Irujo, se incorporó al gobierno de Largo Caballero en septiembre de 1936 como ministro sin cartera, y el 1 de octubre las Cortes españolas de la República aprobaron el Estatuto de Autonomía del País Vasco, formándose a continuación un gobierno vasco presidido por el peneuvista José Antonio Aguirre). De hecho en el País Vasco en las primeras semanas de la guerra diecisiete sacerdotes vascos nacionalistas (y en Mallorca  un sacerdote catalanista) fueron asesinados por los "nacionales", y no por los "rojos", por ser "separatistas", lo que motivó la expulsión de la "España nacional" del obispo de Vitoria Mateo Múgica Urrestarazu por haber protestado a la Junta de Defensa Nacional del bando sublevado.  La represión que los sublevados ejercieron en el País Vasco recién ocupado también incluyó a numerosos sacerdotes vascos "separatistas" que fueron encarcelados por el delito de "rebelión".